# Église Saint-Lucien d'Avrechy
L'église Saint-Lucien est une église catholique paroissiale située à Avrechy, commune de l'Oise. Elle possède des reliques de son saint patron, saint Lucien de Beauvais, et de sa patronne auxiliaire, sainte Waudru de Mons. La partie la plus ancienne de l'église est le chœur carré, qui a été bâti au second quart du XIIe siècle dans le style roman tardif. C'est la partie la plus intéressante de l'église pour l'ordonnancement du chevet éclairé par un triplet, et surtout pour sa voûte d'ogives romane. Elle est de dimensions considérables pour l'époque, et ses nervures sont déjà soigneusement moulurées. Les chapiteaux sont d'une grande variété, et remarquables par leurs motifs. Tout le reste de l'église a été reconstruit à partir de la fin du XVe siècle et jusqu'au milieu du XVIe siècle dans le style gothique flamboyant. Les parties flamboyantes de l'église restent mal étudiées, et l'on ignore leur histoire. Elles se caractérisent par des bas-côtés presque aussi élevés que la nef, et un transept moins large que la nef, dont le croisillon nord sert de base au clocher. Certaines clés de voûte méritent l'attention. La partie la plus récente de l'église est le portail occidental de style Renaissance, qui date du règne de Henri II. L'église fait l’objet d’un classement au titre des monuments historiques depuis le 29 août 1950. Avrechy n'est aujourd'hui plus une paroisse indépendante. Son église est affiliée à la paroisse Saint-Vincent-de-Paul du Pays de Chaussé.

## Localisation

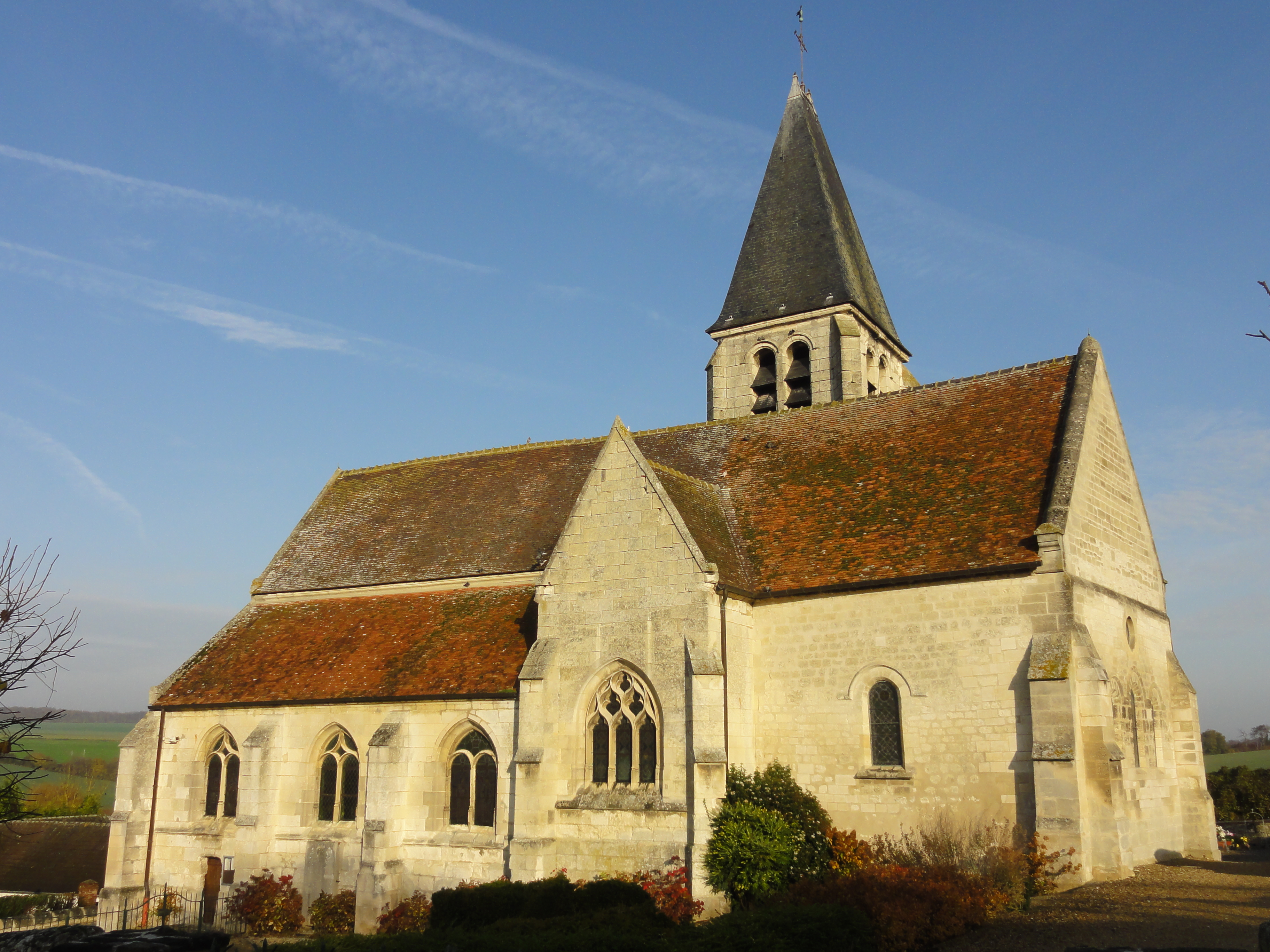
Vue depuis le sud-est.

L'église Saint-Lucien se situe en France, en région Hauts-de-France et dans le département de l'Oise, sur le plateau picard, dans la vallée de l'Arré, sur la commune d'Avrechy, au milieu du village, rue des Lilas (RD 158). La façade occidentale donne sur la rue, qui est en pente, et la domine grâce à un mur de soutènement. Sans accès direct depuis la rue, le portail occidental n'est pas de grande utilité ; pour l'atteindre, il faut passer par le petit parvis devant le portail latéral de la première travée du bas-côté sud. C'est par cette petite porte que l'on entre habituellement dans l'église. Elle est sinon entourée du cimetière au sud, à l'est et au nord. Un chemin traverse le cimetière et relie le parvis de l'église à la cour de la mairie, qui se trouve à l'est. Le monument aux morts de la commune se trouve à l'extrémité sud-ouest du cimetière, près du principal carrefour du village, où la RD 570 (rue de la Croix-Adam) débouche sur la RD 158.

## Historique

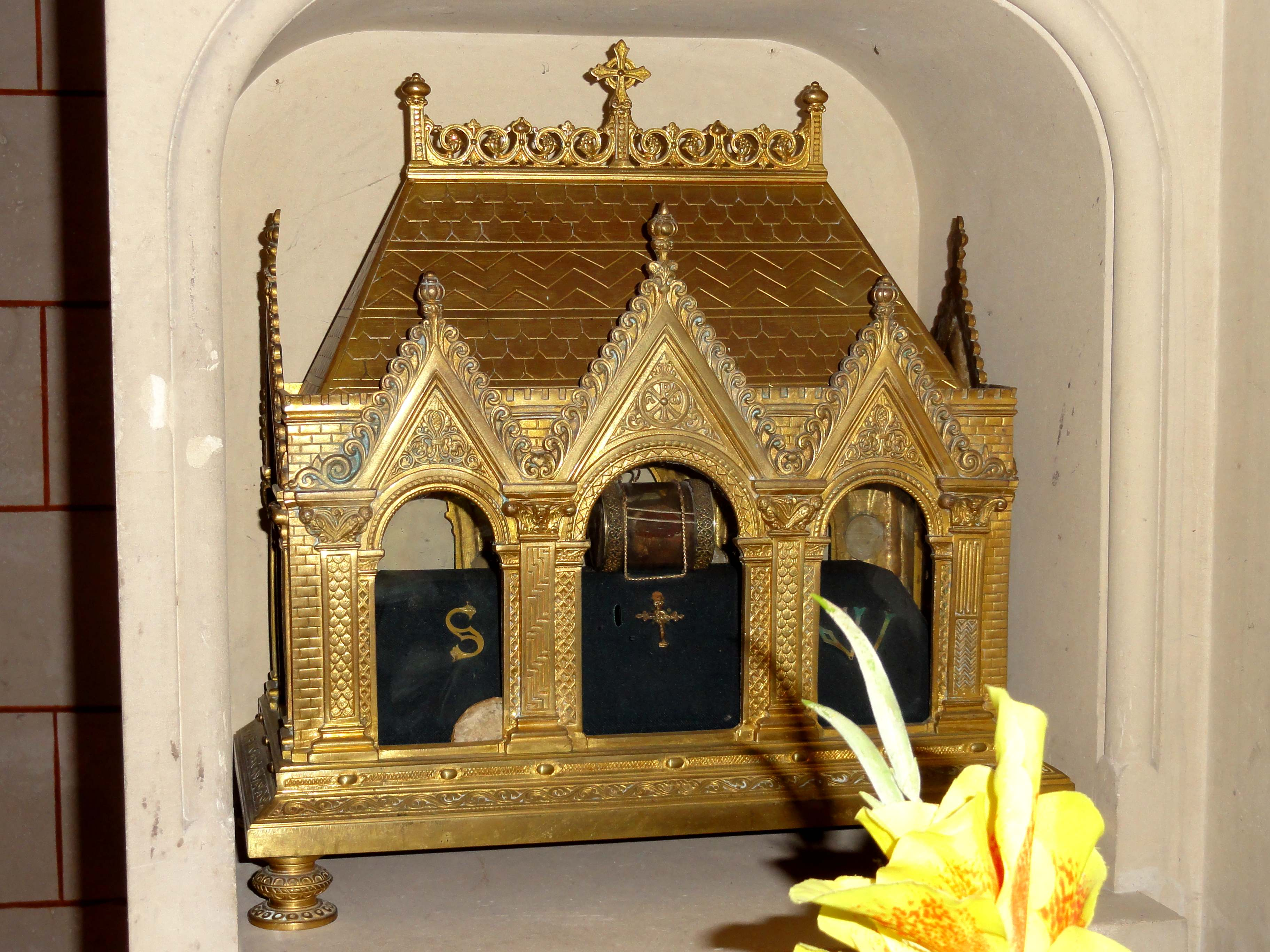
Châsse de sainte Waudru.

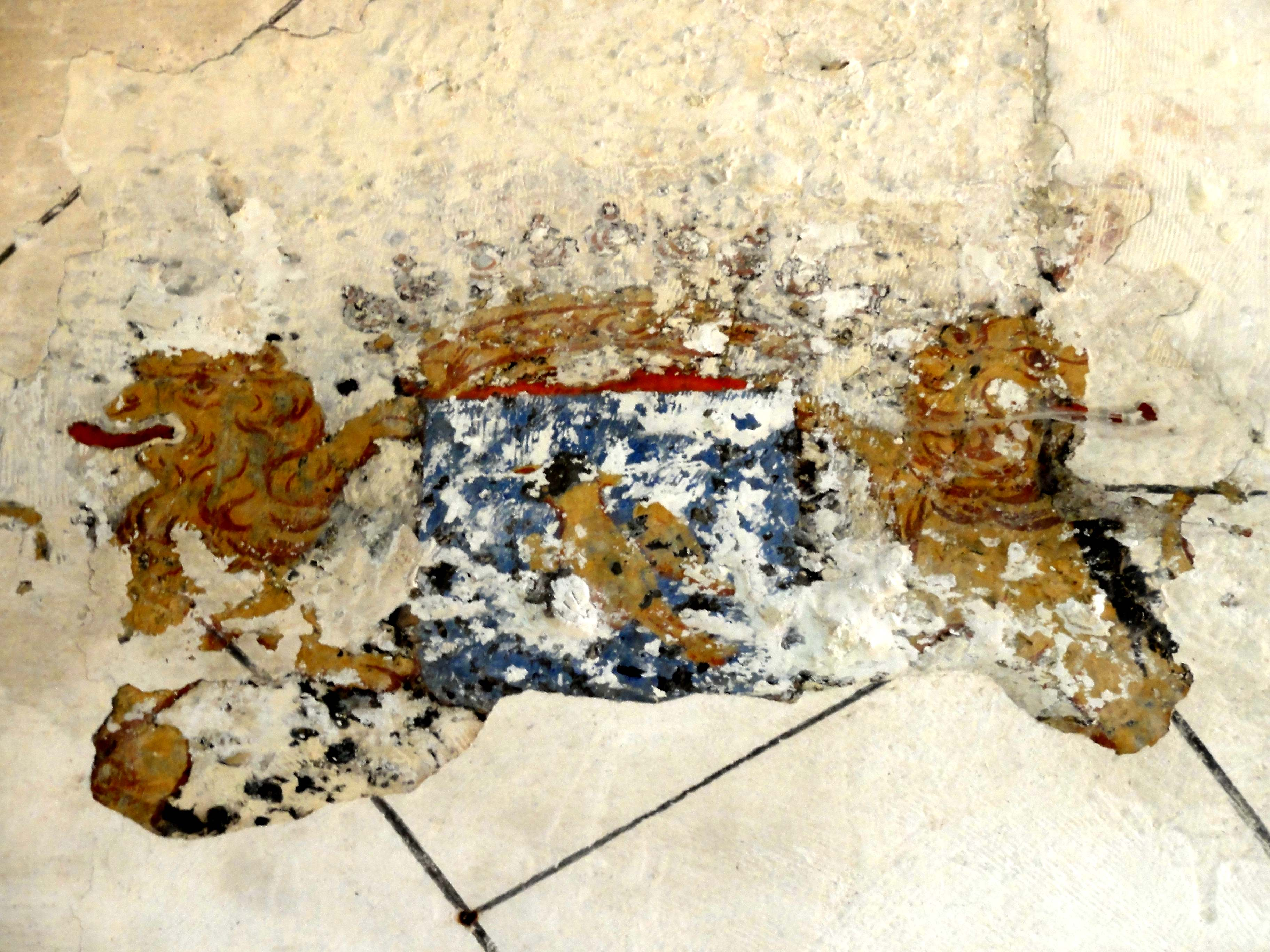
Vestige de litre funéraire des Gon de Vassigny au revers de la façade.

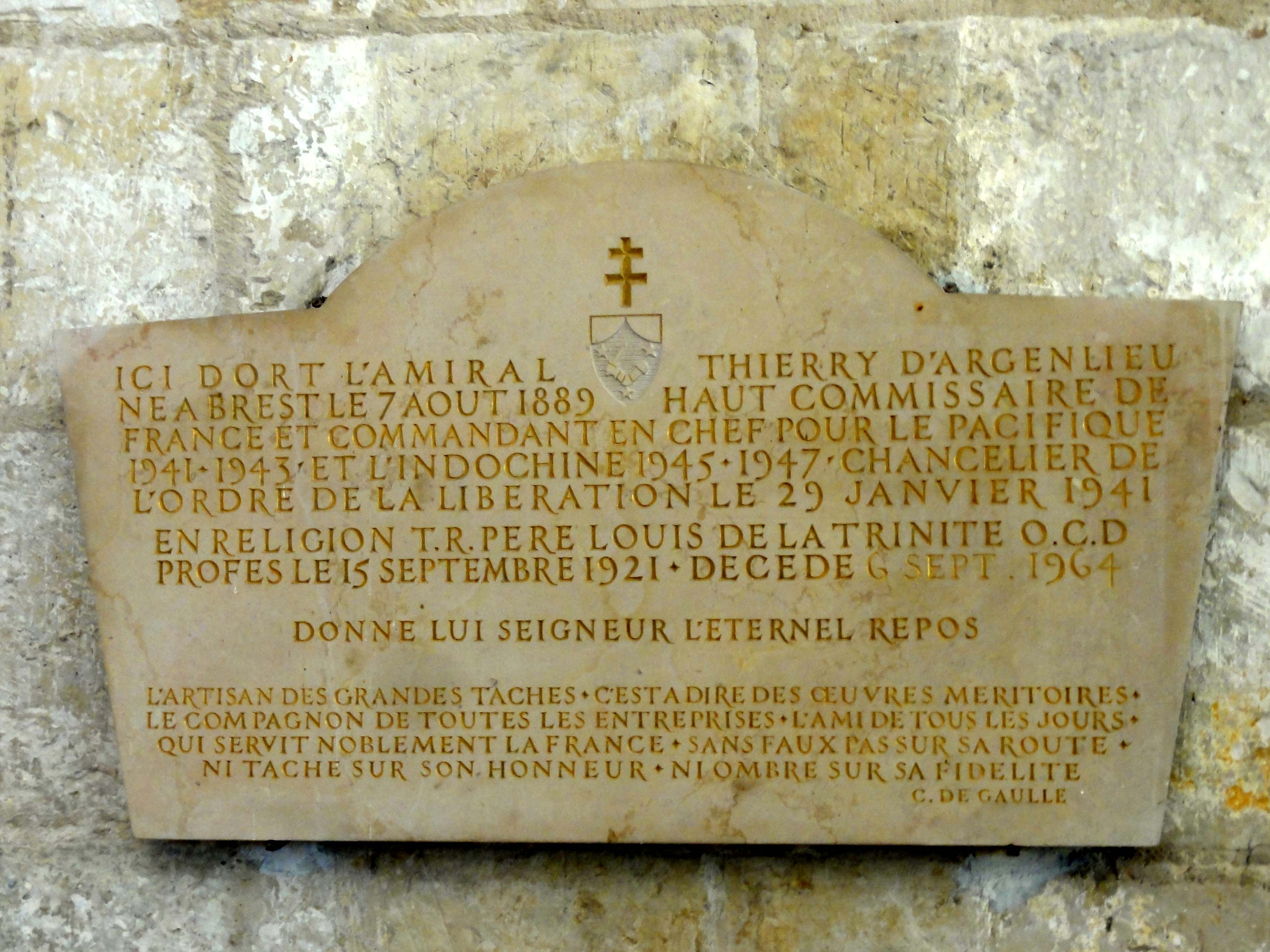
Plaque en hommage à l'amiral d'Argenlieu (en religion T.R.P. Louis de la Trinité), inhumé dans l'église.

L'on manque de renseignements sur les origines de la paroisse. La partie la plus ancienne de l'église actuelle est le chœur carré, que Dominique Vermand date des alentours de 1130. L'église est dédiée à  saint Lucien de Beauvais et à sainte Waudru de Mons, qui est sa seconde patronne. Elle possède des reliques de ses deux saints protecteurs, qui sont conservées dans des châsses placées dans des niches de part et d'autre du maître-autel néoroman. Les reliques de sainte Waudru (Waldetrudis) s'étaient perdues. En 1882, la paroisse obtient une vertèbre de la sainte de la collégiale Sainte-Waudru de Mons, qui possède encore la plus grande partie de son squelette. Sous l'Ancien Régime, la paroisse d'Avrechy dépend du doyenné de Pont-Sainte-Maxence et de l'archidiaconé de Breteuil du diocèse de Beauvais. Le collateur de la cure est le prieur du prieuré Saint-Rémy de Ronquerolles, sur l'actuelle commune d'Agnetz. La grosse dîme d'Avrechy revient également au prieuré. Après la guerre de Cent Ans, l'église est rebâtie dans le style gothique flamboyant, en ne conservant de la précédente église que le chœur roman. Aucun auteur ne précise la date de ces importants travaux, qui s'échelonnent apparemment sur une longue période entre la fin du XVe siècle et le milieu du XVIe siècle, comme le montre l'évolution du remplage des fenêtres entre le transept et les bas-côtés. Le portail occidental est édifié en dernier lieu, et Eugène Müller le date du règne de Henri II (1547-1559). Il appartient donc à l'architecture Renaissance et non au Classicisme, contrairement à ce qu'affirme Ernest Laurain, ce que Louis Graves a déjà reconnu.
Après la Révolution française, le diocèse de Beauvais est annexé au diocèse d'Amiens, mais regagne son autonomie en 1822. Depuis cette date, l'ensemble du département de l'Oise fait partie du diocèse de Beauvais. La paroisse Sainte-Anne d'Airion est desservie par le curé d'Avrechy dès le XIXe siècle. Sous la monarchie de Juillet, l'abside romane se trouve dans un état inquiétant : le mur sud est profondément lézardé et très dégradé, et tout l'intérieur du chœur est également dégradé et paraît remanié. Sauf sur trois au quatre sur un total de douze chapiteaux, la sculpture disparaît sous une épaisse couche de badigeons. En 1838, Louis Graves signale encore des vitraux brisés dans les fenêtres du chœur, qui portent la date de 1554. Vers 1935, Ernest Laurain déplore la perte du vitrail consacré aux attributs de la Vierge Marie, bien que classé aux monuments historiques par arrêté du 10 décembre 1906. Deux fragments de ce vitrail ont été montés dans les soufflets de la seconde fenêtre du bas-côté nord (verrière n° 9). Ils représentent des angelots. Les autres vitraux de la fenêtre datent de 1903, et ne sont pas classés. Ils sont signés L. Roch, Beauvais, et entretiennent le souvenir du mariage Rudeaux-Froment, le 14 mai de cette année. L'église elle-même est classée au titre des monuments historiques par arrêté du 29 août 1950. En septembre 1964, les obsèques de l'amiral Georges Thierry d'Argenlieu (en religion T.R.P. Louis de la Trinité), mort à Brest le 7 septembre, sont célébrées en l'église Saint-Lucien en présence du général de Gaulle. Il est inhumé sous le sol du croisillon sud, où une plaque commémorative pour le chancelier de l'Ordre de la Libération est scellée dans le mur. En 1996, la paroisse d'Avrechy cesse officiellement d'exister avec la création des quarante-cinq nouvelles paroisses du diocèse de Beauvais. L'église Saint-Lucien est désormais l'un des vingt-huit clochers de la paroisse Saint-Vincent-de-Paul du pays de Chaussé, et les messes dominicales y sont célébrées environ une fois par mois. Le 20 février 2012, un pan entier du mur de soutènement devant la façade occidentale s’effondre sur une vingtaine de mètres en raison des températures hivernales en ne faisant aucun blessé. Il est réparé peu de temps après.

## Description

### Aperçu général

Plan de l'église.

D'après Eugène Woillez, l'église serait irrégulièrement orientée, avec une déviation de l'axe de l'édifice de 20° vers le sud-est du côté du chevet. En comparant avec le cadastre, cette valeur semble deux fois exagérée. Il est également difficile de souscrire à l'avis d'Eugène Woillez et Ernest Laurain, qui disent que le sol du chœur se situerait à deux mètres en dessous du niveau du sol extérieur. Cette valeur paraît également largement exagérée, et comme le montre le relevé réalisé par Eugène Woillez pendant les années 1840, le niveau du sol ne semble pas avoir beaucoup évolué depuis. L'église répond à un plan cruciforme très simple et presque symétrique. Il n'est pas clair ce que Louis Graves entend par la chapelle qui rendrait le plan irrégulier. On ne voit aucune trace d'une telle chapelle. L'église se compose d'une nef de trois travées accompagnée de deux bas-côtés ; d'un transept non débordant voûté à la même hauteur que la nef, mais moins large que cette dernière ; et d'un chœur carré au chevet plat. Il est légèrement plus large que le reste du vaisseau central, soit 6,17 m, et sa profondeur est de 6,30 m. L'ensemble de l'église est voûté d'ogives. La clé de voûte du chœur est située à une hauteur de 7,45 m au-dessus du sol. Le clocher s'élève au-dessus du croisillon nord, et son rez-de-chaussée sert de sacristie. Il est à ce titre séparé du reste de l'église par une clôture en bois, qui laisse libre la moitié supérieure de l'arcade vers la croisée du transept. Aucune intercommunication n'existe avec le bas-côté nord. L'église possède deux accès, à savoir le portail occidental et la petite porte de la première travée du bas-côté sud. Les bas-côtés sont recouverts par des toits en appentis s'appuyant contre les murs gouttereaux de la nef, tandis que la nef, le croisillon sud et le chœur sont recouverts de toits à deux rampants avec des pignons tournés respectivement vers l'ouest, le sud et l'est,,.

### Intérieur

#### Nef et bas-côtés

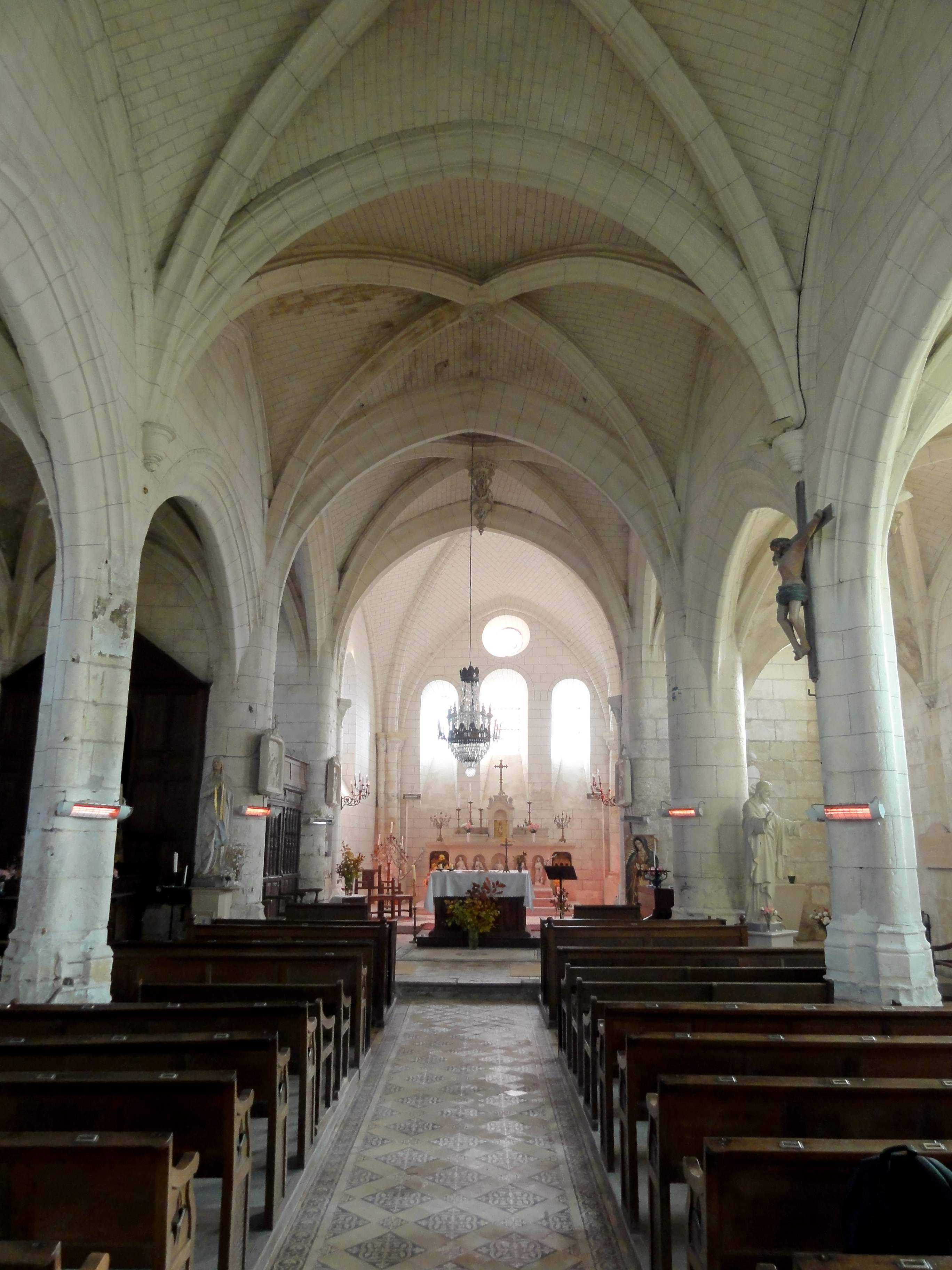
Nef, vue vers l'est.

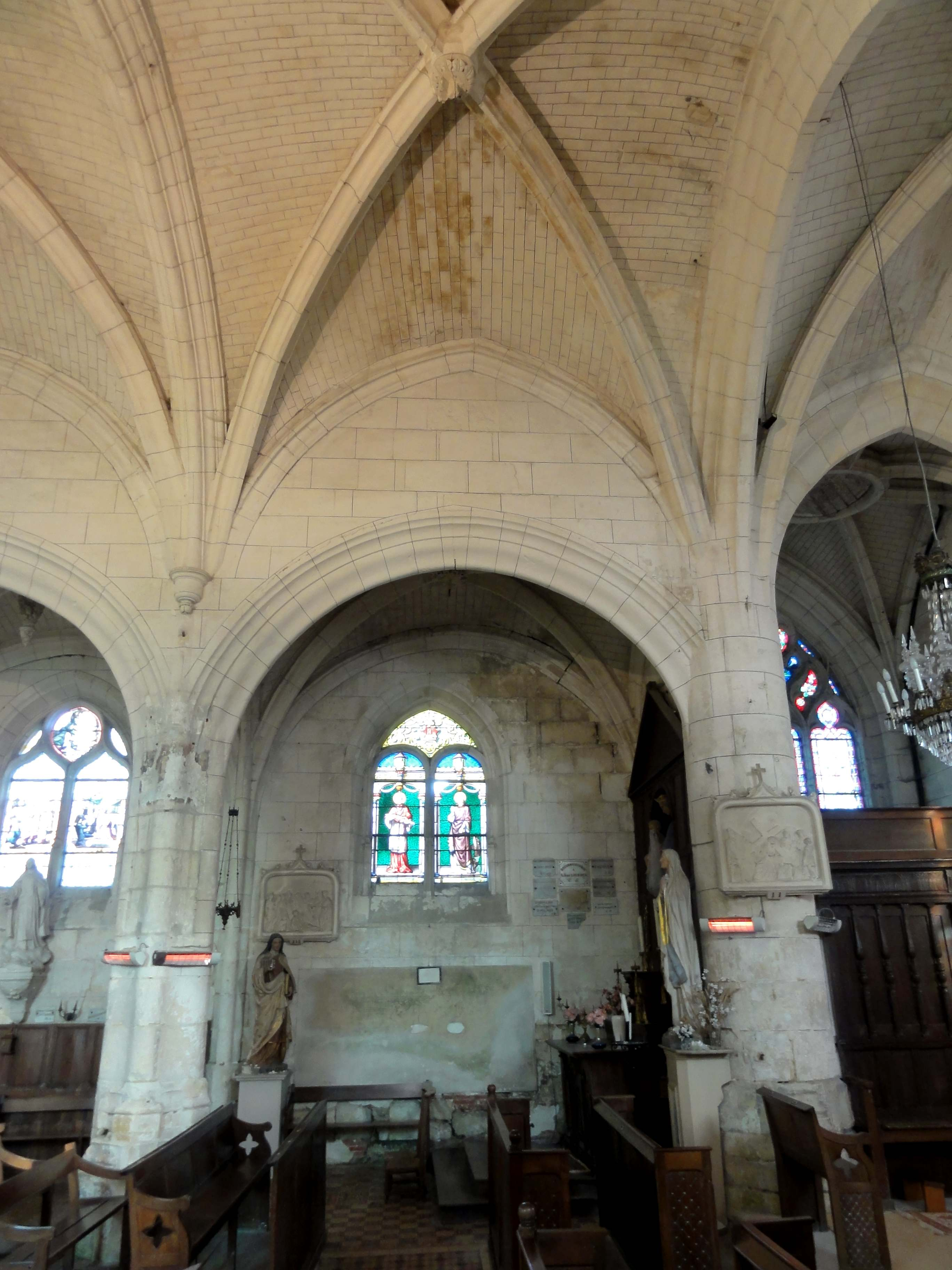
3e travée, élévation nord.

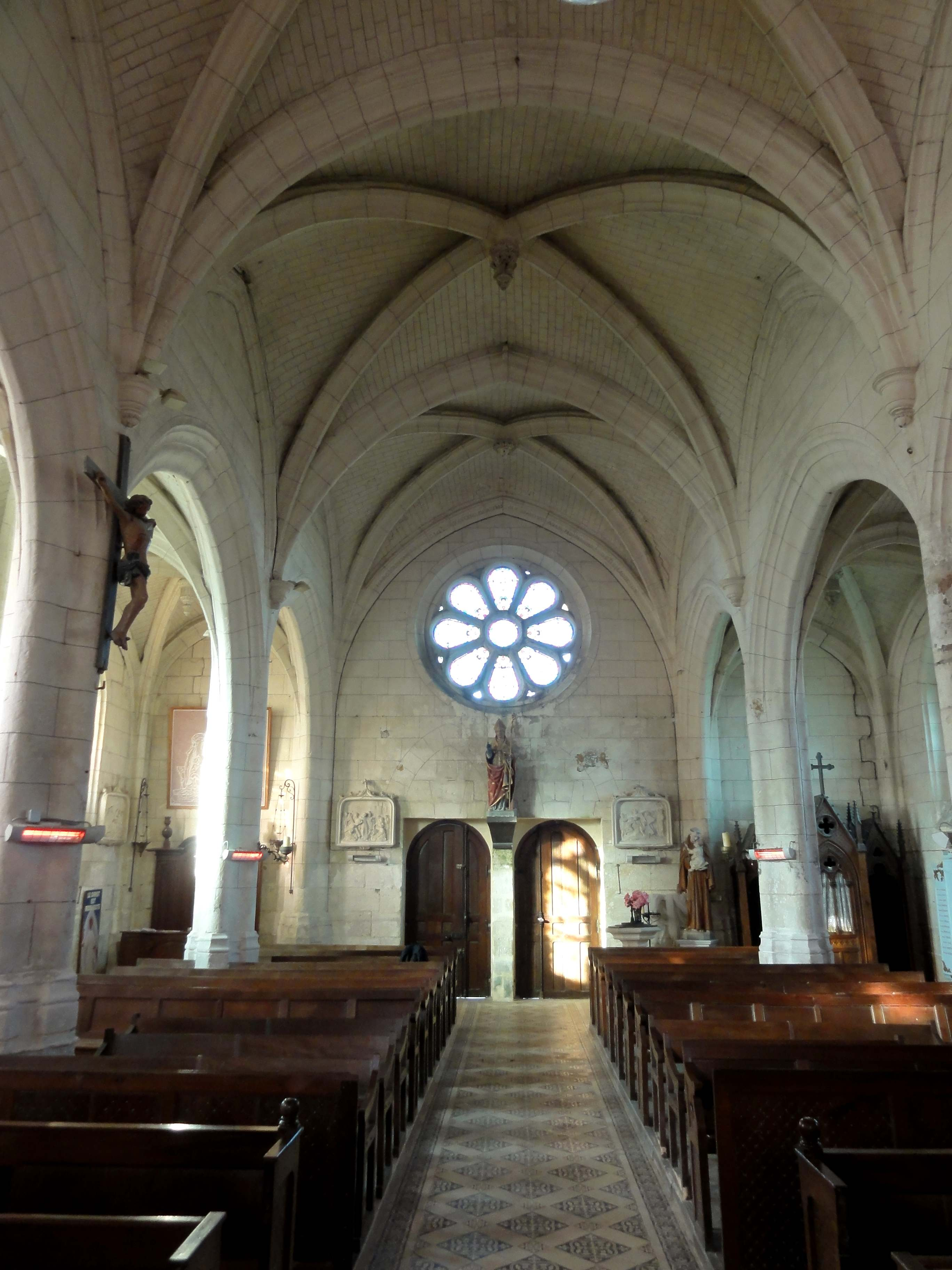
Nef, vue vers l'ouest.

Avec seulement trois travées et une largeur ne dépassant pas les six mètres, la nef est de dimensions modestes, mais elle est visuellement augmentée par la parfaite continuité de sa largeur et de sa hauteur sur l'ensemble du vaisseau central, jusqu'au chevet. La hauteur de la nef est également médiocre, mais ici encore, deux astuces gomment en grande partie ce défaut. Premièrement, les grandes arcades qui assurent la communication avec les bas-côtés sont élevées, et ont la même hauteur que les piliers de la nef. Deuxièmement, les grandes arcades sont en arc brisé surbaissé, et les arcs formerets aussi, quoique légèrement plus pointues. De ce fait, une plus importante proportion de la hauteur de la nef incombe aux piliers, et une plus faible proportion à la lunette des voûtes. La nef et ses bas-côtés sont de style flamboyant.
Comme c'est la règle pour les églises rurales de la région bâties à la période flamboyante, l'élévation latérale de la nef ne comporte que l'étage des grandes arcades et une portion de murs hauts aveugles. Nonobstant, le teint clair des surfaces entièrement badigeonnées de blanc et la proportion favorable entre grandes arcades et murs hauts assurent un éclairage suffisant par la lumière naturelle, via la rosace occidentale et les fenêtres des bas-côtés. Elles sont au nombre de trois tant au nord qu'au sud. Le portail ne se substitue donc pas à une fenêtre, mais il n'y a pas de fenêtre occidentale pour les bas-côtés. Les grandes arcades sont à double rouleau. Le rouleau inférieur est un gros boudin, dont les faces latérales sont légèrement concaves. Ce profil est parfaitement adapté aux piliers ondulés, qui présentent quatre ondulations ou renflements séparées par de larges gorges. De ce fait, le rouleau inférieur se fonde directement dans les piliers. Le rouleau supérieur est mouluré de chaque côté de deux gorges, la seconde étant plus étroite que la première. Ces moulures s'estompent à la rencontre avec les piliers, où ils ne trouvent pas de correspondance. Au-dessus des piliers des grandes arcades, les piliers de la nef sont seulement esquissés par un faible renflement dans le mur. Les nervures des voûtes de la nef retombent en effet sur des culots, qui sont essentiellement décorés de moulures ; certains présentent un bourgeon en dessous. Au revers de la façade, des piliers ondulés sont engagés dans le mur occidental, et les nervures des voûtes de la nef sont pénétrantes. À l'est, les deux piles occidentales de la croisée du transept sont cylindriques, et les nervures sont également pénétrantes. Dans les bas-côtés, l'on trouve des piliers ondulés engagés dans les murs. Les bases sont prismatiques et reposent sur des socles octogonaux. Les piliers ondulés sont d'un type largement répandu, et évoquent l'église Saint-Samson de Clermont largement remaniée et agrandie à la même époque ; la proportion des élévations latérales rappelle l'église de Pont-Sainte-Maxence.
Les voûtes de la nef et des bas-côtés sont établies sur des croisées d'ogives simples. Les arcs-doubleaux sont en arc brisé surbaissé, puisque les formerets le sont aussi. Leur profil est proche de celui des grandes arcades, mais plus fin, ce qui donne un profil à moitié torique, à moitié prismatique, avec un gros tore non dégagé entre deux gorges. Les ogives adoptent en revanche un profil prismatique aigu, avec un mince filet entre deux étroites gorges et deux larges gorges. Les doubleaux et ogives s'interpénètrent avant de retomber sur les culots. Les formerets s'arrêtent nets près des culots. L'on note que les formerets le long des murs gouttereaux des bas-côtés sont proches de l'arc en plein cintre. Les clés de voûte de la nef sont sculptées de feuillages traités dans le goût de la Renaissance, et l'une est pendante, la partie inférieure étant reliée à la base par des volutes. Les clés de voûtes sont toutes pendantes, et aucune ne se ressemble. La clé de la seconde travée du bas-côté nord se démarque des autres par une composition purement végétale sur trois niveaux. L'ordonnancement savant contraste avec la sécheresse de la sculpture, mais il se peut que les clés de voûte ont été grattées lors d'une restauration au XIXe siècle. Dans leur ensemble, les caractéristiques des voûtes ne sont pas stylistiquement cohérents, ce qui ne facilite pas la datation. En même temps, il apparaît que les voûtes de la nef et des bas-côtés sont homogènes.
En ce qui concerne les fenêtres latérales, elles sont en tiers-point et entourées d'une gorge. Dans les deux premières travées, le remplage est de type flamboyant tardif, et se caractérise par des formes simples et assagies. Dans les deux premières travées du bas-côté nord, l'on voit deux formes aigües, qui sont surmontées d'un soufflet et de deux mouchettes simplifiés. Dans les deux premières travées du bas-côté sud, l'on voit deux formes en plein cintre, qui sont surmontées d'une accolade, qui définit un losange au centre, et deux mouchettes simplifiées de part et d'autre. Ce dessin est particulièrement réussi, et reflète la transition du style flamboyant (l'accolade et les mouchettes) vers la Renaissance (les arcs en plein cintre). Dans la troisième travée de chacun des bas-côtés, le remplage paraît incomplet, et se réduit à deux formes en plein cintre. Quant à la rosace occidentale, elle se compose de huit lobes en segment de cercle disposés autour d'un oculus central, les écoinçons étant ajourés.

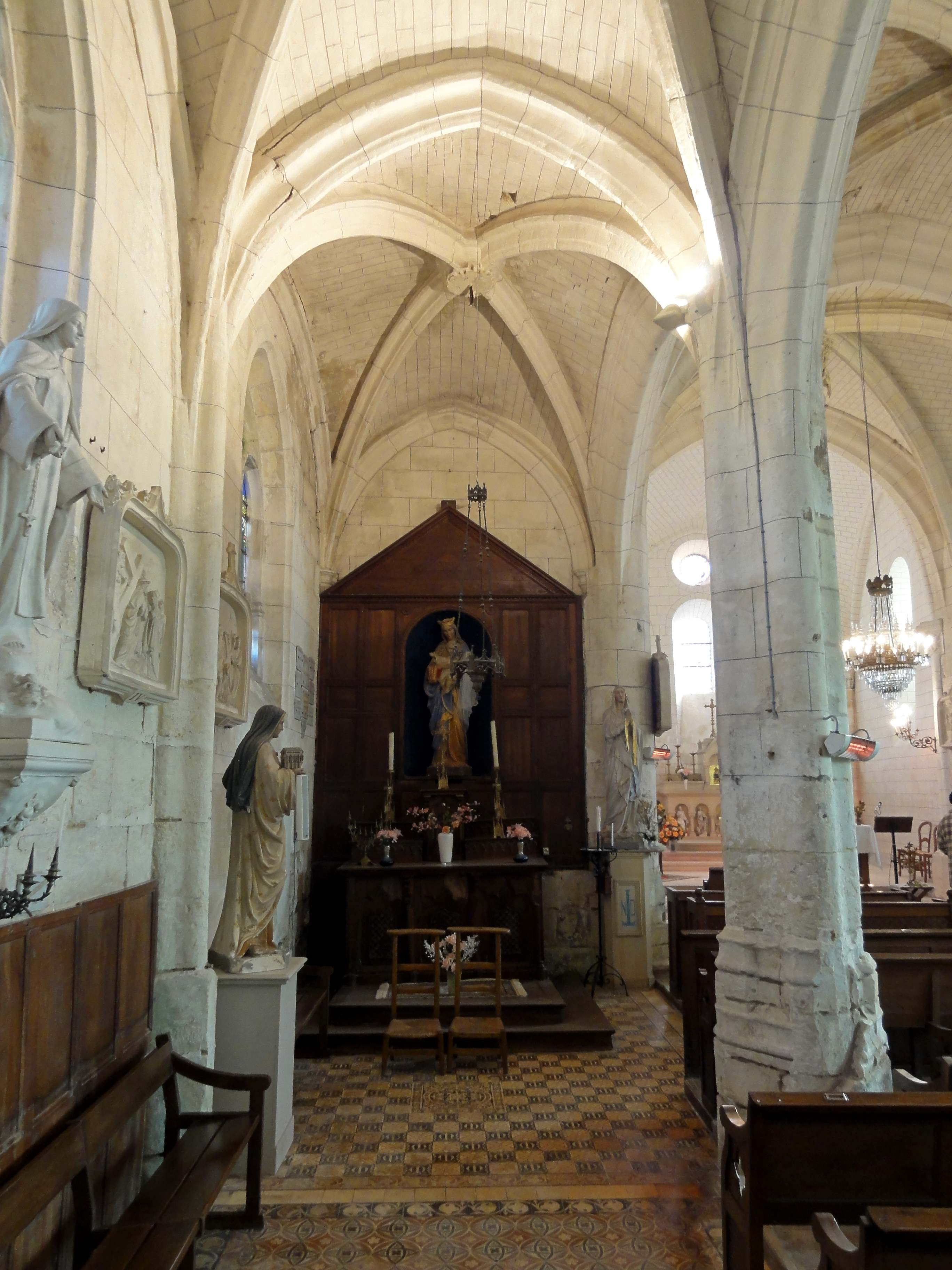
Bas-côté nord, vue vers l'est.
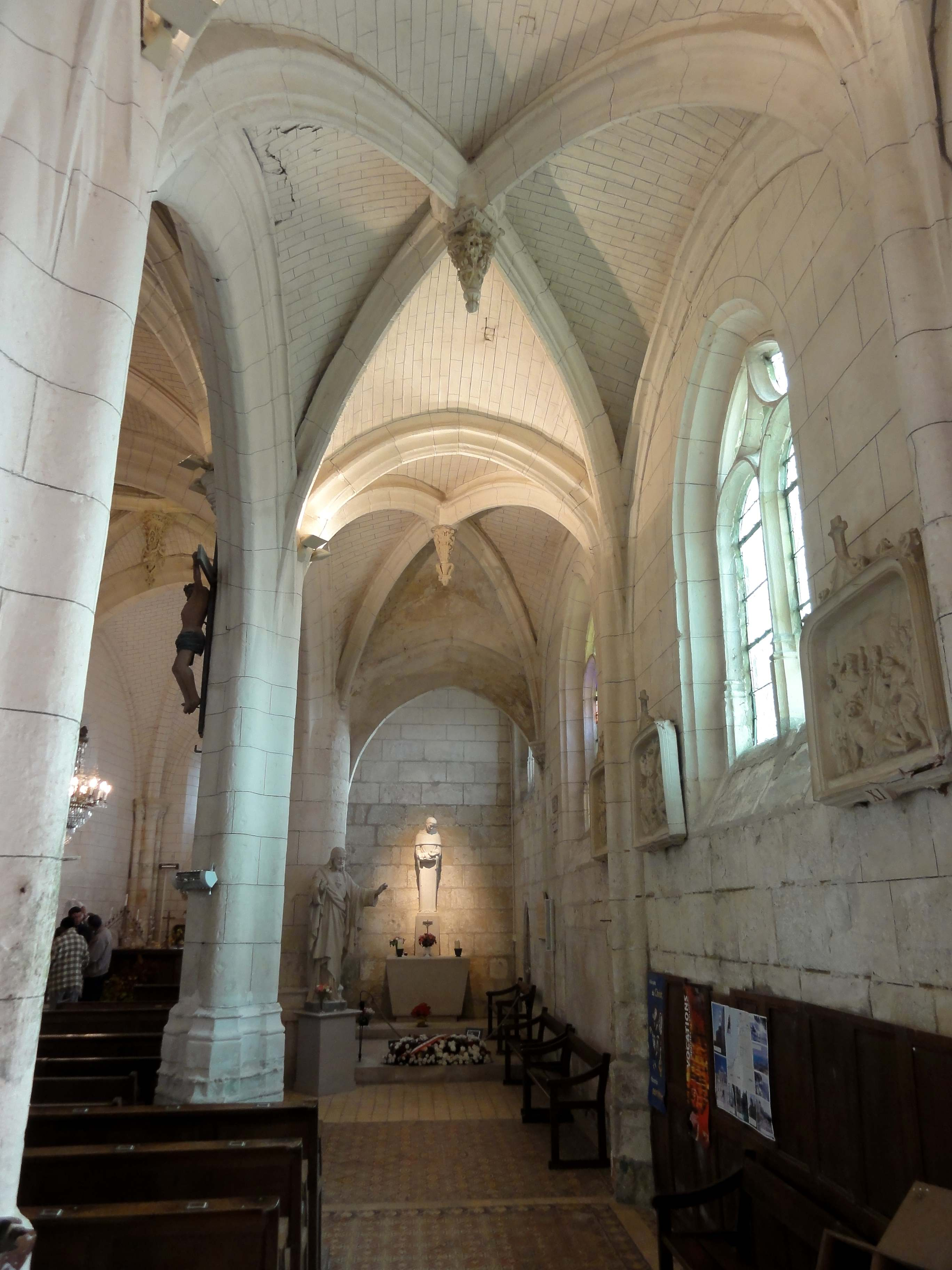
Bas-côté sud, vue vers l'est.
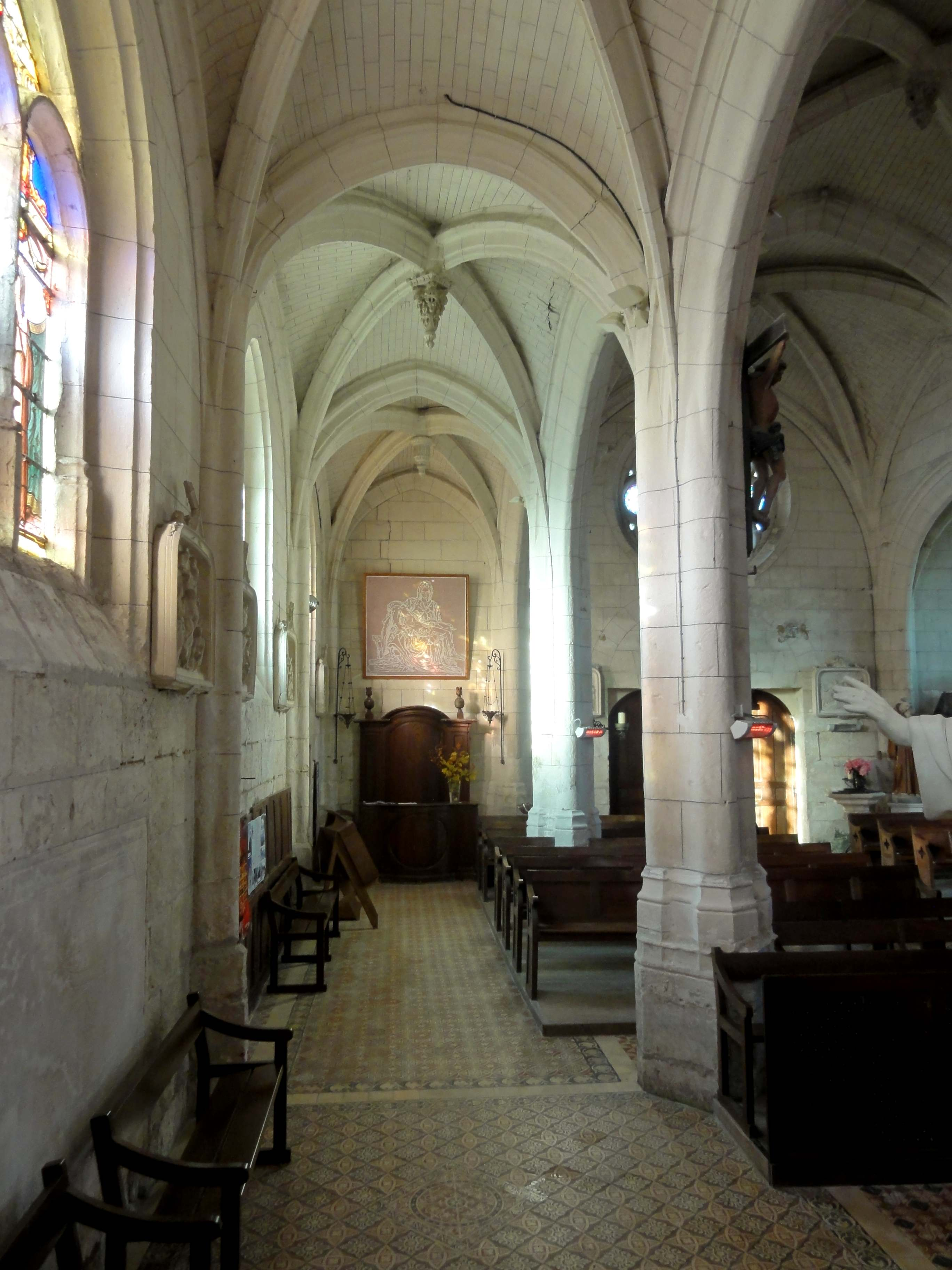
Bas-côté sud, vue vers l'ouest.
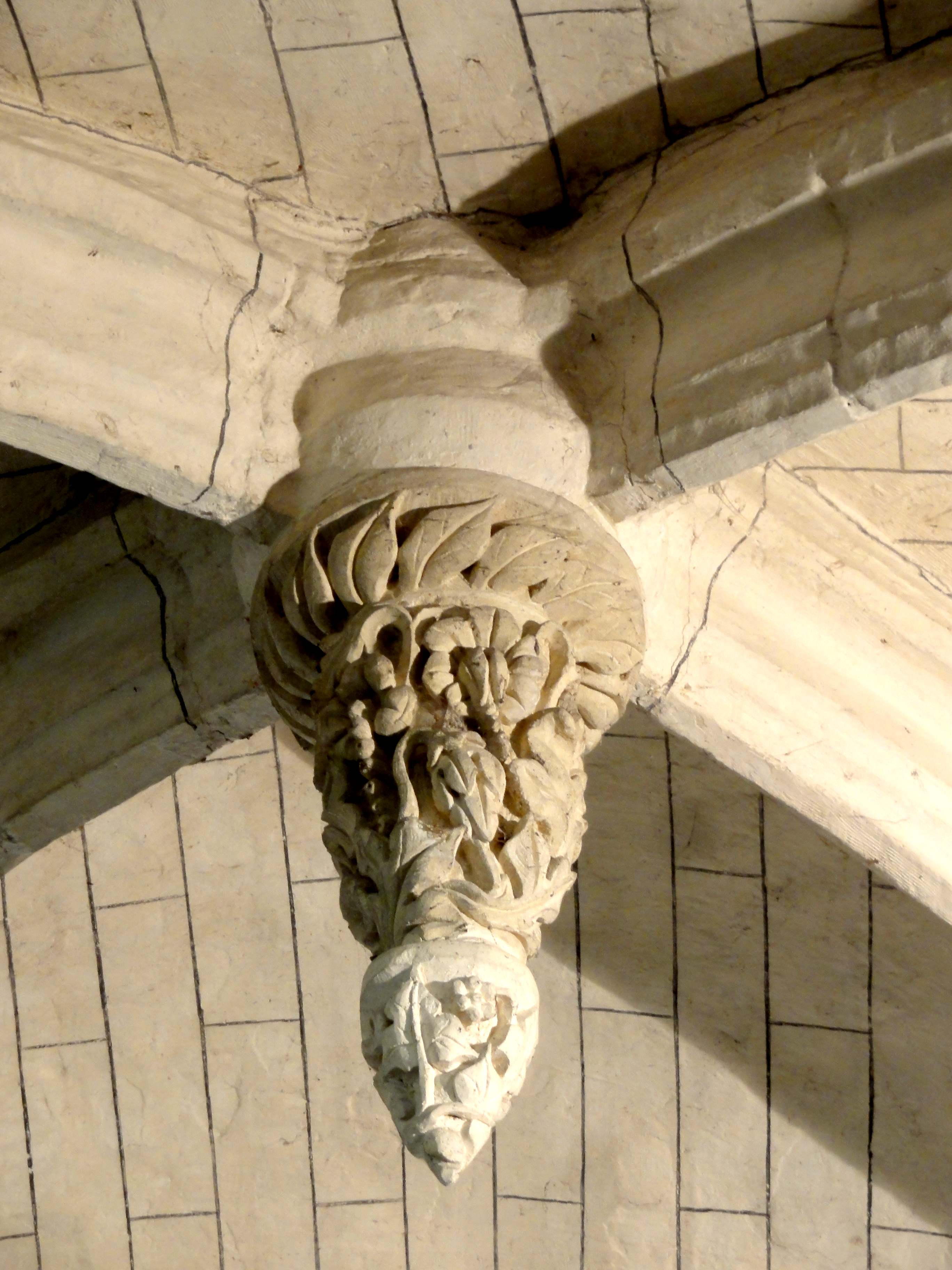
Bas-côté nord, clé de voûte de la 2e travée.
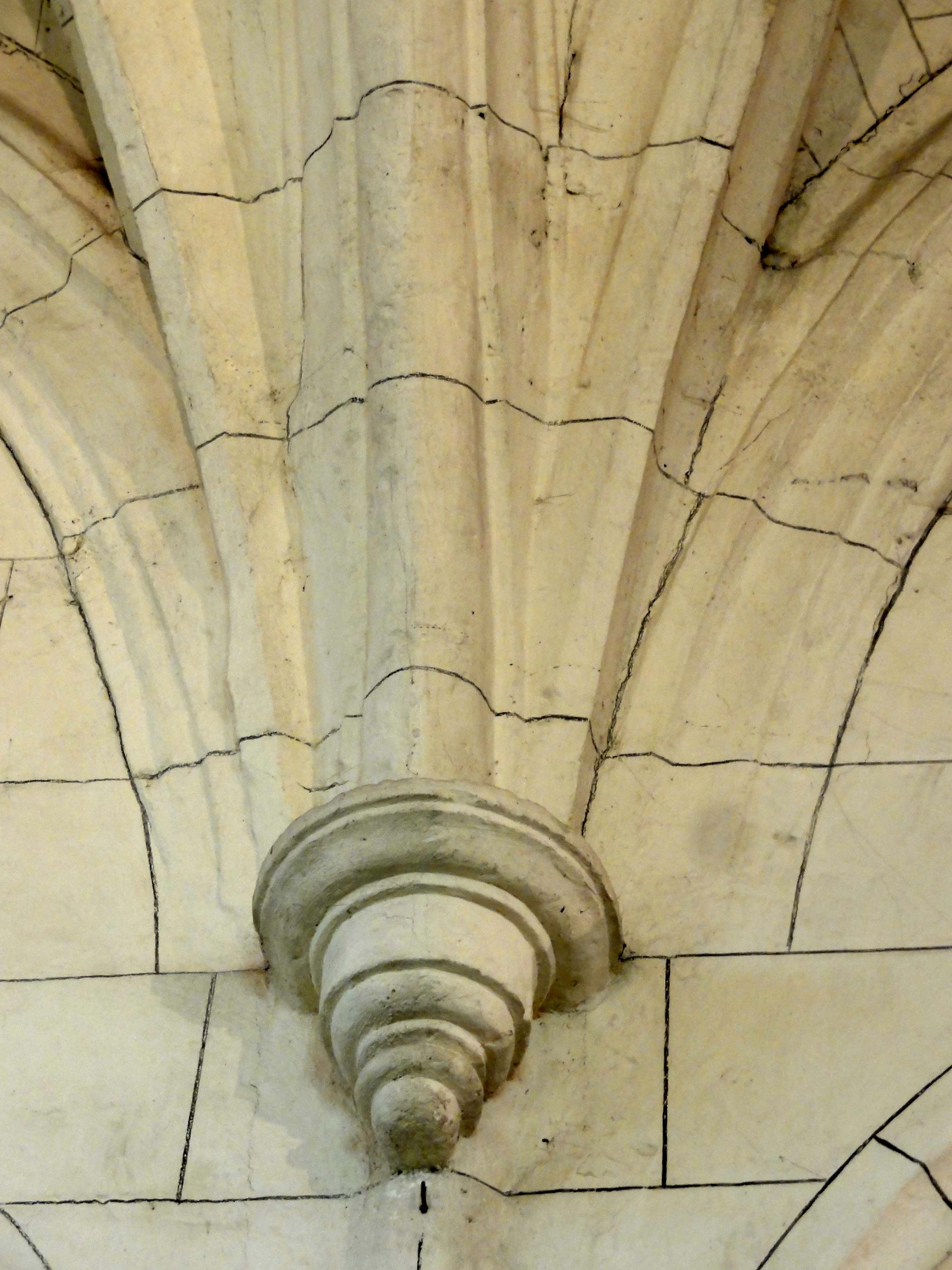
Culot des voûtes de la nef (1er doubleau, côté nord).
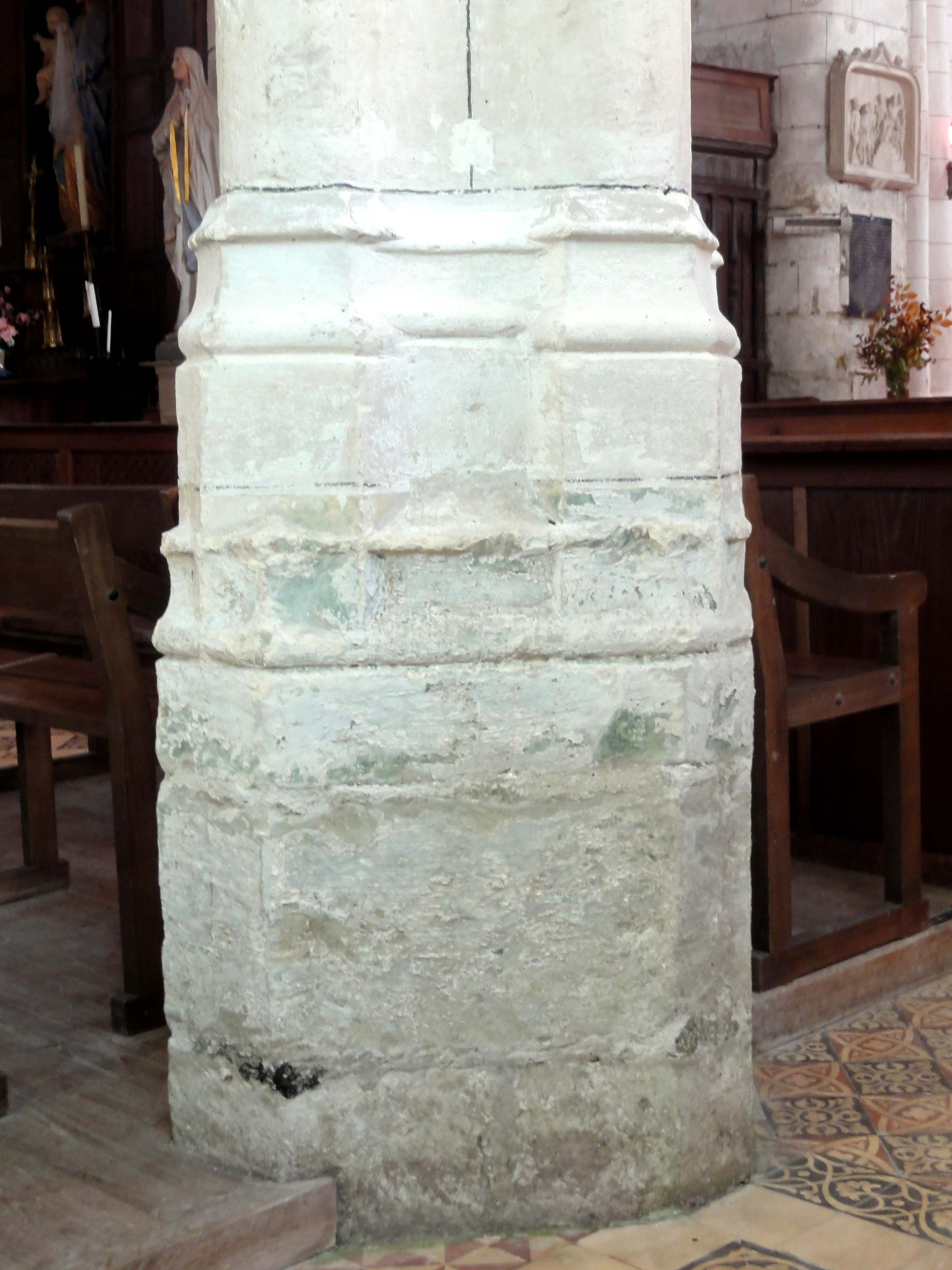
Base d'un pilier des grandes arcades.

#### Transept

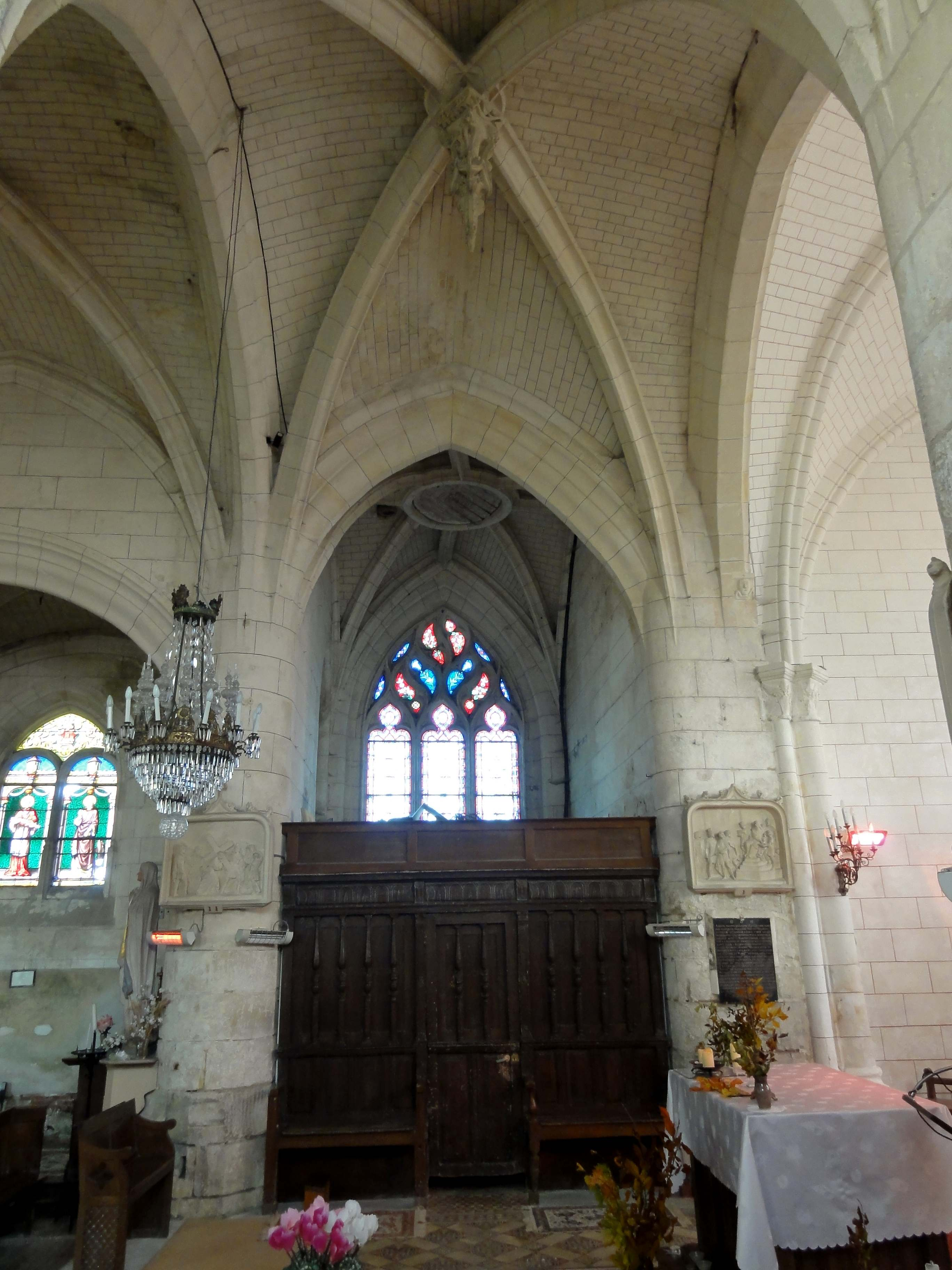
Croisée, vue vers le nord.

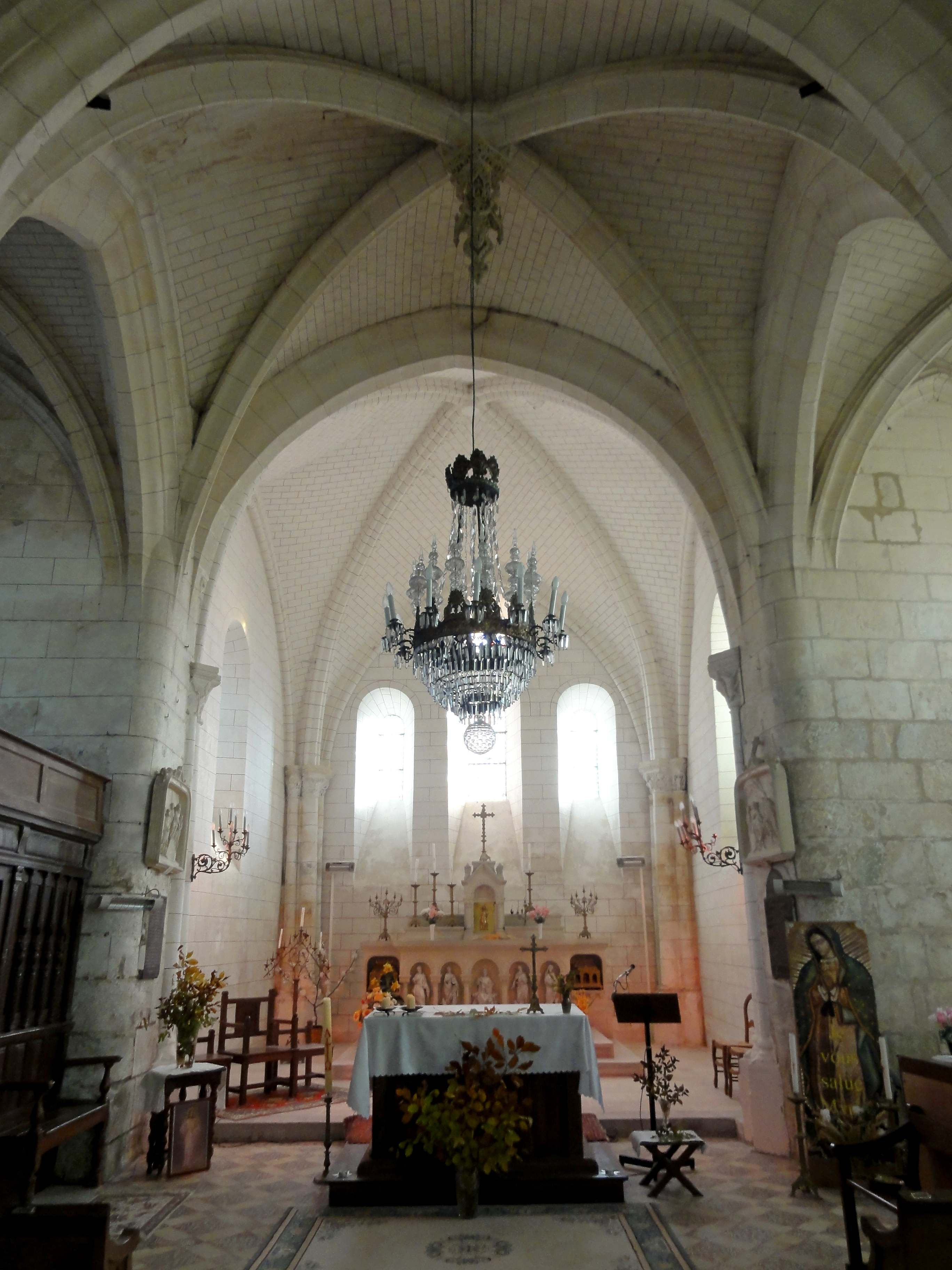
Croisée, vue vers l'est.

Le transept représente l'un des rares exemples de transepts plus étroits que la nef. Habituellement la croisée du transept est proche du plan carré, ce qui explique le synonyme de carré du transept. Ici, elle est barlongue, et les doubleaux vers les croisillons sont même plus étroits que les grandes arcades de la nef, alors que la construction s'est faite à quelques décennies d'intervalle tout au plus. Le plan du transept de l'église Saint-Lucien est de toute évidence commandé par le clocher, qui est de plan carré et s'élève au-dessus du croisillon nord. La croisée du transept a donc pour mission de contrebuter le clocher au sud, et de ce fait ne peut être aussi profonde que les travées de la nef. Lors des reconstructions après la guerre de Cent Ans, l'on évite de positionner les clochers au-dessus de la croisée du transept, comme le voulait la tradition dans la région depuis la période romane : les églises de Béthisy-Saint-Pierre, Boran-sur-Oise, Pont-Sainte-Maxence, Verberie, Verneuil-en-Halatte et Saint-Jacques de Compiègne en constituent quelques exemples. Il apparaît clairement que le transept et le clocher n'ont pas été édifiés en même temps que la nef et les bas-côtés. En effet, si le profil des ogives de la croisée et du croisillon sud est le même que dans les parties occidentales, les doubleaux du transept arborent un profil purement prismatique, et les piles occidentales sont cylindriques au lieu d'être ondulées. En l'absence de chapelles latérales du chœur, les piles orientales sont engagées. Elles forment corps avec les murs orientaux des croisillons, et ont les angles émoussés. Le doubleau oriental retombe plus loin que les ogives, ce qui a pour conséquence que la croisée du transept n'est pas symétrique le long de son axe nord-sud.
Le plan du transept ne permet pas de fenêtres latérales. Les deux fenêtres aux extrémités nord et sud sont du plus pure style flamboyant, et présentent des réseaux d'une grande qualité esthétique. Curieusement, c'est dans la base du clocher que l'on trouve le dessin le plus élaboré, alors que la robustesse prévaut habituellement à cet endroit. La baie de la base du clocher est subdivisée en trois lancettes aux têtes tréflées, qui sont surmontées de trois soufflets et de quatre étroites mouchettes. Dans chacun des soufflets, s'inscrivent deux soufflets plus petits, dont l'un est positionné à l'envers (le haut vers le bas). Les meneaux affectent un profil prismatique complexe, et ont des bases gothiques. La baie du croisillon sud possède un réseau assez semblable, mais les soufflets présentent la forme habituelle, et le soufflet supérieur est plus petit que les deux autres. Les meneaux de la partie supérieure du réseau paraissent trop épais. Il convient encore de revenir sur deux particularités de la base du clocher. La voûte est percée d'un trou de cloches, et les ogives adoptent un profil plus complexe qu'ailleurs afin de tenir compte de leur diamètre plus important. Le décor en faux appareil du mur occidental suggère une arcade bouchée vers le bas-côté, ce qui pourrait refléter une réalité tellement le tracé des lignes peintes semble reproduire fidèlement les joints entre les assises et claveaux. Enfin, en ce qui concerne les clés de voûte, celle du croisillon sud est un disque orné de découpages flamboyants, et celle de la croisée du transept est pendante et d'un raffinement extraordinaire. Aucun élément stylistique n'annonce encore de l'influence de la Renaissance, et des feuillages accompagnent des accolades et des arcatures trilobées agrémentées de clochetons et de fleurons miniaturisés, qui évoquent vaguement les édicules utilisés pour les dais des niches à statues. Cette œuvre s'éloigne assez des conventions formelles de son temps, et traduit la grande imagination et créativité de son sculpteur. Les initiales « SL » suivies d'une croix rappellent que l'église est placée sous l'invocation de saint Lucien, premier évêque de Beauvais.

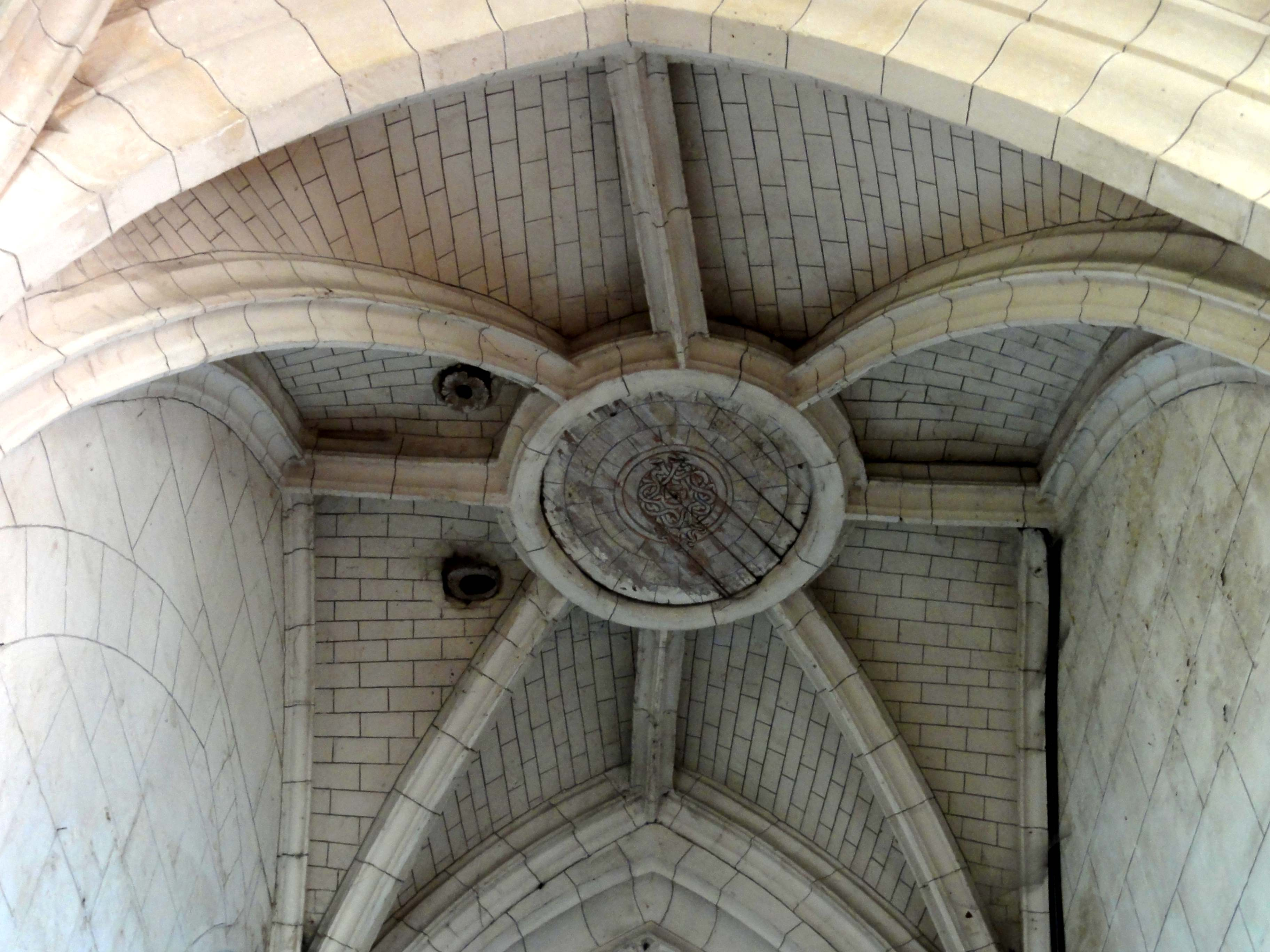
Voûte de la base du clocher.
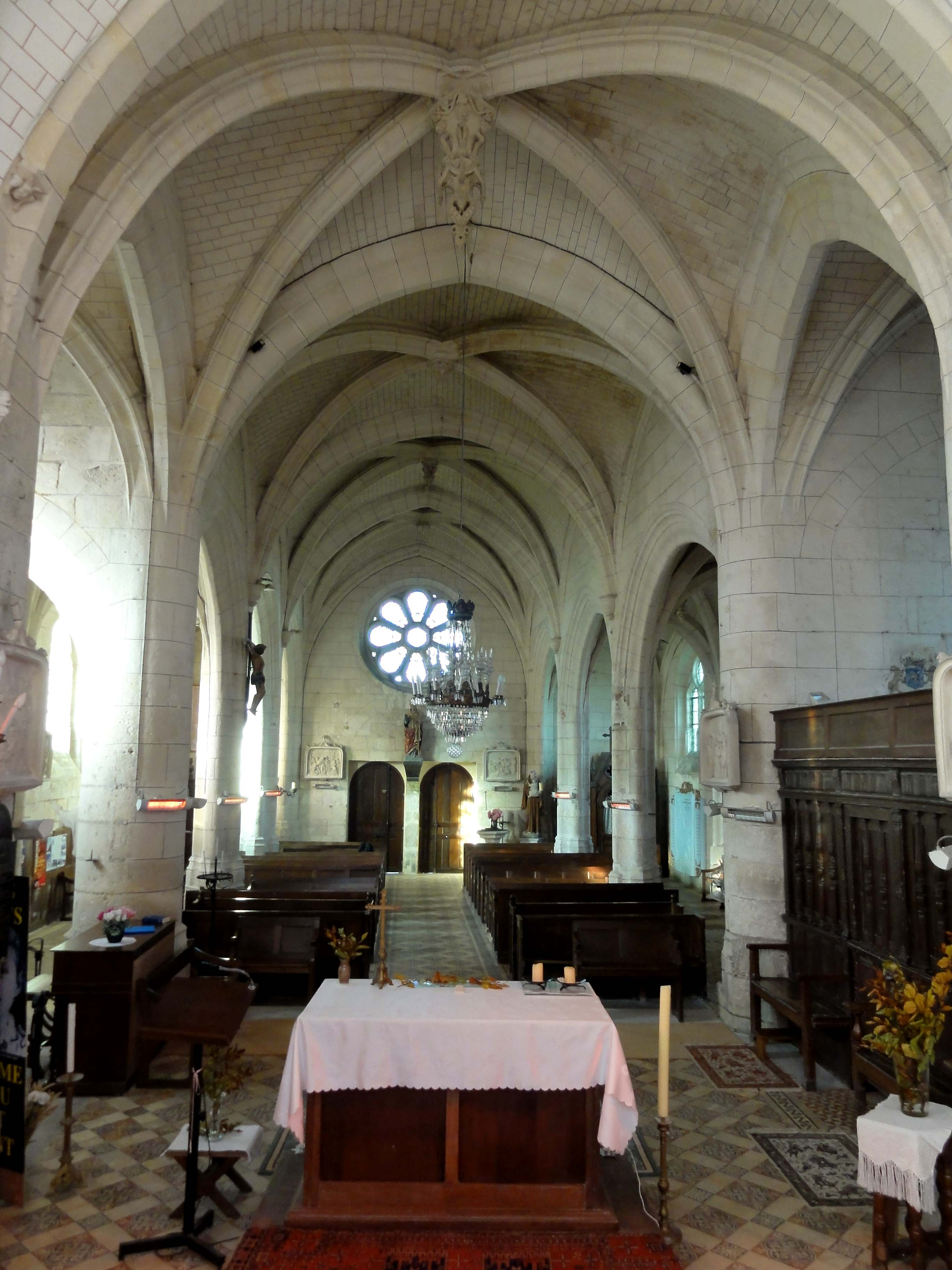
Croisée du transept, vue vers l'ouest.
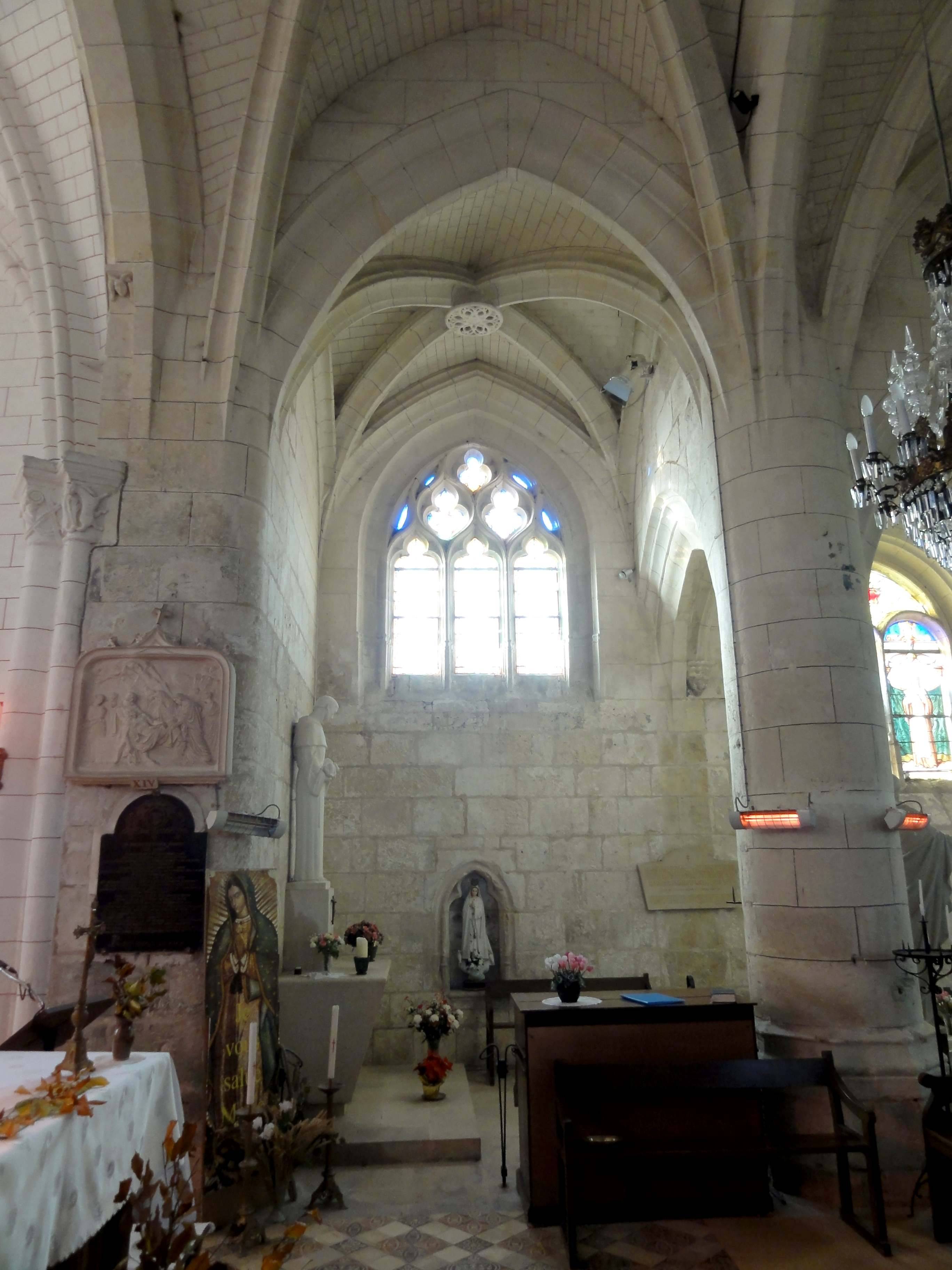
Croisée du transept, vue vers le sud.
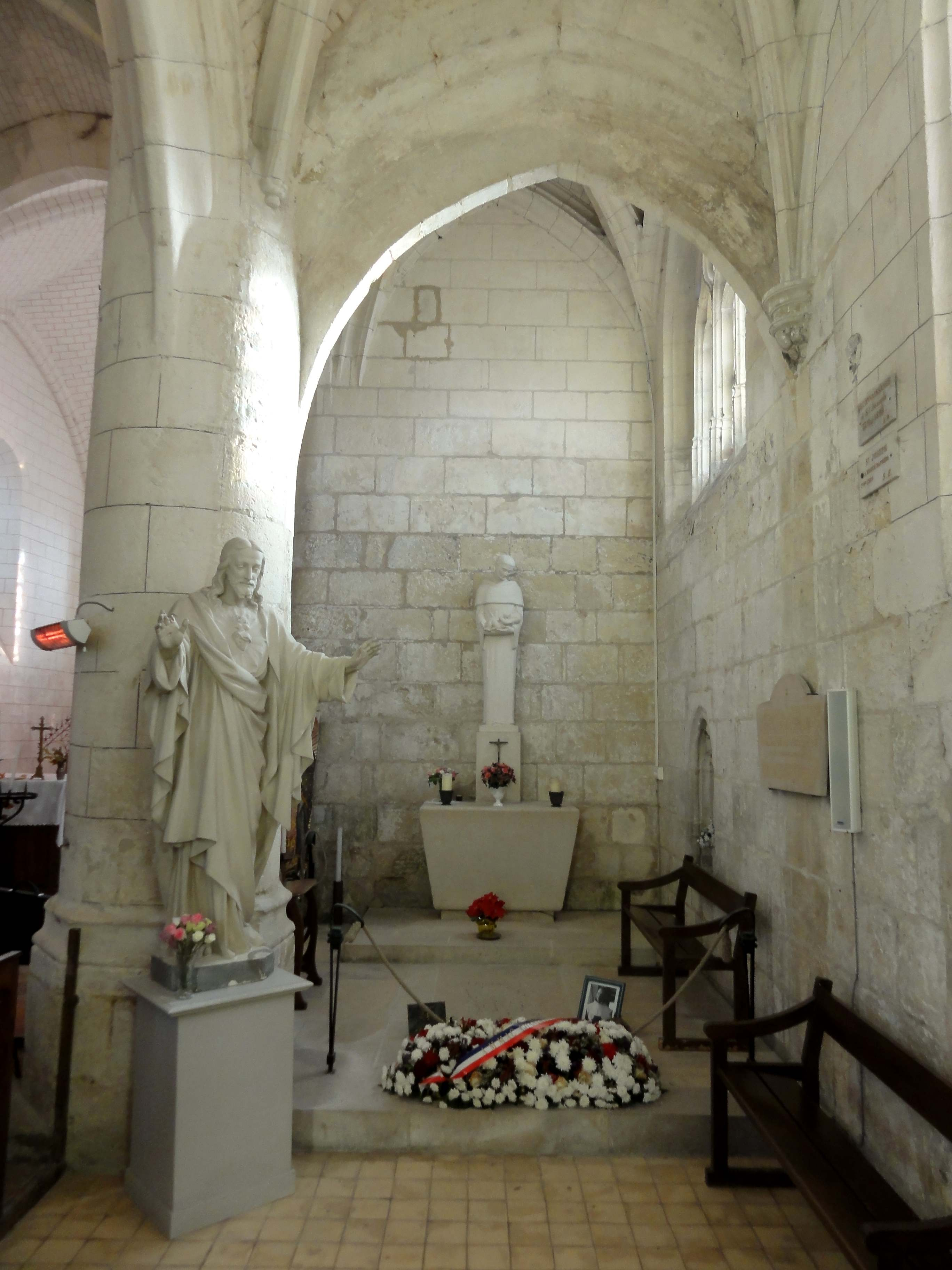
Bas-côté sud, vue dans le croisillon sud.
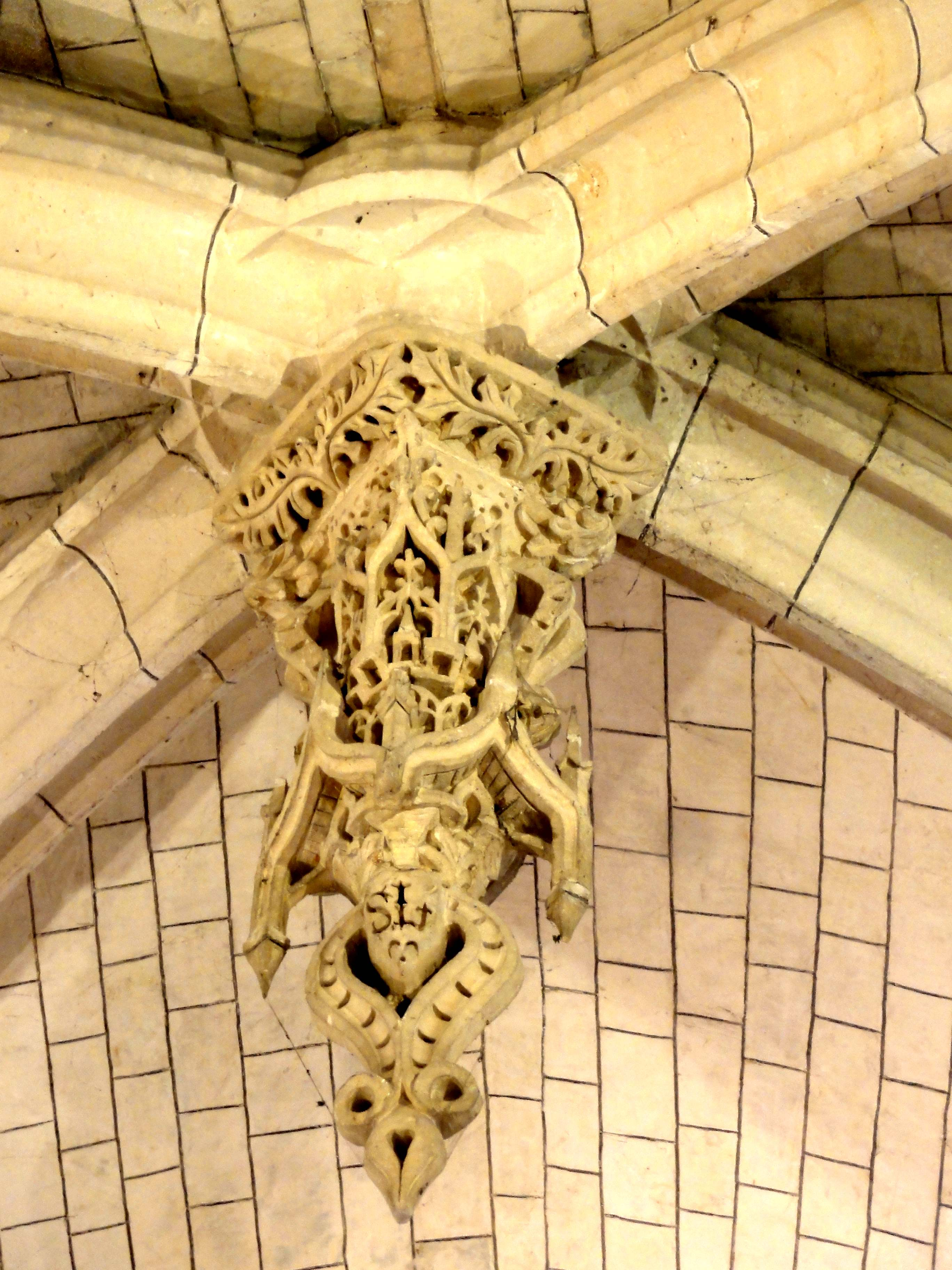
Croisée du transept, clé de voûte pendante.
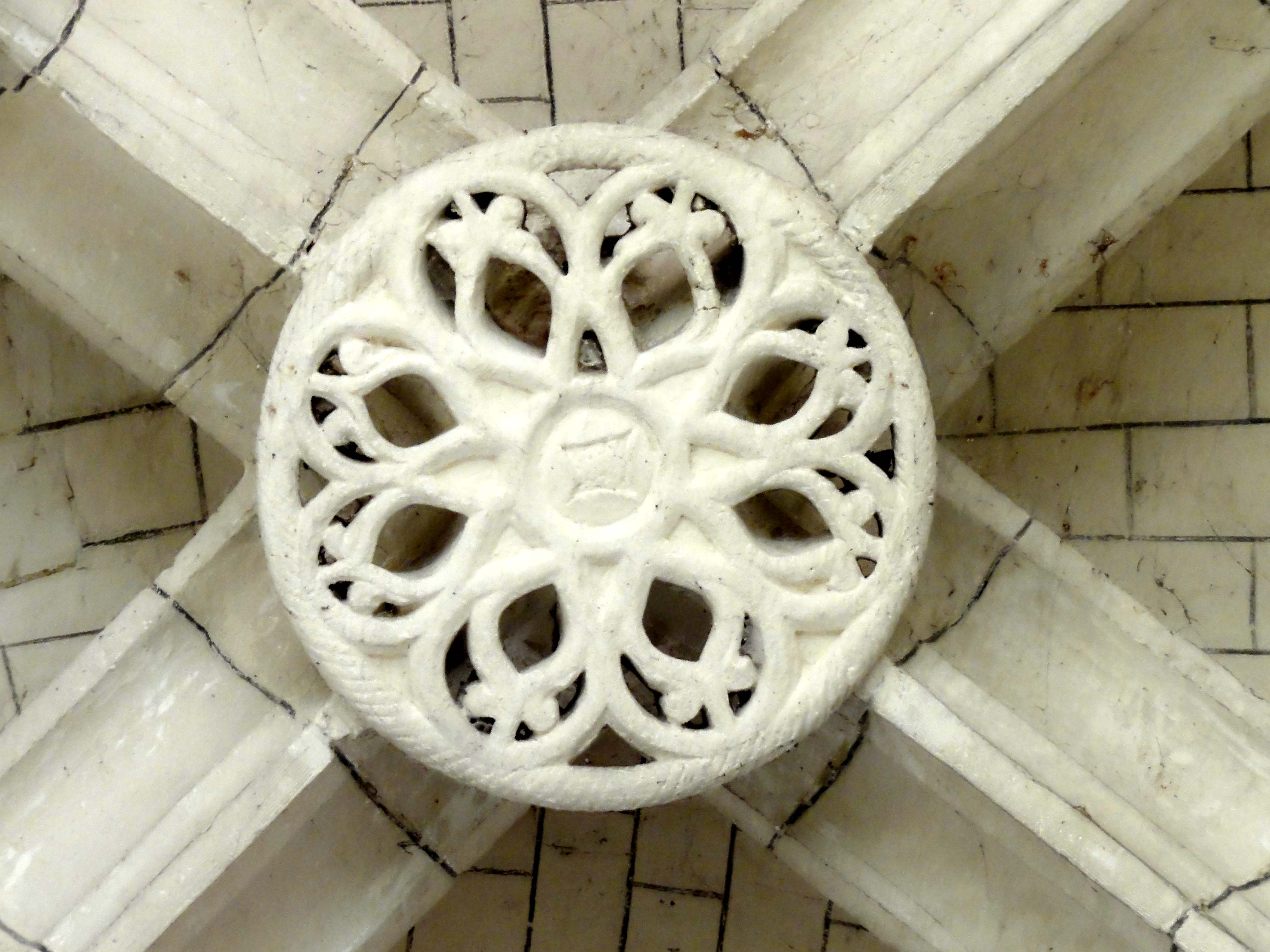
Croisillon sud, clé de voûte.

#### Chœur

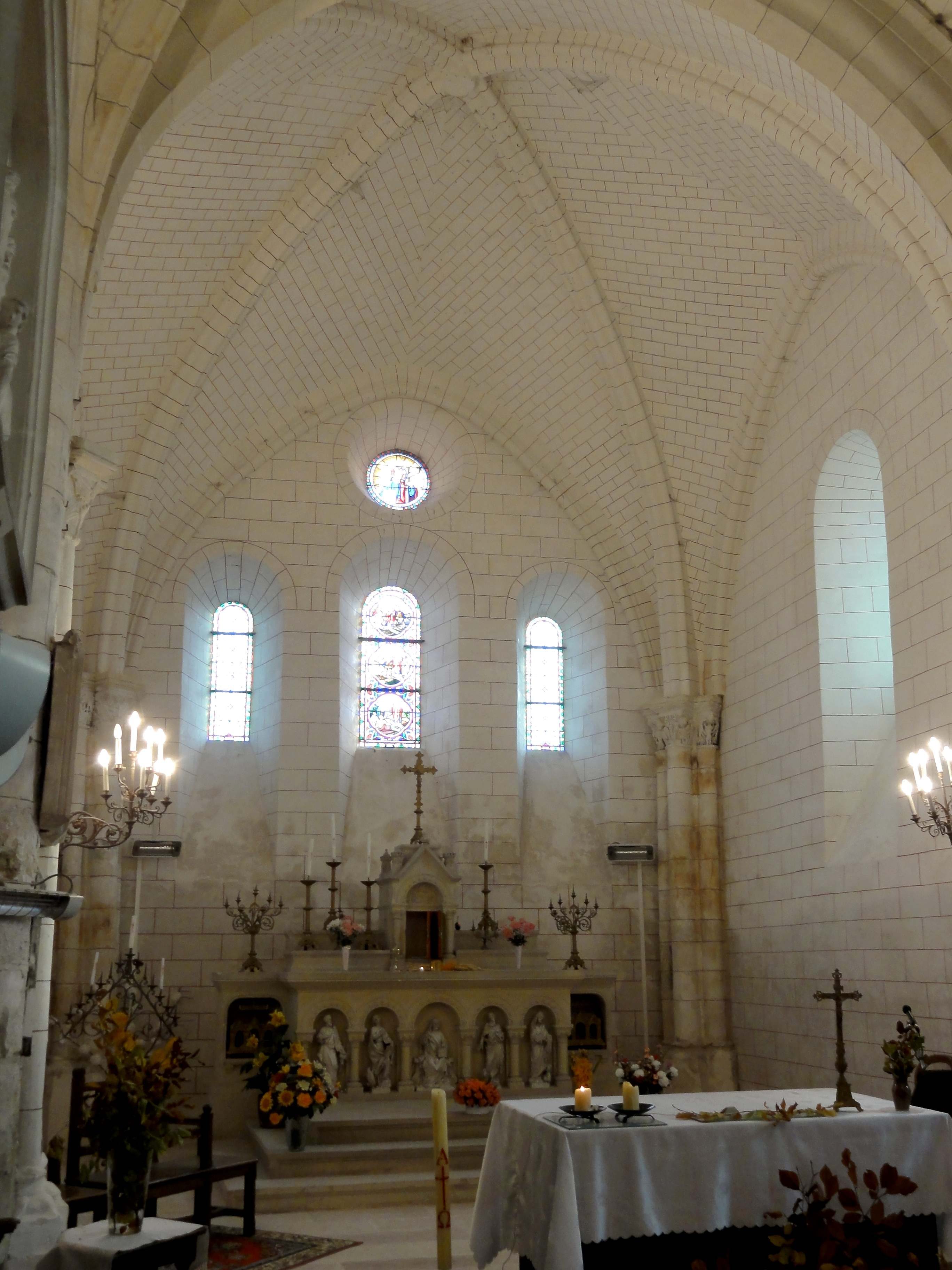
Chœur, vue vers le chevet.

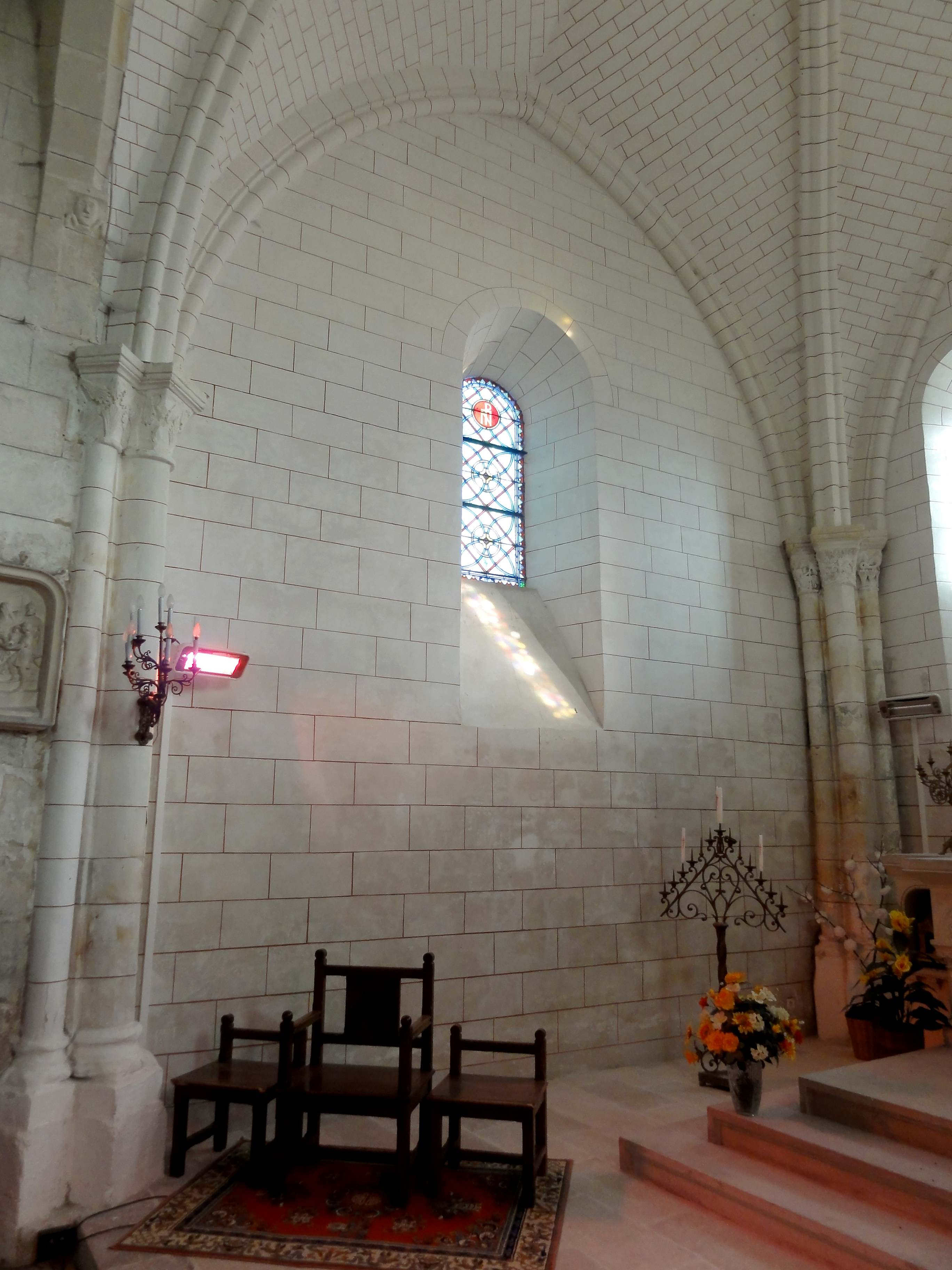
Chœur, élévation nord.

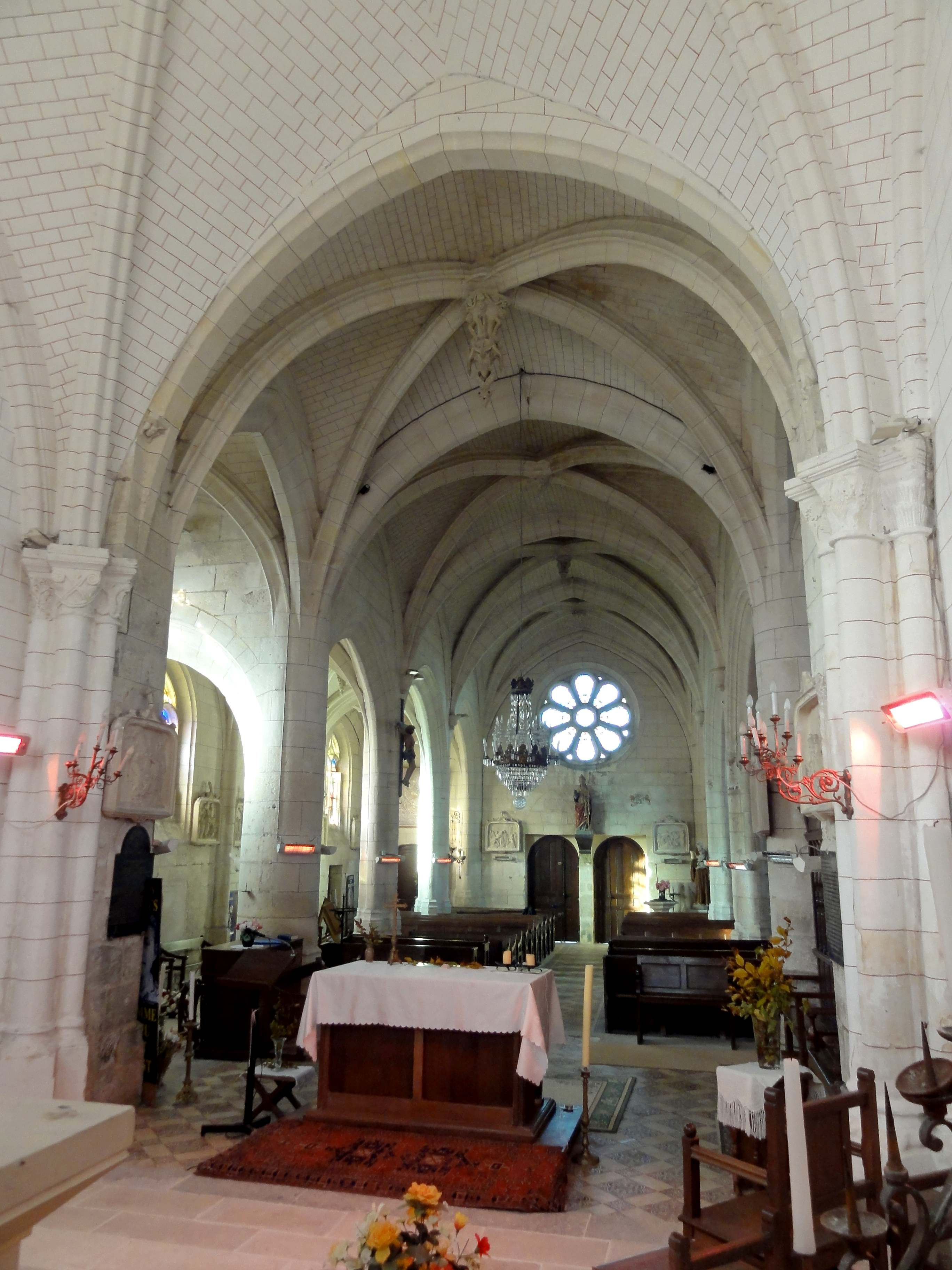
Chœur, vue vers l'ouest.

Dans le chœur, le jour entre par des fenêtres uniques en plein cintre au nord et au sud, et par un triplet surmonté d'un oculus isolé au chevet. La baie médiane du triplet est à la fois plus large et plus haute que les autres. Toutes les fenêtres s'ouvrent au-dessus d'un long glacis très pentu, et sont fortement ébrasées. Elles ne sont pas décorées. Le chœur est effectivement assez sobre, et l'ornementation se limite à la sculpture des chapiteaux. Eugène Woillez sous-entend que ce n'a pas toujours été ainsi, en disant que l'intérieur est dégradé et remanié. L'auteur ne précise malheureusement pas sa pensée, et ne fait pas part de ses observations, que l'on ne peut plus répéter depuis que le chœur a été restauré. La restauration n'a visiblement rien ajouté, et tous les éléments aujourd'hui en place sont authentiquement romans : les murs appareillés soigneusement en pierre de taille avec quatre à cinq assises par mètre ; les fenêtres à double ébrasement ; la voûte d'ogives romane ; les chapiteaux ; les faisceaux de trois colonnettes hautes de 4,20 m dans chacun des quatre angles ; et les bases hautes de 90 cm avec leurs socles, malheureusement dégradées : Eugène Woillez signale une forte humidité dans le chœur, car son sol est situé en dessous du niveau du sol du cimetière. Malgré sa sobriété, le chœur représente la partie la plus intéressante de l'église en raison de son voûtement d'ogives primitif. Avec la Normandie, le Beauvaisis est le principal foyer de diffusion du voûtement d'ogives en France pendant la première moitié du XIIe siècle. Une quarantaine d'églises de l'actuel département de l'Oise conservent au moins une voûte d'ogives romane antérieure au milieu du XIIe siècle. La concentration est particulièrement forte autour de Creil. En allant de Creil vers le nord, Avrechy est la dernière église possédant une voûte d'ogives romane que l'on rencontre, mais à l'écart et davantage au nord, l'on peut signaler des occurrences isolées à Francastel, la cathédrale Notre-Dame de Noyon et le prieuré de Bellefontaine (commune de Nampcel). Avec des côtés dépassant nettement les six mètres, l'église Saint-Lucien possède l'une des plus grandes voûtes romanes du département. Les sept mètres de côté ne sont atteintes qu'en l'église Saint-Étienne de Beauvais, et anciennement dans l'abbatiale Saint-Lucien de Beauvais, qui a été détruite à la Révolution française. Les arcs d'inscription et les ogives en tiers-point conduisent à une datation pas beaucoup antérieure à 1130. L'existence de formerets parle dans le même sens, car les premières voûtes d'ogives en sont généralement dépourvues,.
Les formerets sont déjà moulurés d'un tore et d'une arête, alors qu'ils se réduisent fréquemment à de simples rangs de claveaux à la période romane. Les ogives elles aussi sont délicatement moulurées d'un tore aminci en forme d'amande entre deux boudins, comme à Bailleval, Bury et Cauffry. À la période romane, ce profil est surtout courant dans le diocèse de Soissons et dans département de l'Aisne. Il est employé pendant une longue période, et ne permet pas de datation exacte. Le fût de colonnette médian est en forme d'amande comme le tore central des ogives, et l'on observe ainsi une correspondance entre supports et éléments à supporter, qui ne s'impose généralement qu'à la péridoe flamboyante. Si la voûte de l'abside d'Avrechy fait apparaître des marques de modernité, elle présente aussi deux archaïsmes. Ce sont le fort bombement et l'appareillage perpendiculaire aux ogives, qui conduit à un raccord peu pratique au milieu de chaque voûtain. La même maladresse a été commise un peu plus tôt à Marolles, et en même temps qu'à Avrechy, à Rocquemont. Après la phase d'expérimentation, les voûtes d'ogives sont généralement appareillées perpendiculairement aux murs. Le bombement ou forme domicale des voûtes signifie que la clé de voûte est située à un point plus élevé que les sommets des formerets. Les lignes faîtières des voûtes sont donc incurvées. Ce caractéristique est souvent le résultat de l'application d'arcs d'inscription en plein cintre, et l'introduction de l'arc en tiers-point permet des voûtes plates, avec des lignes faîtières horizontales. Néanmoins, des voûtes bombées cohabitent fréquemment avec l'arc brisé, comme par exemple dans les tribunes de l'avant-nef de Saint-Leu-d'Esserent, dans la nef de Bury, dans les transepts et chœur de Foulangues et Mogneville, et dans les chœurs de Cauffry, Fitz-James, Marolles et Roquemont. — La clé de voûte arbore un disque non décoré à peine plus large que le tore central, qui devrait subsister d'une petite rosace,.
Comme c'est la règle dans l'Oise, plus particulièrement après 1130 / 1135, les tailloirs et chapiteaux correspondant aux ogives sont implantés « logiquement » à 45°, face aux ogives. Fait plus rare, les tailloirs et chapiteaux correspondant aux formerets sont également plantés de biais, ce qui n'est pas logique. Dominique Vermand, qui a étudié l'ensemble des voûtes d'ogives romanes du département, ne cite aucun exemple de cette disposition. Il s'agit vraisemblablement d'un choix esthétique, qui a été rendu possible par l'absence de contrainte de prévoir des supports pour l'arc-doubleau ouvrant sur la croisée du transept. Le doubleau actuel est flamboyant, sauf peut-être le petit personnage et la créature chimérique, qui se profilent sur des modillons encastrés dans les claveaux près de sa retombée au nord et au sud. Rien d'autre ne subsiste du doubleau roman, mais il devait exister avant le chœur actuel. La sculpture est d'une facture naïve, mais témoigne d'une certaine recherche quant aux motifs, dont la diversité est remarquable. On est loin des chapiteaux frustes mentionnés par Eugène Woillez, qui n'a pas été en mesure de décrire leur décor disparaissant alors sous une épaisse couche de badigeons. Dans l'angle nord-ouest, deux chapiteaux sont sculptés de palmettes en deux rangs, disposés en partie diagonalement. Le troisième chapiteau arbore des feuilles simples en deux rangs, parfois regroupées par trois. Dans l'angle nord-est, le chapiteau central est orné de rinceaux complexes. Sur la corbeille de gauche, un personnage tient une grande plante comportant une pomme de pin ou un fruit d'arum, et sur la corbeille de droite, un oiseau au long cou se pose sur des feuilles stylisées pour manger ou boire. En face au sud, deux personnages ailés occupent les angles du chapiteau de l'ogive, et se superposent à des palmettes qui se profilent derrière leurs têtes. À gauche, deux oiseaux dont les têtes se sont cassées s'affrontent, et à droite, un personnage s'apprête à embrasser un grand animal. Enfin, à la retombée sud du doubleau, le chapiteau central affiche un motif assez répandu de crossettes entrecroisées et fruits d'arum. Sur le chapiteau de gauche, on pourrait reconnaître une vigne avec des grappes de raisin. Sur le chapiteau de droite, deux lions, un par corbeille, se partagent la même tête et la même queue, qui figurent à l'angle. Certains motifs sont davantage gravés que sculptés. Globalement les chapiteaux appartiennent au même type que leurs homologues de Bury, Cambronne-lès-Clermont, Foulangues et Mogneville.

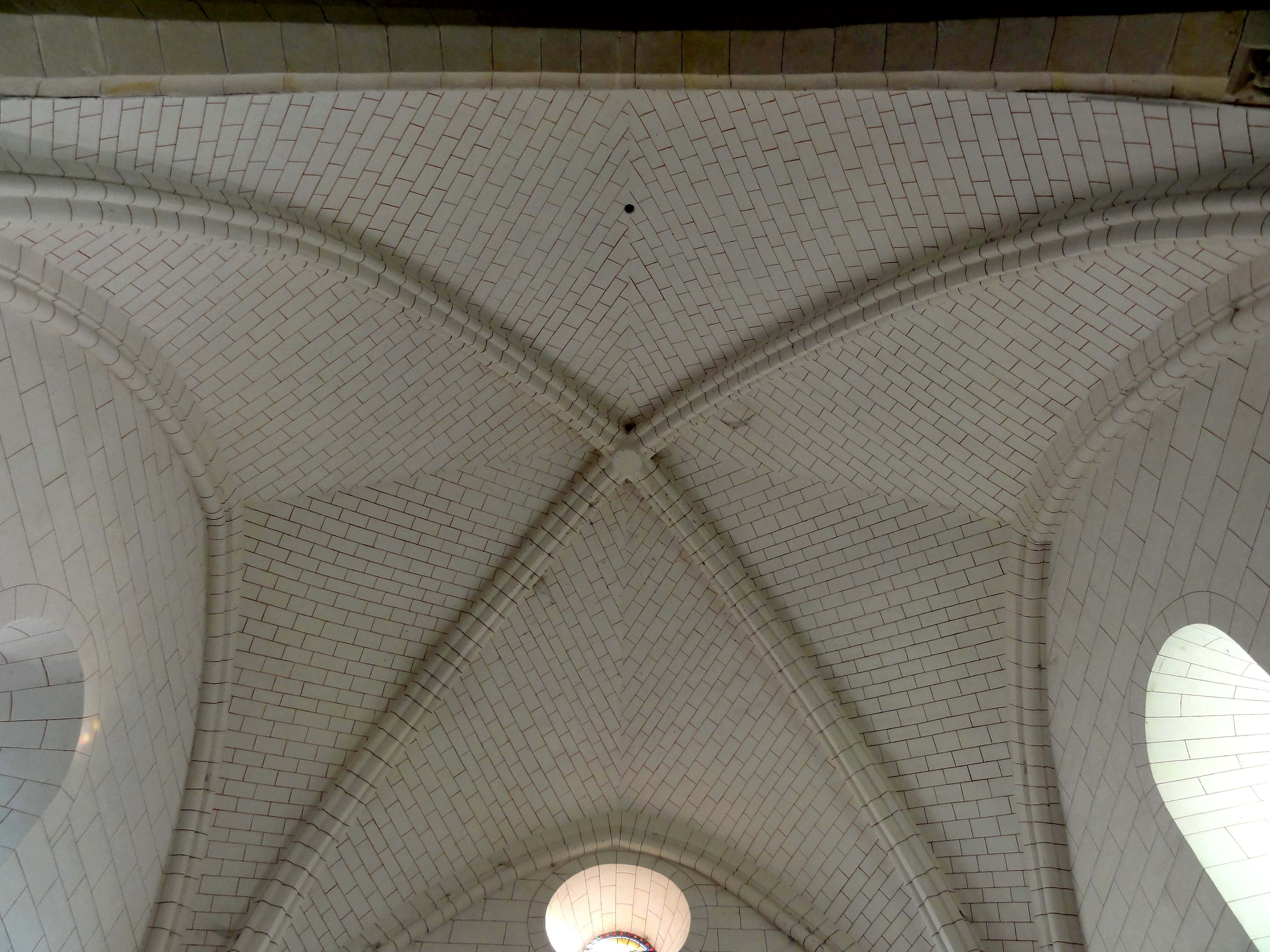
Voûte du chœur.
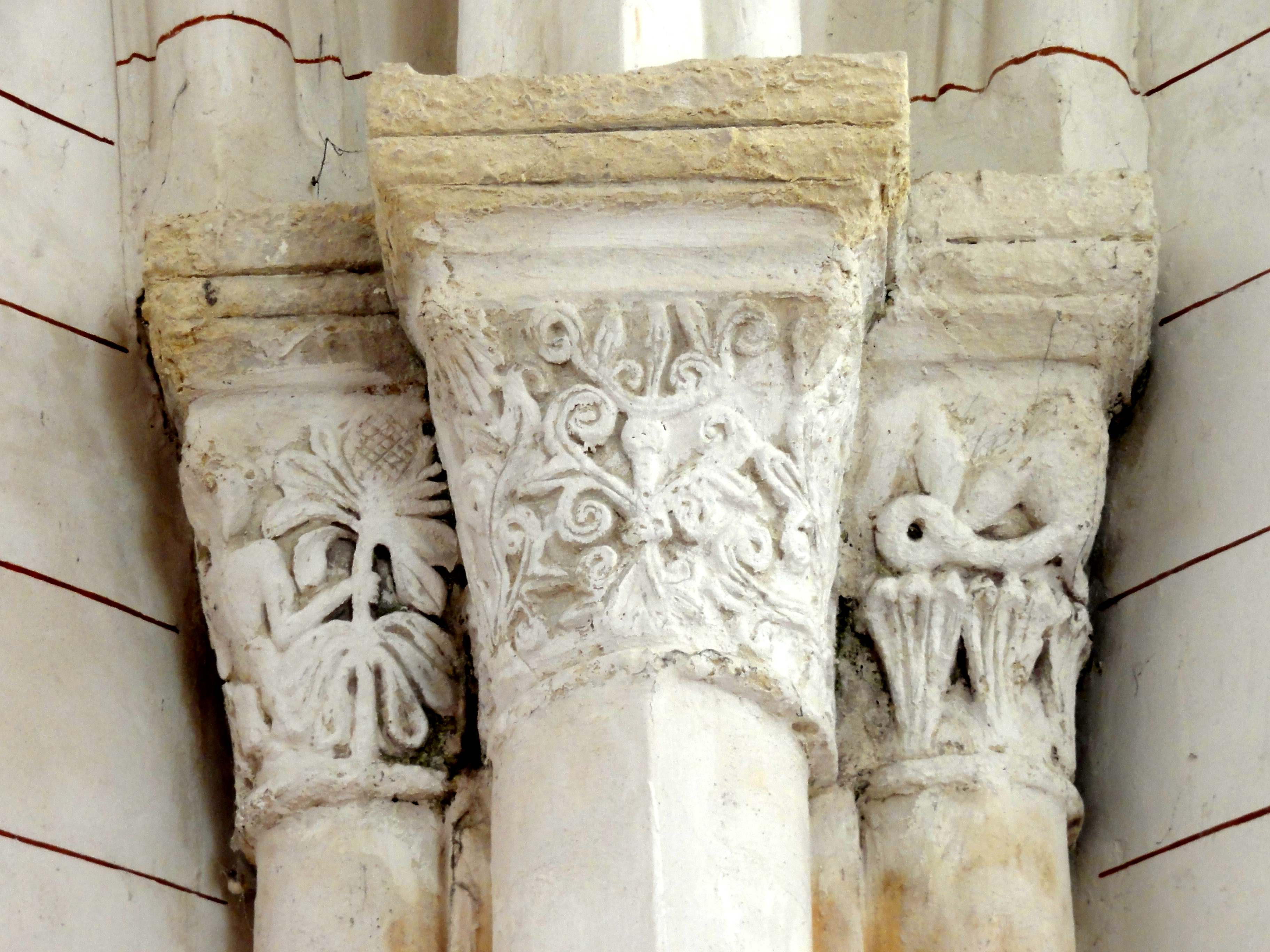
Chapiteaux au nord-est.
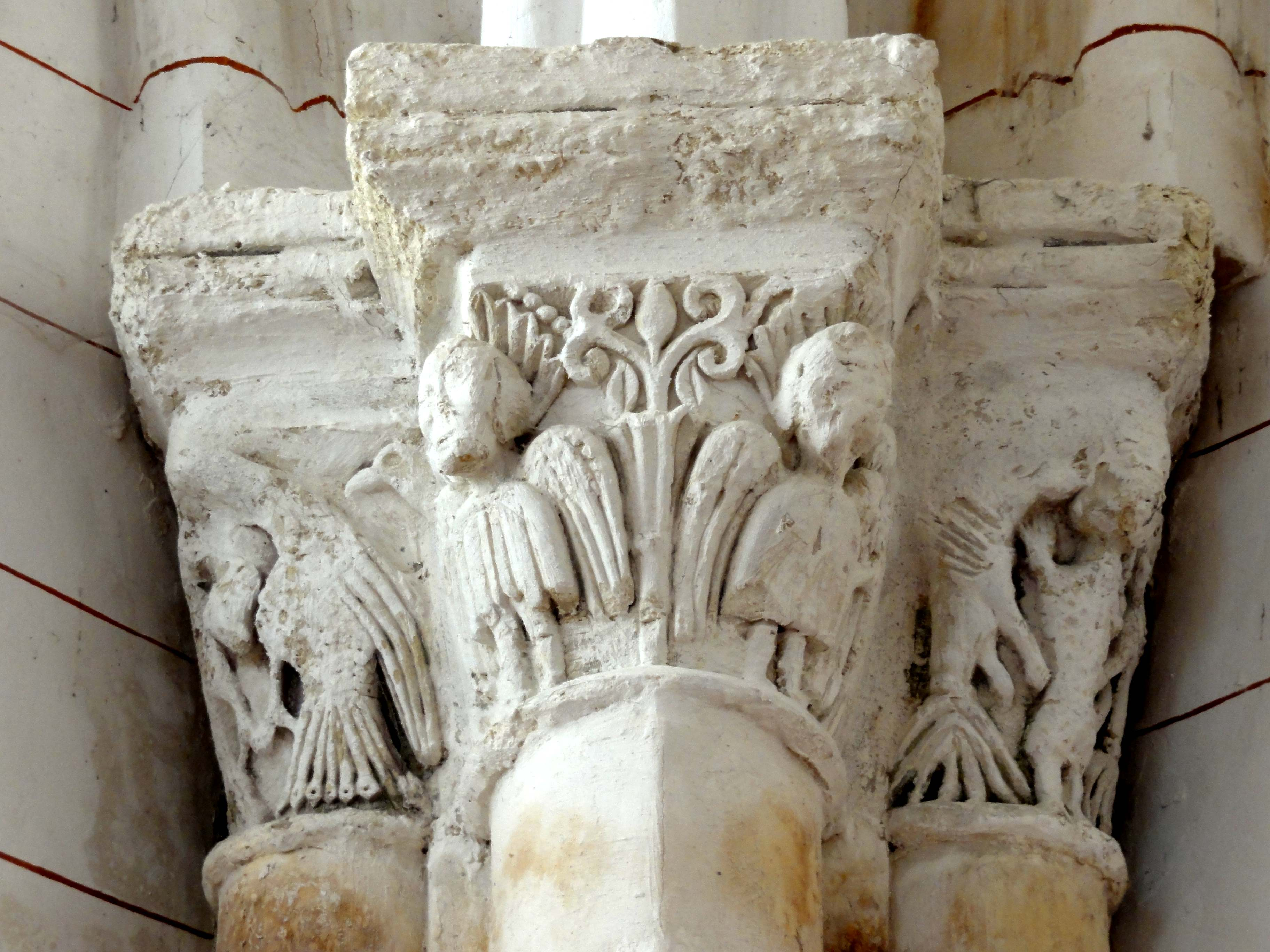
Chapiteaux au sud-est.
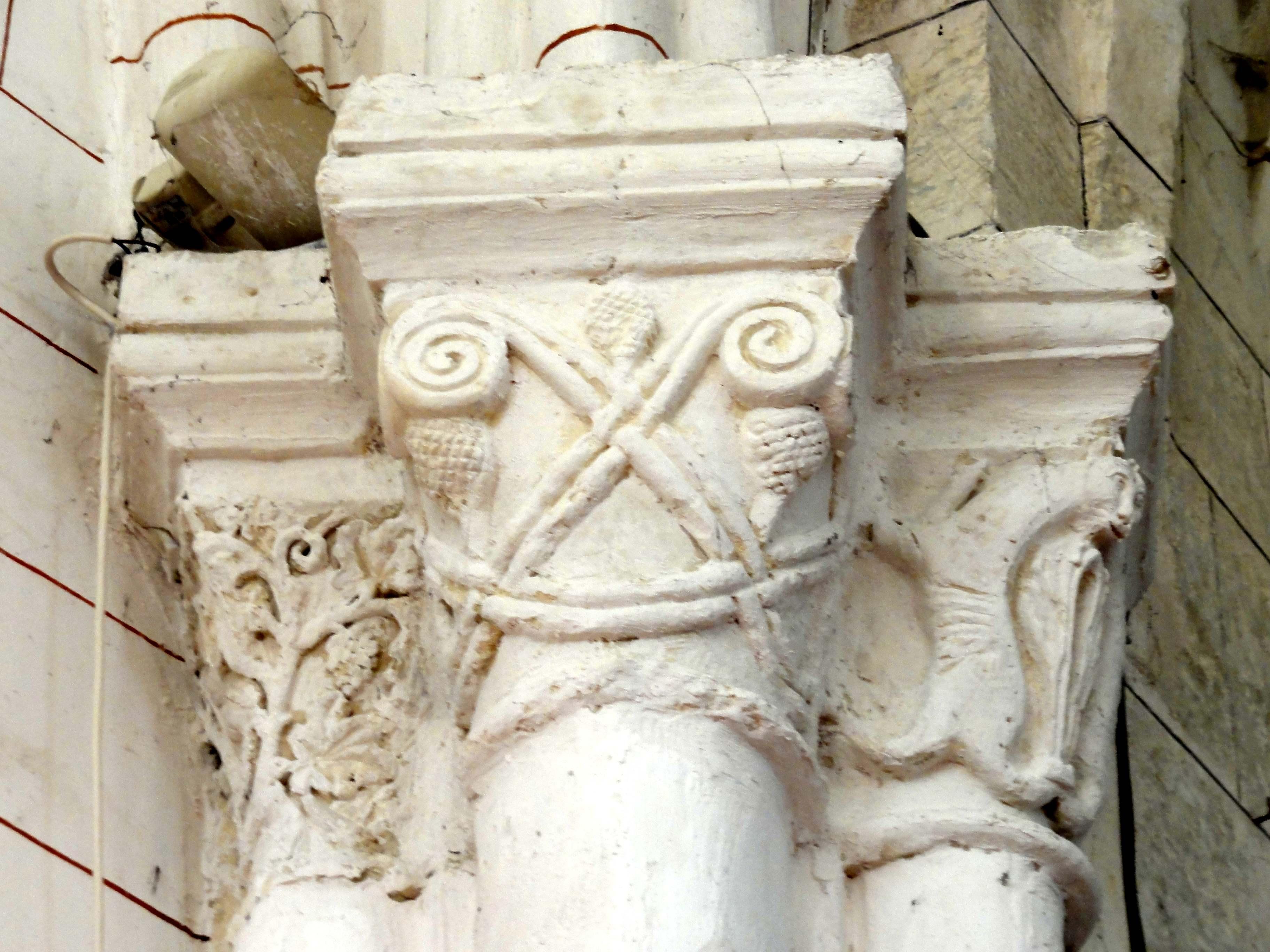
Chapiteaux au sud-ouest.
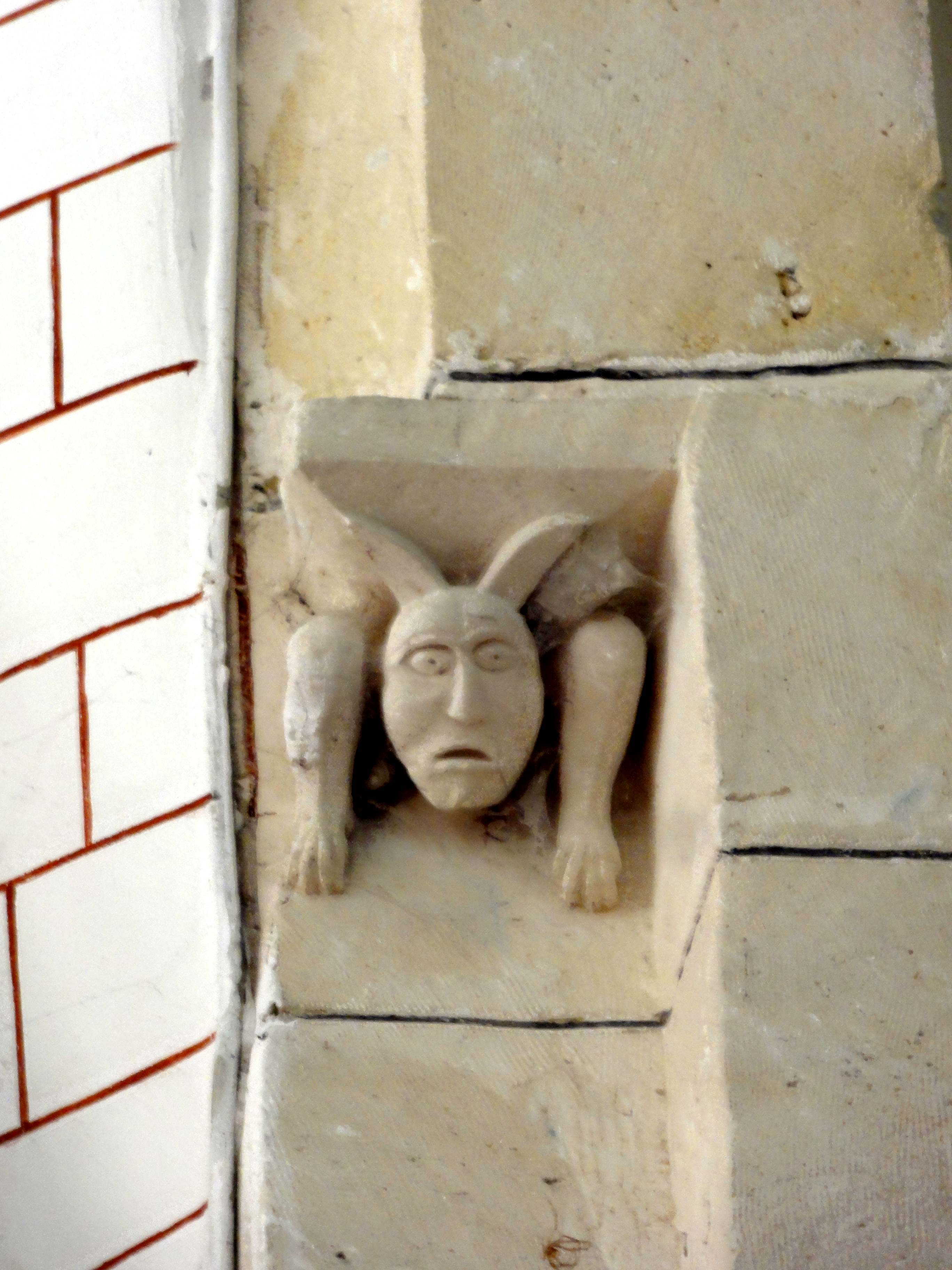
Modillon du doubleau.
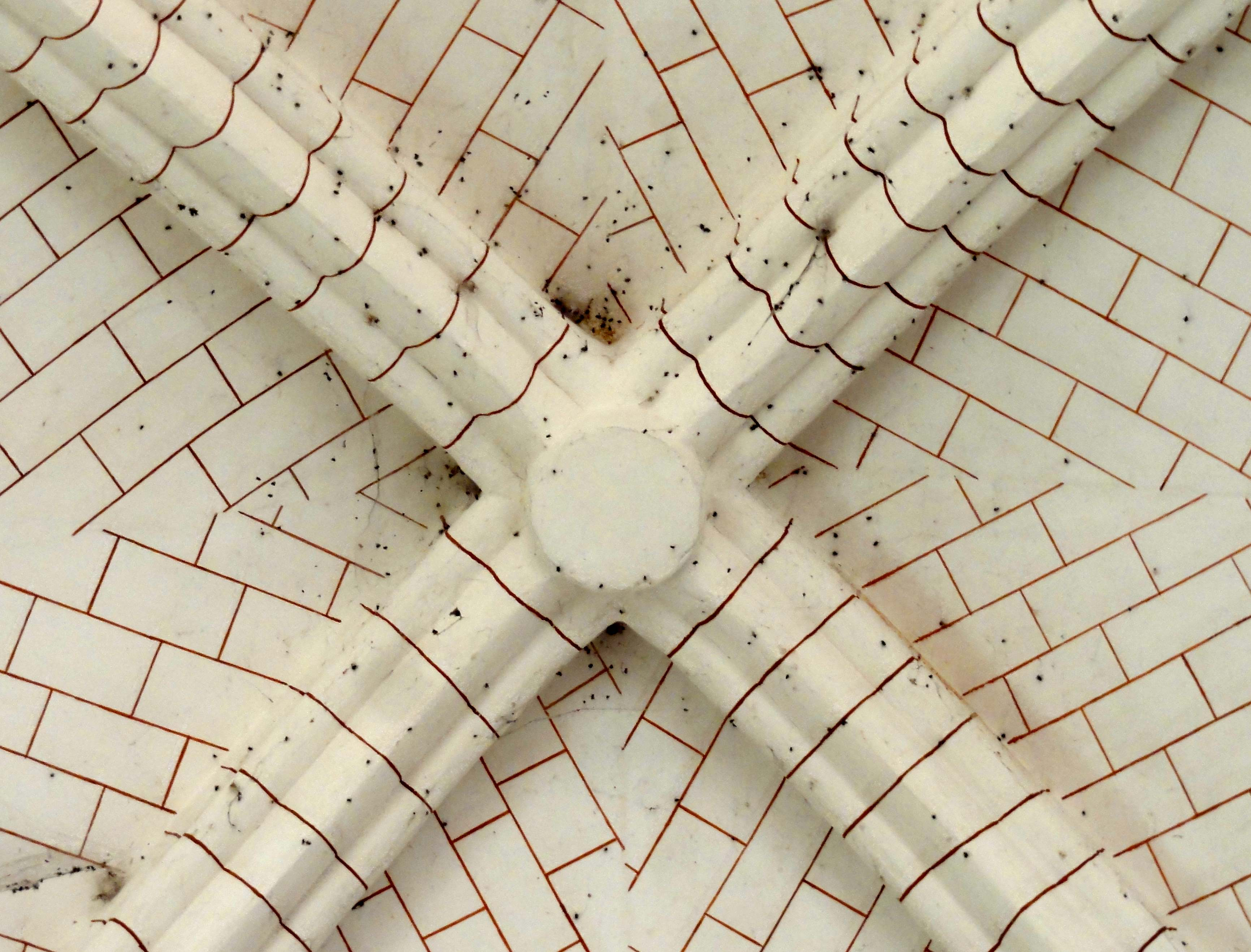
Sommet de la voûte.

### Extérieur

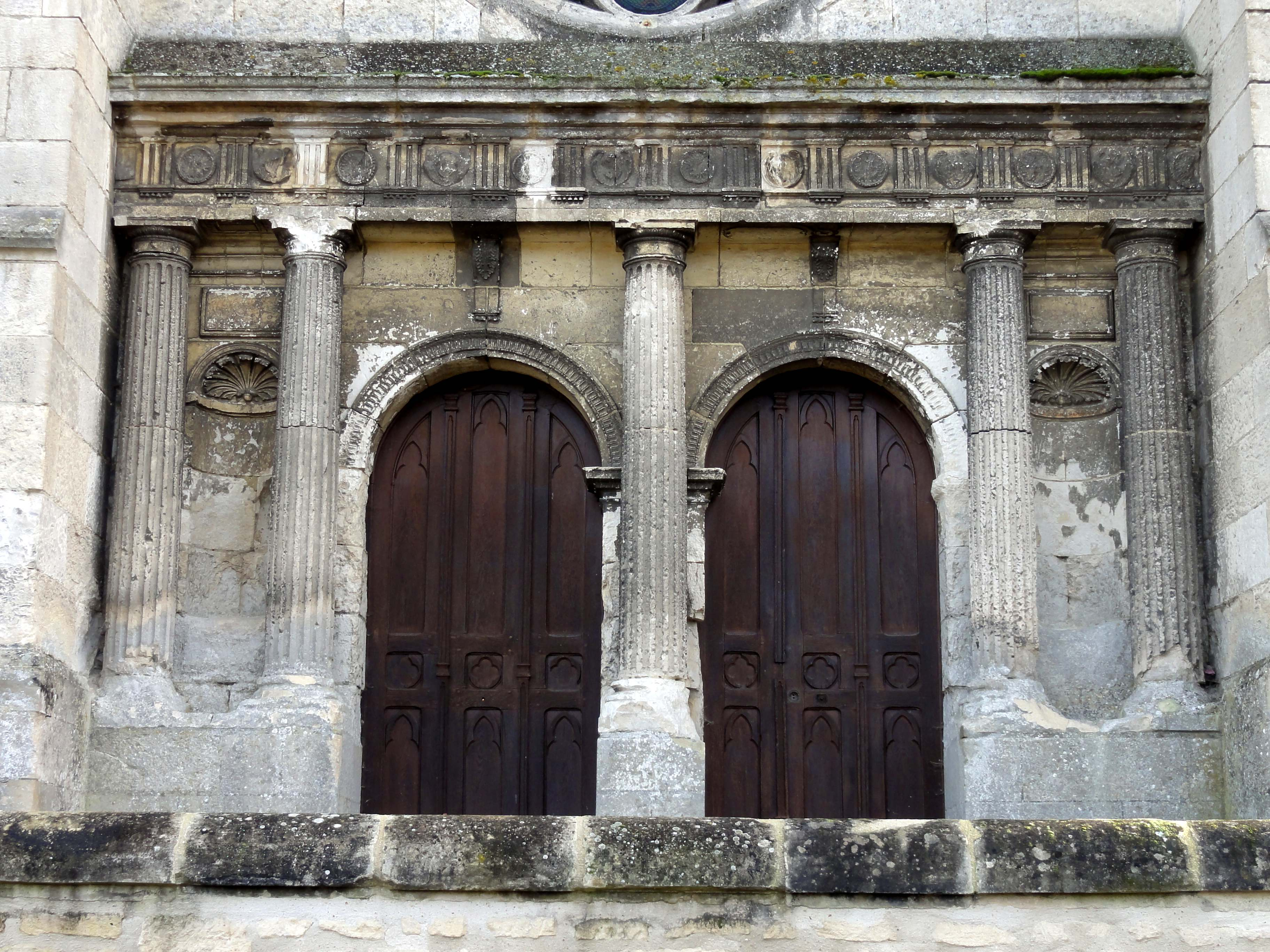
Portail occidental.

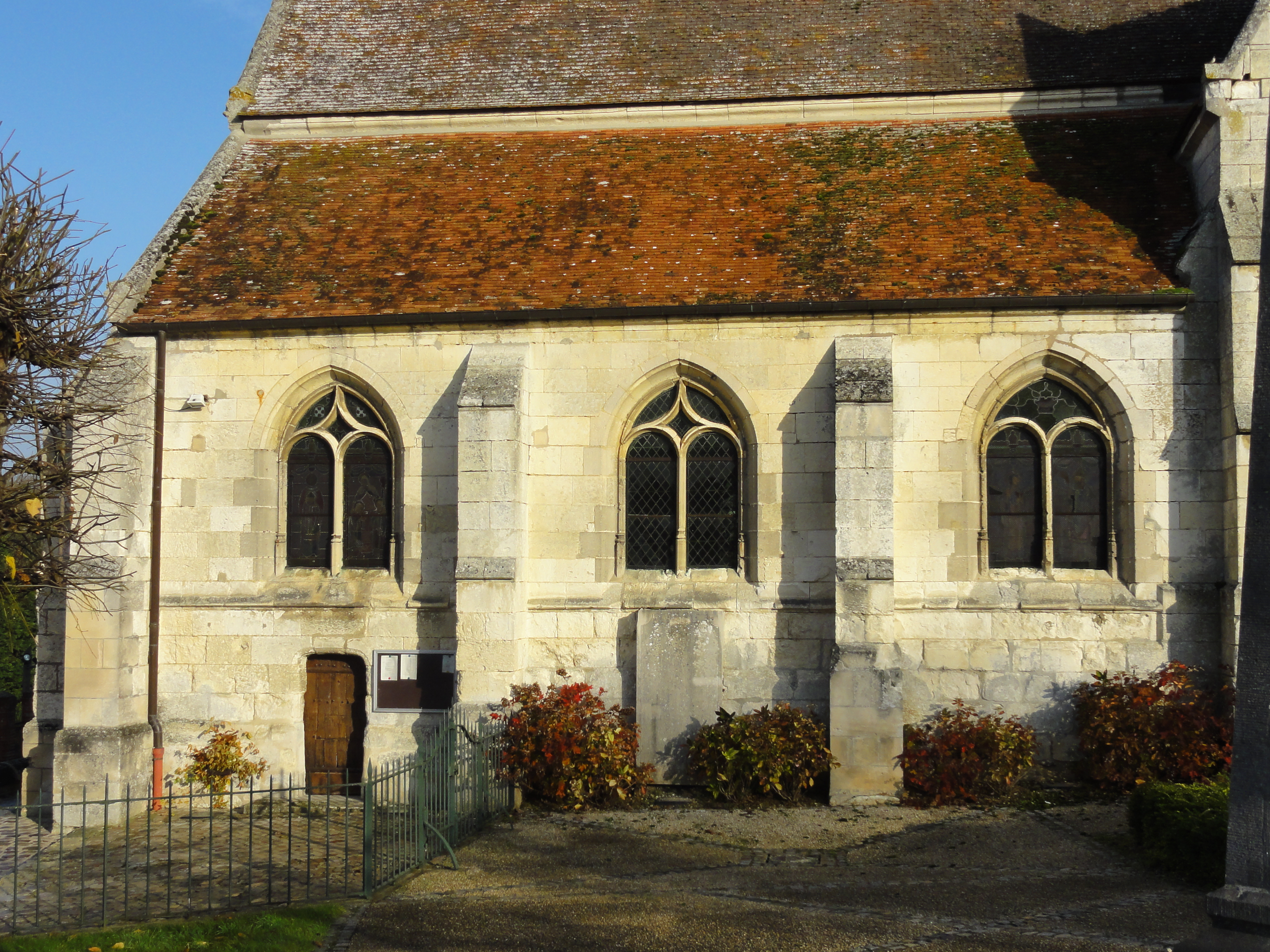
Bas-côté sud.

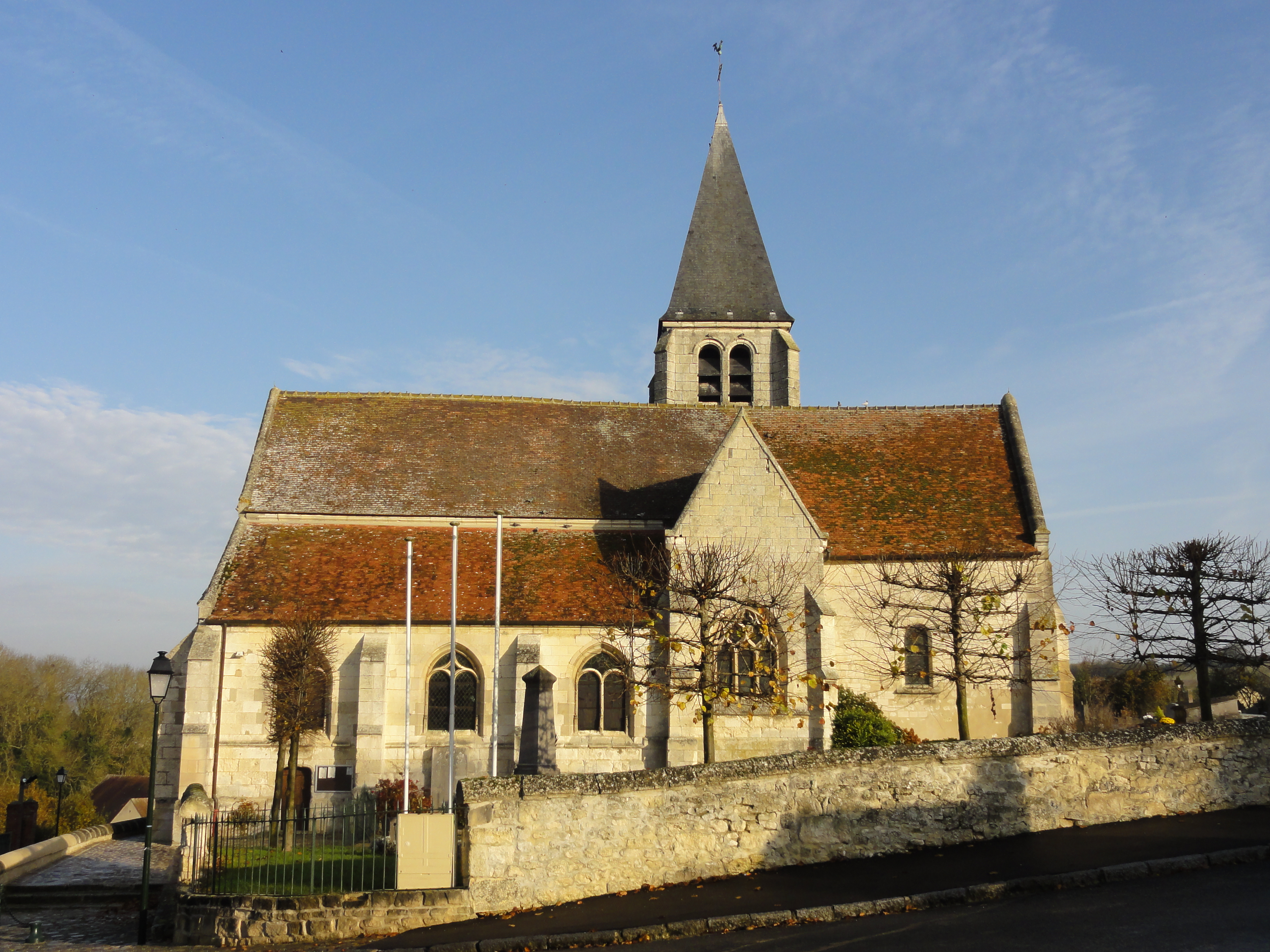
Vue générale depuis le sud.

Les murs sont appareillés en pierre de taille, avec une régularité quasiment parfaite pour la nef et les bas-côtés. Le maître d'œuvre de la période flamboyante était en revanche contraint de réaliser des économies sur le plan de la décoration, qui est tout à fait absente, hormis les réseaux des fenêtres et le portail occidental ajouté après l'achèvement du reste. La façade occidentale est épaulée par quatre contreforts à larmiers, qui s'amortissent par des glacis formant larmier, et correspondent aux murs gouttereaux de la nef et des bas-côtés. L'on compte deux larmiers pour les contreforts de la nef et un seul pour ceux des bas-côtés, qui sont du reste identiques sur les élévations latérales. Le pignon de la nef est délimité par un larmier et percé d'une ouverture rectangulaire pour l'aération des combles. Au même niveau, les murs gouttereaux de la nef se terminent par un bandeau mouluré en guise de corniche. Sinon les murs de la nef disparaissent sous les toits en appentis des bas-côtés. Un autre élément de scansion horizontale est le glacis formant larmier en haut du soubassement des fenêtres, qui est mouluré d'une gorge, et s'accommode ainsi à la moulure entourant les fenêtres.
Le portail occidental comporte deux portes en plein cintre, qui sont flanqués de colonnes doriques cannelées supportant un entablement complet. Une colonne est placée devant le trumeau central, et à gauche et à droite, deux colonnes rapprochées encadrent une niche à statue prise dans l'épaisseur du mur. Les claveaux des portes, les impostes, les parties supérieures des niches et les chapiteaux sont pourvus d'un décor sculpté caractéristique de la Renaissance. Le dessous de l'architrave est traitée à la façon d'un plafond à caissons. Au-dessus des clés d'arc des portes, l'architrave est supportée par des consoles. La mouluration de l'architrave et de la corniche est assez sommaire, et beaucoup de place est accordée à la métope. Des diglyphes y alternent avec des rosaces ou patères à ombilic, ou des têtes de chérubin. Ces éléments sont fortement dégradés, et aucun témoin ne reste intact. Le portail est certes une réalisation de qualité, mais son style est froid, très formaliste, et la fidélité au modèle antique ne permet aucune originalité. Hormis le portail, le clocher appelle habituellement quelques remarques, mais il est en l'occurrence sans intérêt architectural. Chaque angle est flanqué d'un unique contrefort biais, ce qui évoque une période déjà avancée dans le XVIe siècle, proche de la Renaissance, et en tout cas postérieure à la construction des croisillons. L'étage de beffroi est ajouré de deux baies abat-son en plein cintre par face, qui sont surmontées d'un bandeau mouluré. À l'est, une tourelle d'escalier octogonale accompagne le clocher, et donne accès à l'étage intermédiaire, depuis où l'on peut continuer l'ascension à l'intérieur de la tour.
L'appareil du chœur est moins parfait que celui des parties flamboyantes, à l'exception des claveaux des fenêtres. Du reste, l'on constate de nombreuses reprises, qui concernent notamment la partie basse du chevet, les rampants du pignon, et les parties proches des contreforts sur les élévations latérales. Les deux contreforts à l'angle sud-est paraissent entièrement neufs. Plus larges que saillants, ils se retraitent une fois par un glacis formant larmier, et s'amortissent par un long glacis. Le larmier intermédiaire manque aux contreforts à l'angle nord-est, qui paraissent authentiques, sauf la partie basse, où le fruit à la limite du soubassement est en revanche plus prononcé. Selon la planche réalisée par Eugène Woillez, les contreforts à l'angle sud-est devaient initialement être analogues, et ont apparemment été réinventés lors d'une restauration. Le mur du chevet se retraite une fois par un fruit en bas du pignon. Les fenêtres présentent un léger ébrasement extérieur, et sont surmontées d'un bandeau doublement chanfreiné en forme de sourcil, qui se continue pendant une courte distance au niveau des impostes. Il n'y a pas de corniche, ni le moindre élément sculpté. L'extérieur du chœur d'Avrechy est donc dénué d'intérêt artistique, mais il est assez représentatif de son époque. Le chevet plat est courant à la première période romane, avant que les absides voûtées en cul-de-four ne s'imposent à la fin du XIe siècle. Avec la diffusion du voûtement d'ogives, le chevet plat fait son retour, car l'on maîtrise encore mal les voûtes sur un plan autre que rectangulaire. Avant le milieu du siècle, les églises de Francastel, Saint-Rieul de Louvres, Monchy-Saint-Éloi, Noël-Saint-Martin (commune de Villeneuve-sur-Verberie) et Rocquemont reçoivent aussi des chœurs au chevet plat voûtés d'ogives, et éclairés par un triplet. Pour la seconde moitié du siècle, on peut citer Cauffry, Ormoy-Villers, Précy-sur-Oise et Saint-Christophe-en-Halatte, par exemple. L'oculus supérieur est un trait propre à l'église Saint-Lucien. L'austérité du chevet d'Avrechy n'est dépassé que par le chevet de Rocquemont,.

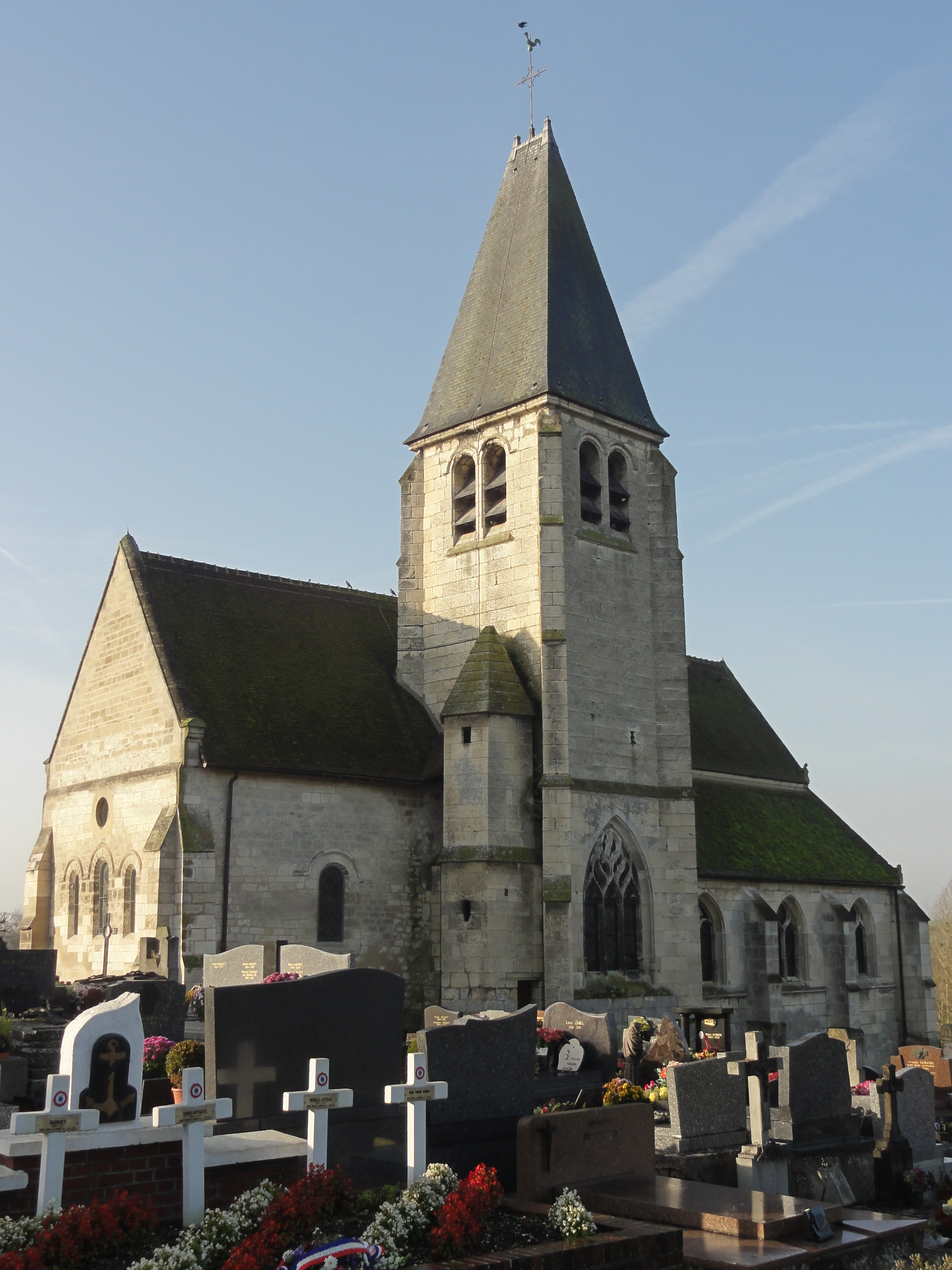
Vue depuis le nord-est.
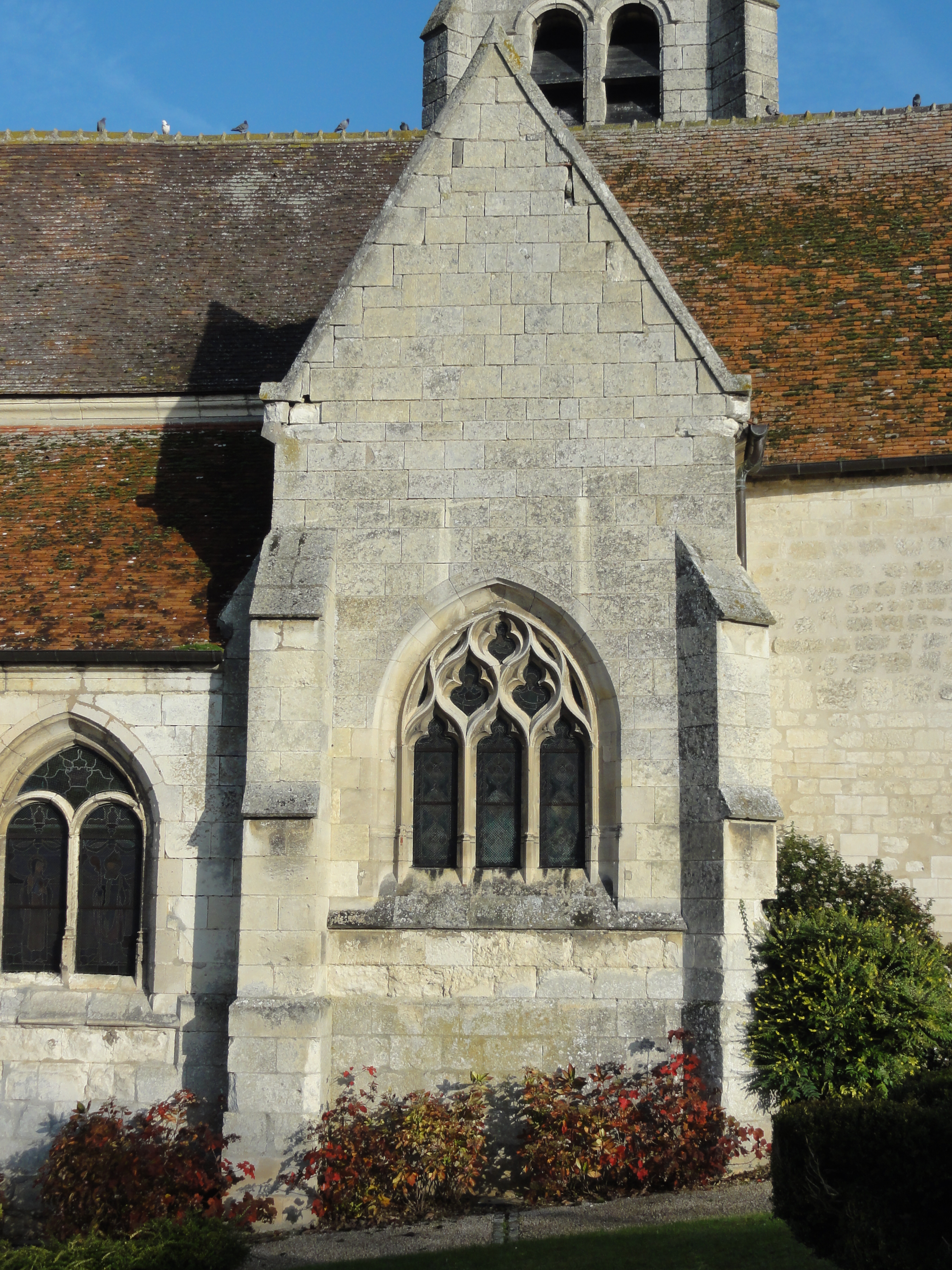
Croisillon sud.
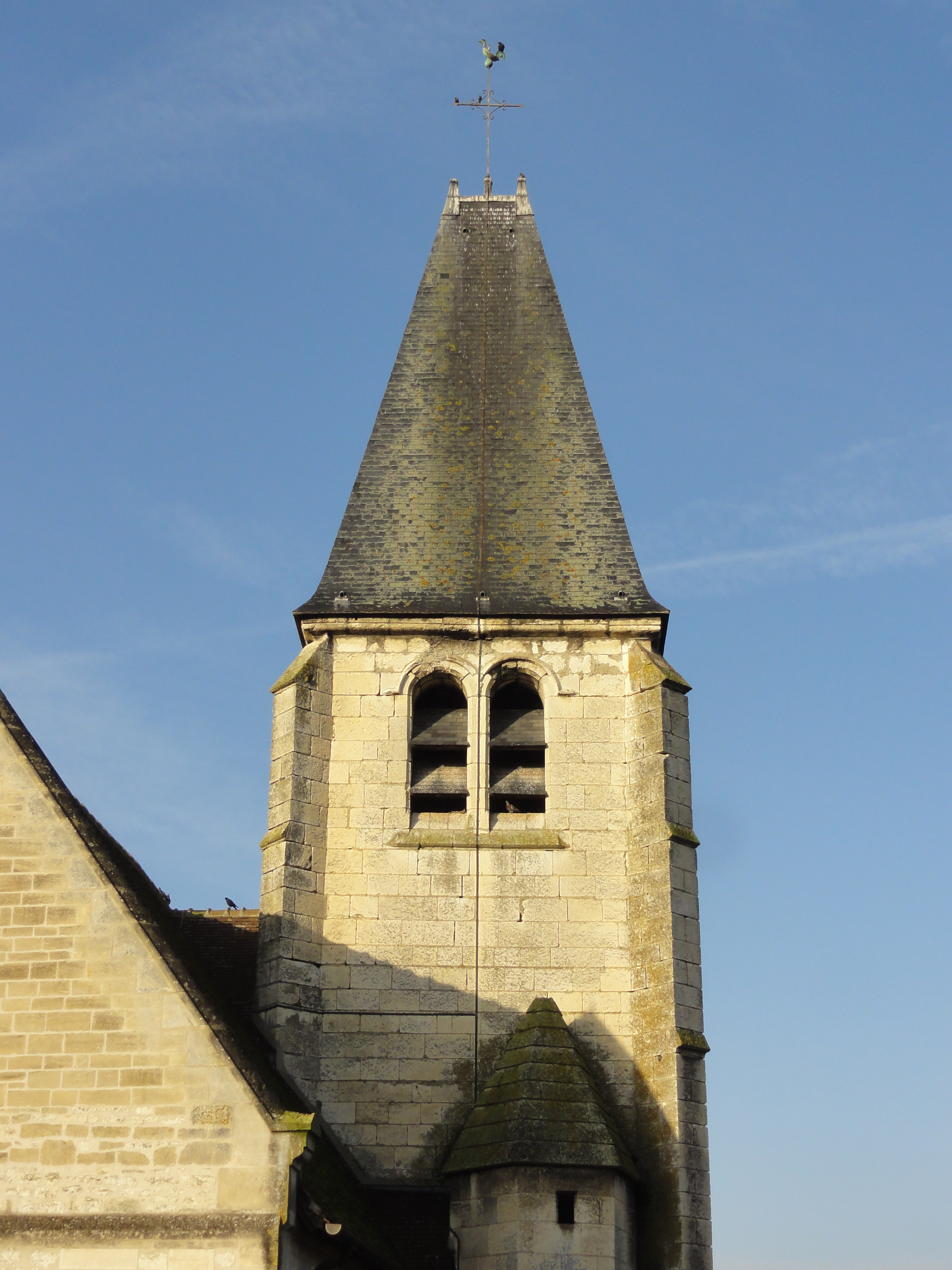
Clocher, côté est.
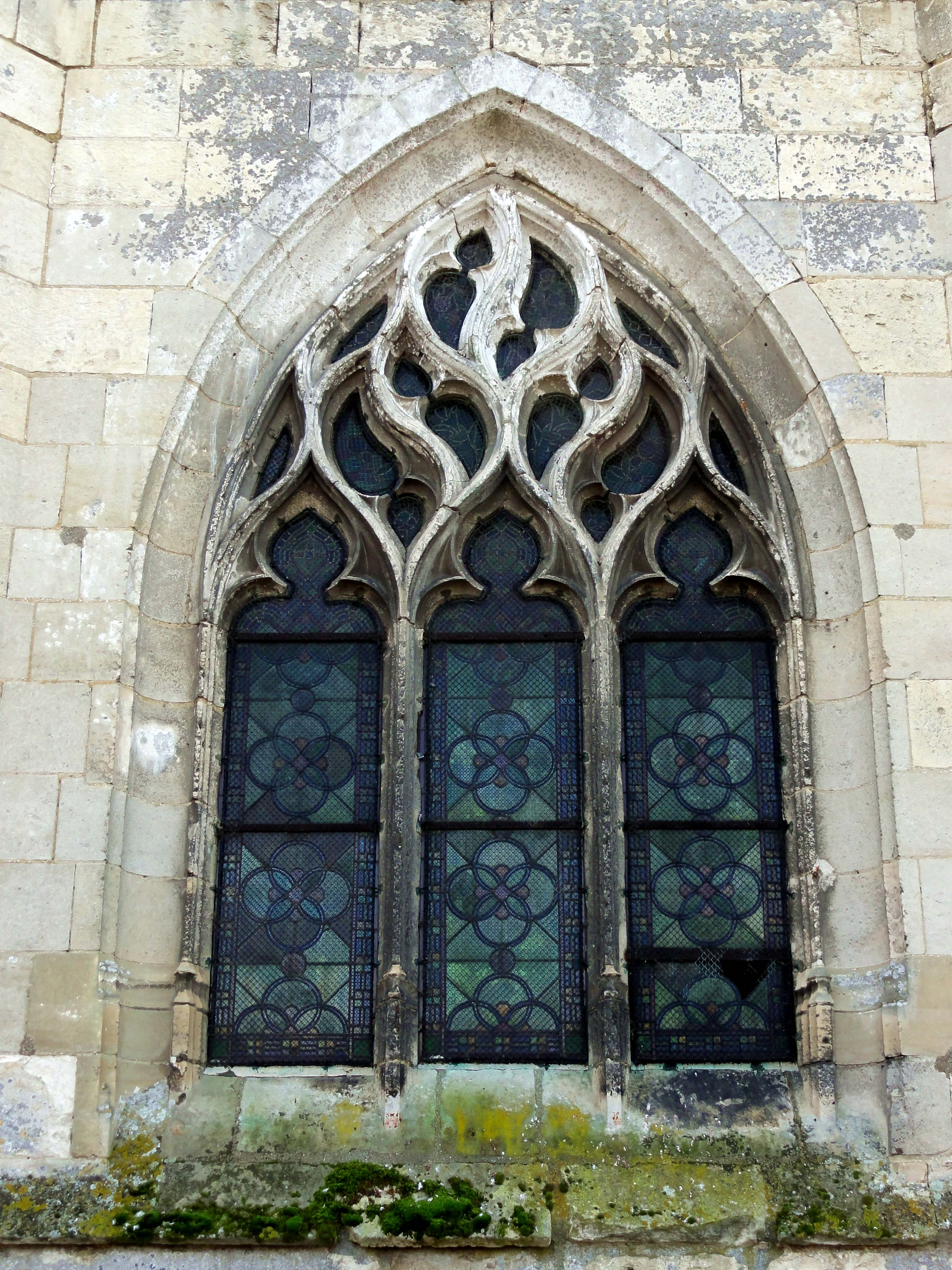
Fenêtre du croisillon nord.
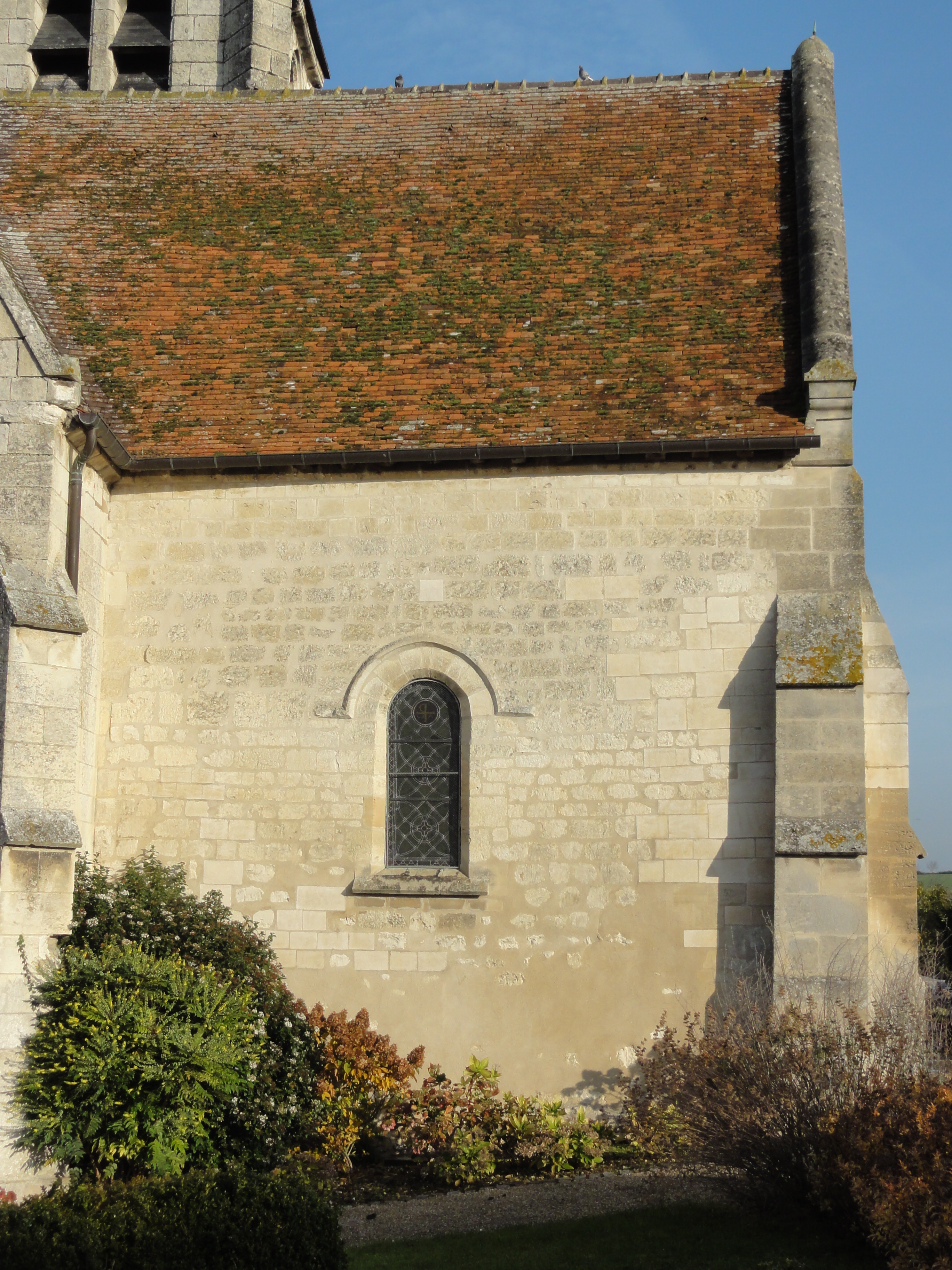
Chœur, vue depuis le sud.
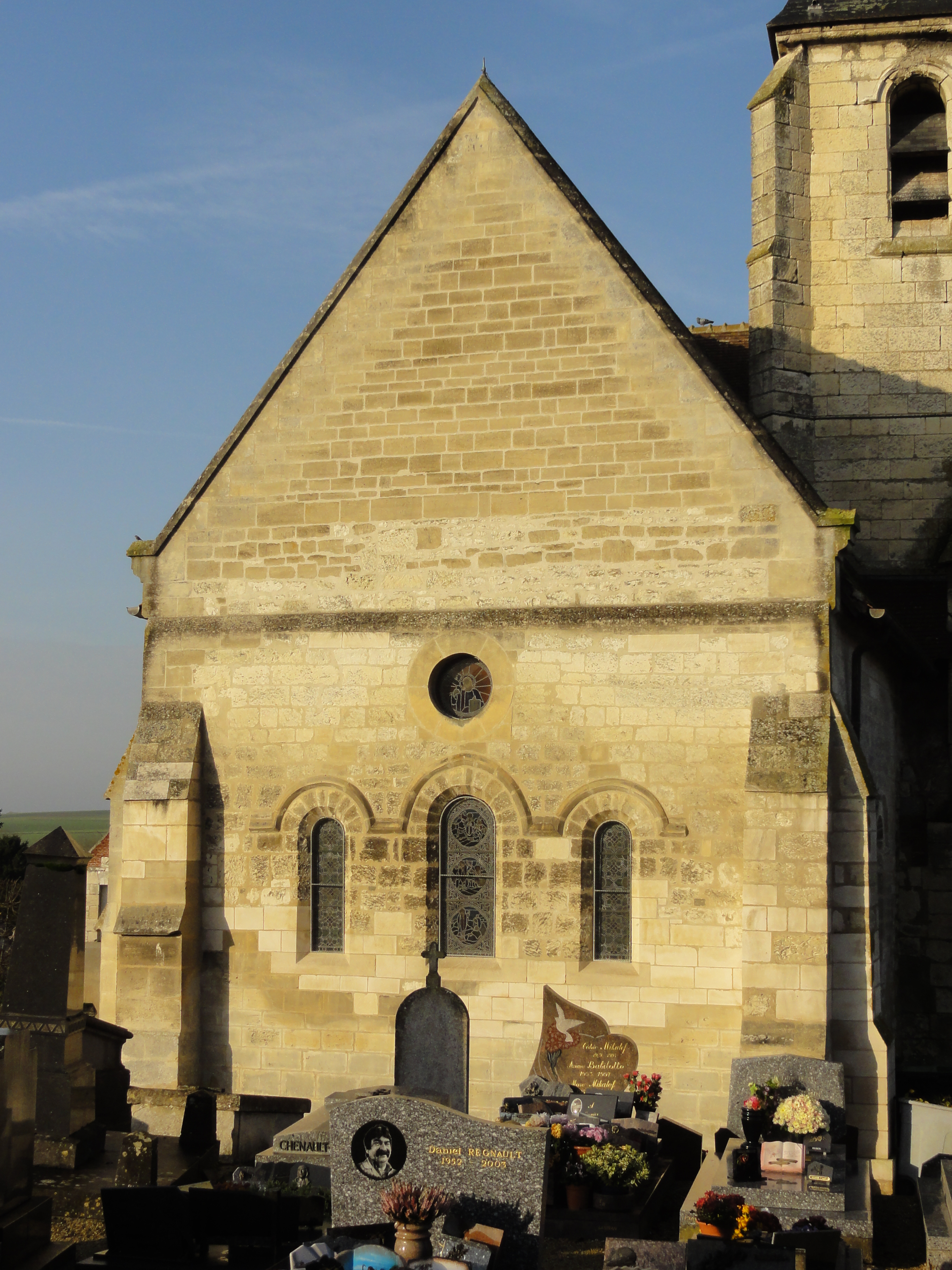
Chevet avec triplet.

## Mobilier

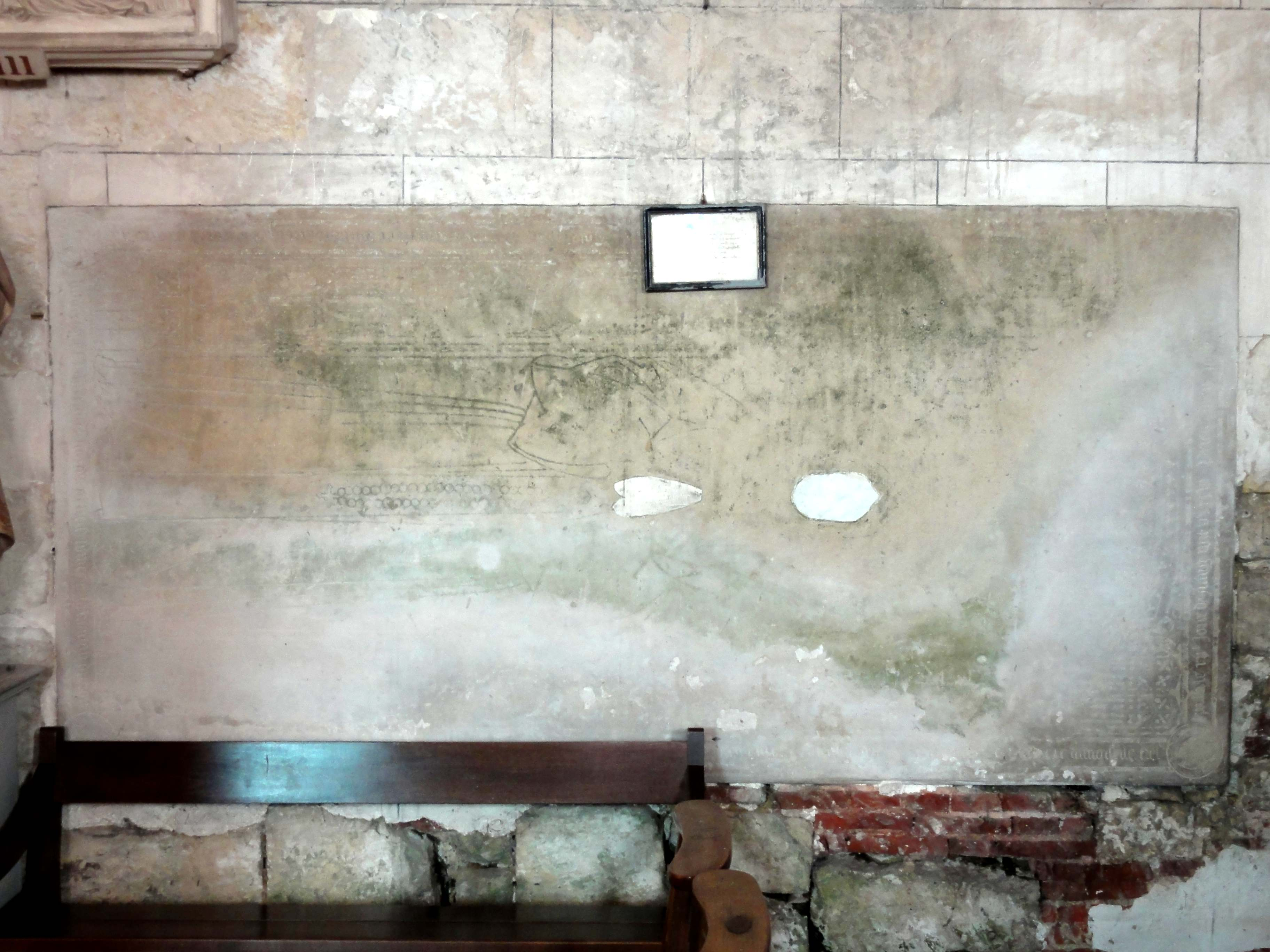
Dalle funéraire de Françoise d'Argillière, veuve de Martin d'Hangest.

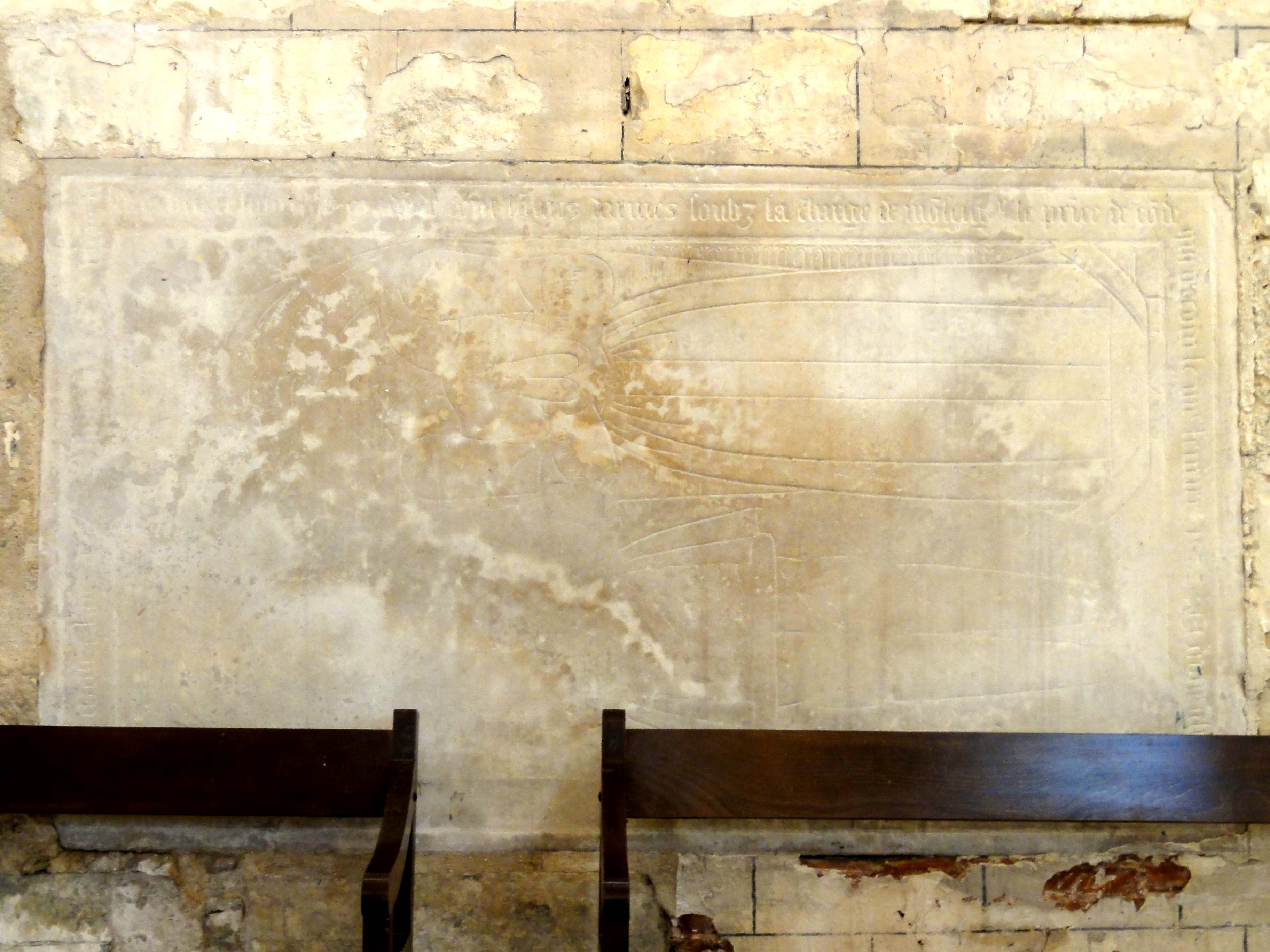
Dalle funéraire de Louis d'Hangest et de Jeanne de Collincourt.

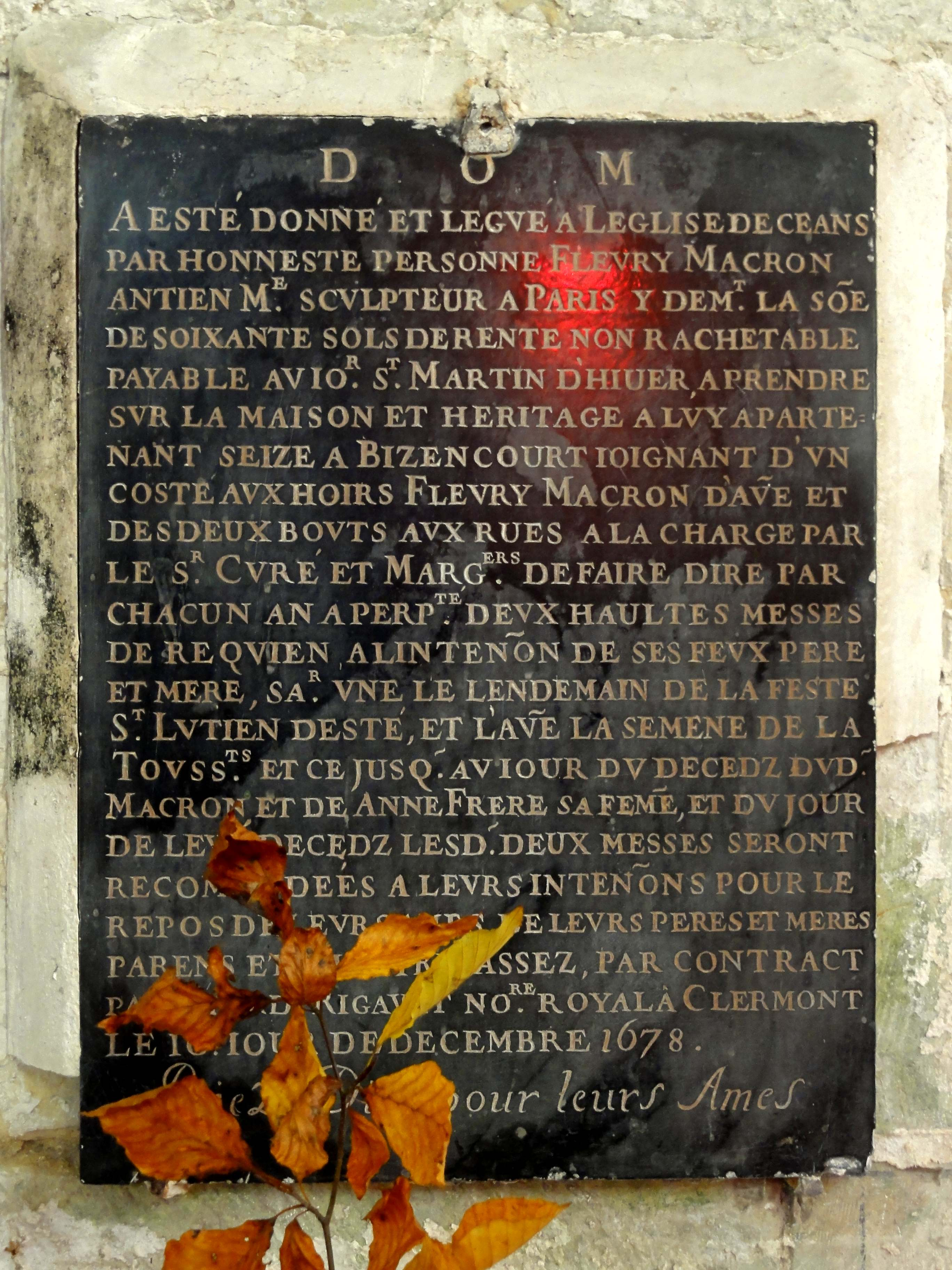
Plaque de fondation de Fleury Macqueron.

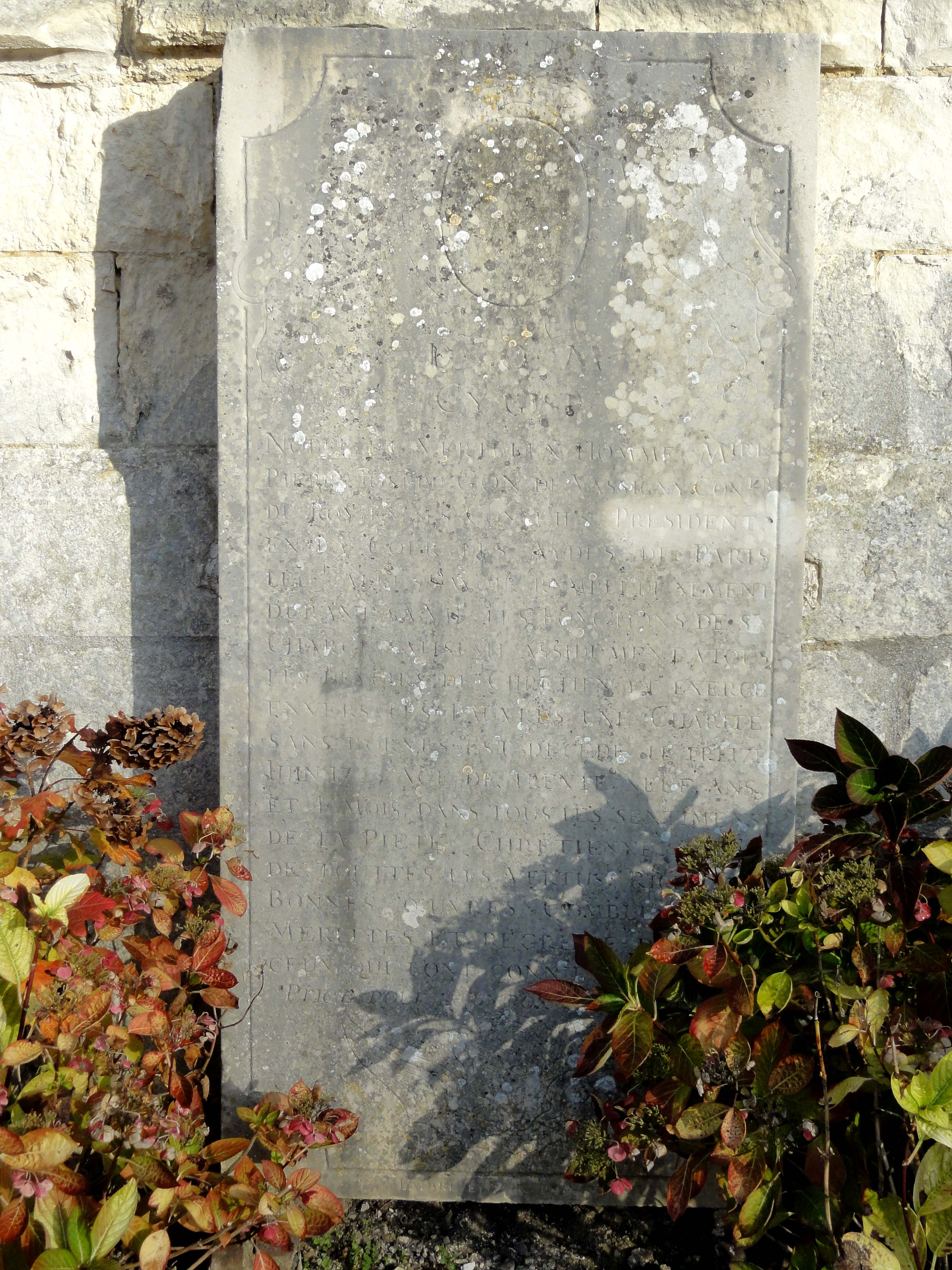
Dalle funéraire de Pierre Joseph Gon de Vassigny.

L'église conserve une plaque de fondation, une plaque commémorative et trois dalles funéraires, dont deux sont à effigies gravées, et ont été encastrés dans les murs des bas-côtés. La troisième comporte seulement une inscription, et a été redressée contre le mur extérieur du bas-côté sud. Les fragments du vitrail de 1554 ont déjà été mentionnés. Dans la nef, la statue d'un saint évêque trône au-dessus du portail occidental. Le socle porte l'inscription « saint Lucien », ce qui paraît évident, puisque c'est le saint patron de la paroisse. Eugène Müller a toutefois conjecturé qu'il s'agirait de saint Denis. Les autres éléments du mobilier ne sont pas étudiés par les différents auteurs. On peut notamment citer le banc d'œuvre, déplacé au début du bas-côté sud ; le confessionnal néogothique au début du bas-côté nord ; le Christ en croix dans la nef ; la clôture en bois de la sacristie, qui est de style baroque et décorée de balustres, de pilastres ioniques et d'un entablement fantaisiste ; et le maître-autel néoroman avec ses cinq niches en plein cintre, qui sont surmontées d'archivoltes à bâtons brisés et flanquées de colonnettes, et abritent des statuettes des quatre Évangélistes et de Jésus enseignant.
Dans le bas-côté nord, la dalle funéraire à effigie gravée de Françoise d'Argillière, veuve de Martin d'Hangest, née le 22 mars 1497 et morte le 12 juin 1526, se remarque par des incrustations de marbre blanc à l'emplacement de la tête et des mains rejointes pour la prière, et par ses dimensions impressionnantes : sa longueur est de 2,58 m, et sa largeur est de 1,23 m. Malheureusement, la dalle est tellement usée par les pas des fidèles que les traits de la défunte ne sont plus lisibles. L'on reconnaît seulement ses habits qui reflètent la mode sobre du XVIe siècle, le rosaire qu'elle tient par ses mains, et une bonne partie du décor des montants de l'arcature qui devait occuper la partie haute de la dalle, aujourd'hui effacée. Chacun des montants est composé de deux séries de quatre niches à statues superposées, qui alternent avec des dais flamboyants et des motifs de remplissage. Il y avait donc un total de seize personnages, dont seulement ceux en bas à gauche sont bien identifiables. Ernest Laurain a identifié néanmoins un prêtre et un moine encapuchonné, et affirme qu'il s'agit des personnes participant à une cérémonie funéraire. L'inscription a été reproduite de façon incomplète sur un papier, qui a été encadré et accroché en haut de la dalle. Cette légende induit le visiteur en erreur, car elle suggère que le défunt serait Martin de Hangest, l'époux de Françoise d'Argillière. Ernest Laurain a pourtant déchiffré l'intégralité de l'inscription : « CY GIST DAMOISELLE FRANÇOISE D'ARGILLIÈRE EN SON VIVANT DAME DU JONCQ ET VEFVE DE FEU NOBLE HOMME MARTIN DE HANGEST EN SON VIVANT ESCUYER SEIGNEUR D'ARGENLIEU DE HAVRECHY ET LAMÉCOURT L'UN DES GENTILZ HOMMES DE LA MAISON DU ROY LEQUEL TRESPASSA DELA LE MONT AU SERVICE DU DIT SEIGNEUR L'AN MIL VC XXIIII LE XXVIIE JOUR DE FÉVRIER ET ÉTÉ ENTERRÉ EN L'ÉGLISE DE BEAUREGARD PAVIE ET LA DICTE DAMOISELLE TRESPASSA LE XIIE JOUR DE JUING MIL VC XXVI. PRIES DIEU POUR [...] ».
Dans le bas-côté sud, la dalle funéraire à effigies gravées de Louis d'Hangest et de sa femme Jeanne de Collincourt, morts respectivement le 7 février 1582 et le 24 avril 1618, mesure 1,91 m de haut et 1,10 m de large. Elle est d'une facture plus simple, et également assez usé. Le seigneur d'Argenlieu et Avrechy est représentée dans une armure complète, et son épouse revêtue d'une coiffe débordant et habillée d'une longue robe. La dalle a été gravée du vivant de Jeanne de Collincourt, et l'on a oublié d'y porter la date de décès après ses obsèques. L'on ignore la date de naissance des deux époux, mais la date de célébration de leur mariage, le 4 juin 1551, indique que Jeanne de Collincourt a atteint un grand âge. L'inscription n'a pas pu être relevée sans lacunes : « CY GISENT MESSIRE LOYS DE [HANGEST... SEIGNEUR] DE HARGENLIEU ET HAVRECHY GUIDON DE CENT HOMMES D'ARMES SOUBZ LA CHARGE DE MONSEIGNEUR LE PRINCE DE CONDÉ QUI DÉCEDDA LE VII FÉVRIER 1582 : ET DAME JEHANNE DE COLINCOURT LAQUELLE DÉCEDDA LE... PRIEZ DIEU POUR EULX ».
Au nord du doubleau à l'entrée du chœur, la plaque de fondation en marbre noir du sculpteur Fleury Macqueron, natif du hameau de Bizencourt, mesure 65 cm de haut et 48 cm de large. Elle ne comporte qu'une longue inscription, qui est relative à une rente de soixante sols de rente, que Macqueron laisse à la paroisse pour que deux messes hautes soient dites chaque année pour le repos des âmes de ses père et mère. Après sa mort et celle de son épouse, les messes seront recommandées à leur propre intention. L'acte est passé devant le notaire Rigault à Clermont, le 10 décembre 1678. Fleury Macqueron est un sculpteur pratiquement inconnu, qui a participé à la construction du château de Liancourt, autour de 1660, et à la construction des portes du parc de Versailles et du haras de Saint-Léger, ou du grand bassin, entre 1667 et 1670. Au moment de la rédaction de son testament, il réside probablement à Paris, et a quitté le métier de sculpteur depuis quelque temps. La graphie du nom Macron qui se lit sur la plaque ne correspond pas aux différents documents d'archives qu'Ernest Laurain a retrouvé sur la généalogie de cette famille.
En face au sud du doubleau à l'entrée du chœur, la plaque commémorative pour Pierre Joseph Gon de Vassigny, mort le 13 juin 1723 à l'âge de trente-neuf ans, est également en marbre noir, et mesure 85 cm de haut pour 57,5 cm de large. Elle a été offerte par son frère, le vicomte Jean-Baptiste-Jacques d'Argenlieu, et est rédigée en latin. L'épitaphe dans un langage classique et choisi témoigne de l'amitié entre les deux frères, et est un éloge des nombreuses qualités morales du président de la Cour des aides de Paris. Le défunt a été enterré le soir même du jour de sa mort, sous le chœur de l'église Saint-Lucien. La dalle funéraire scellée dans le mur extérieur du bas-côté sud appartient au même défunt, et mesure 2,05 m de haut pour 1,00 m de large. Elle comporte une transcription française de l'épitaphe latin : « D.O.M. CY GIST NOBLE ET VERTUEUX HOMME MIRE PIERRE IOSEPH GON DE VASSIGNY CONER DU ROY EN SES CONSEILS, PRESIDENT EN LA COUR DES AYDES DE PARIS LEQL APRES AVOIR REMPLI DIGNEMENT DURANT SA VIE LES FONCTIONS DE SA CHARGE, SATISFAIT ASSIDUMENT ATOUS LES DEVOIRS DE CHRETIEN, ET EXERCE ENVERS LES PAUVRES UNE CHARITE SANS BORNES EST DECEDE LE TREIZE IUIN 1723 ÂGE DE TRENTE NEUF ANS ET QUATRE MOIS, DANS TOUS LES SENTIMENS DE LA PIETÉ CHRETIENNE, ORNÉ DE TOUTTES LES .VERTUS, RICHE EN BONNES ŒUVRES, COMBLÉ DE MERITTES ET REGRETTE DE TOUS CEUX QUI L'ONT CONNU. Priez pour le repos de son Ame ».

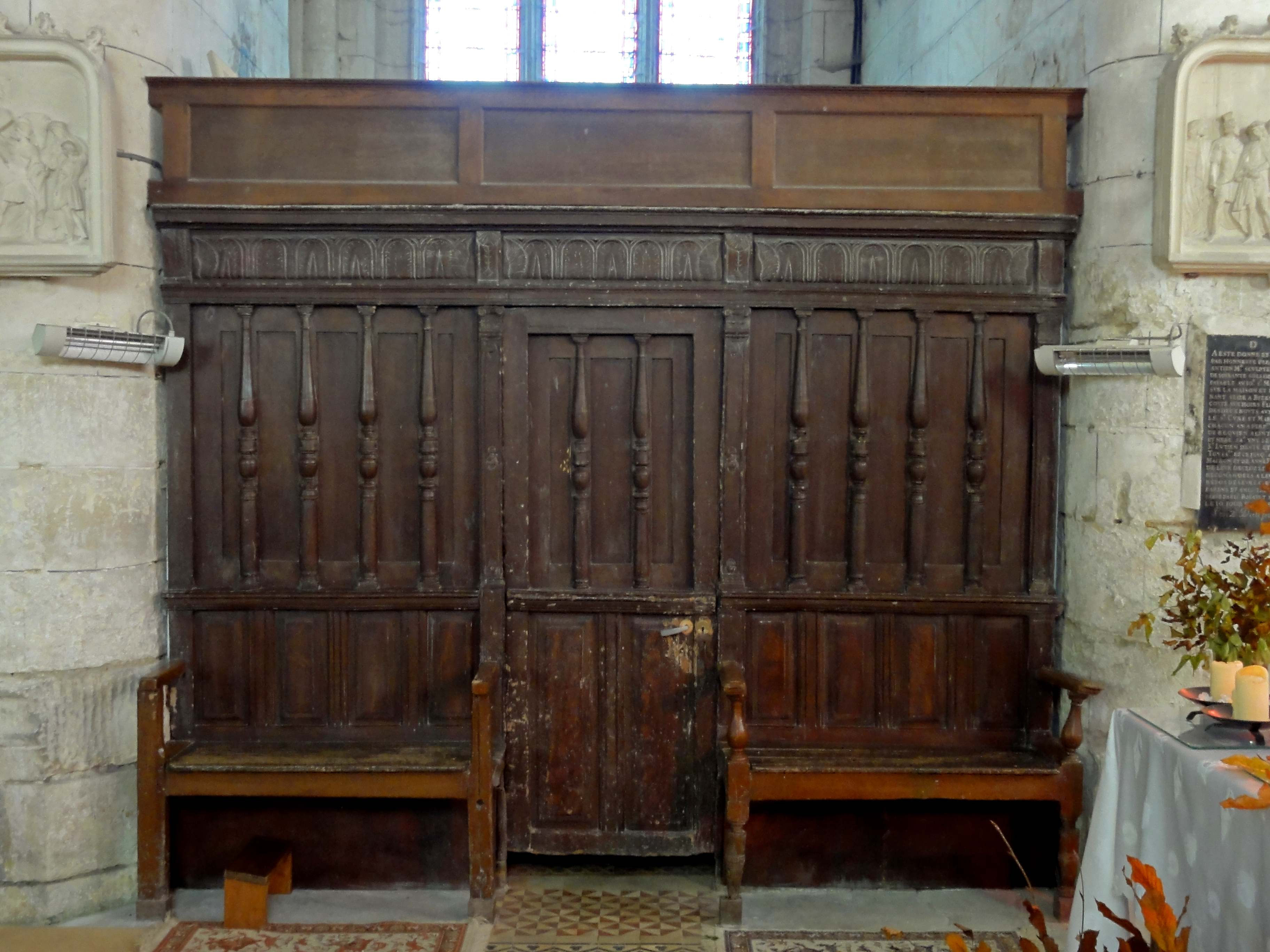
Clôture de la sacristie.
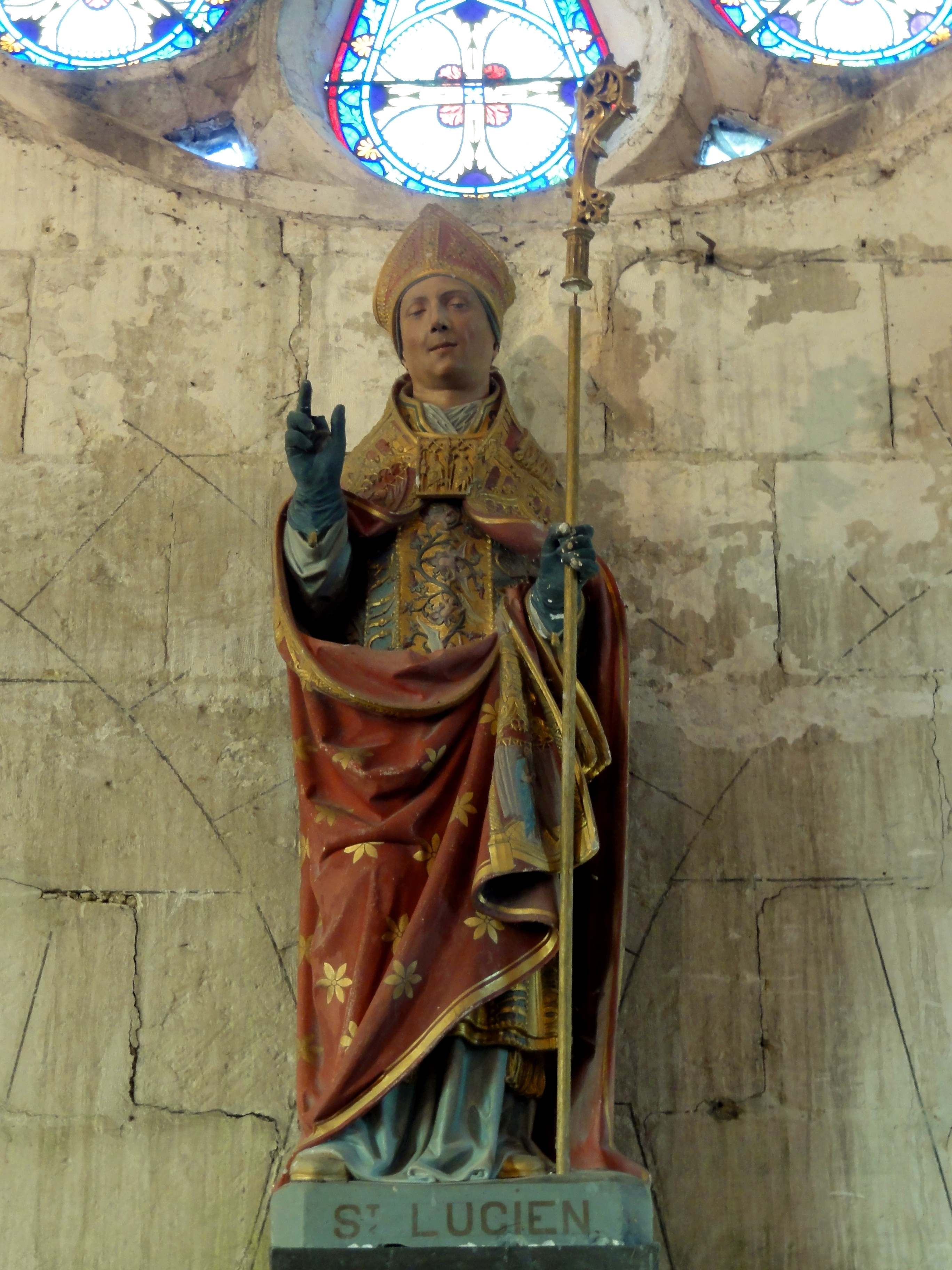
Statue de saint Lucien.
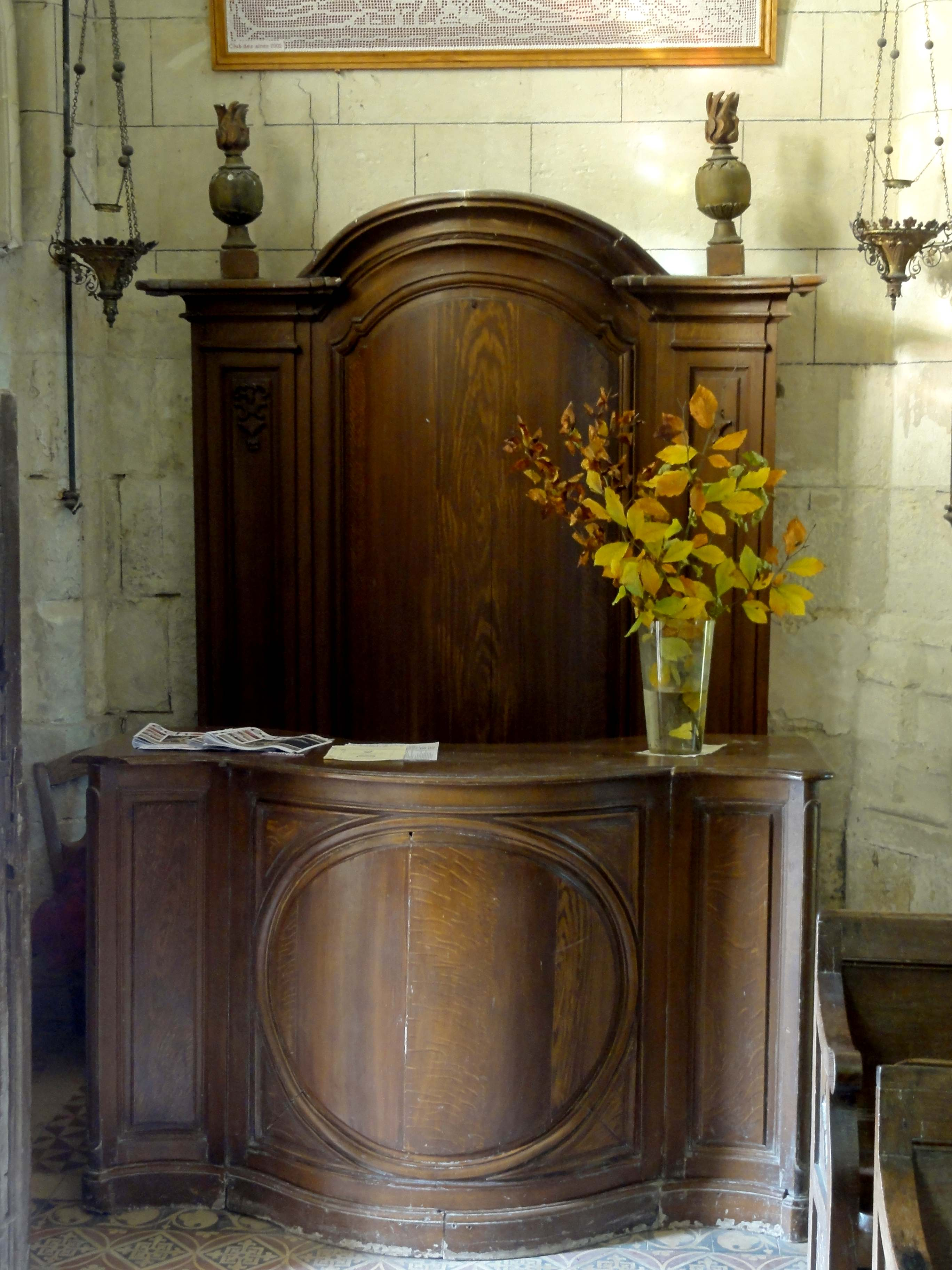
Ancien banc d'œuvre.
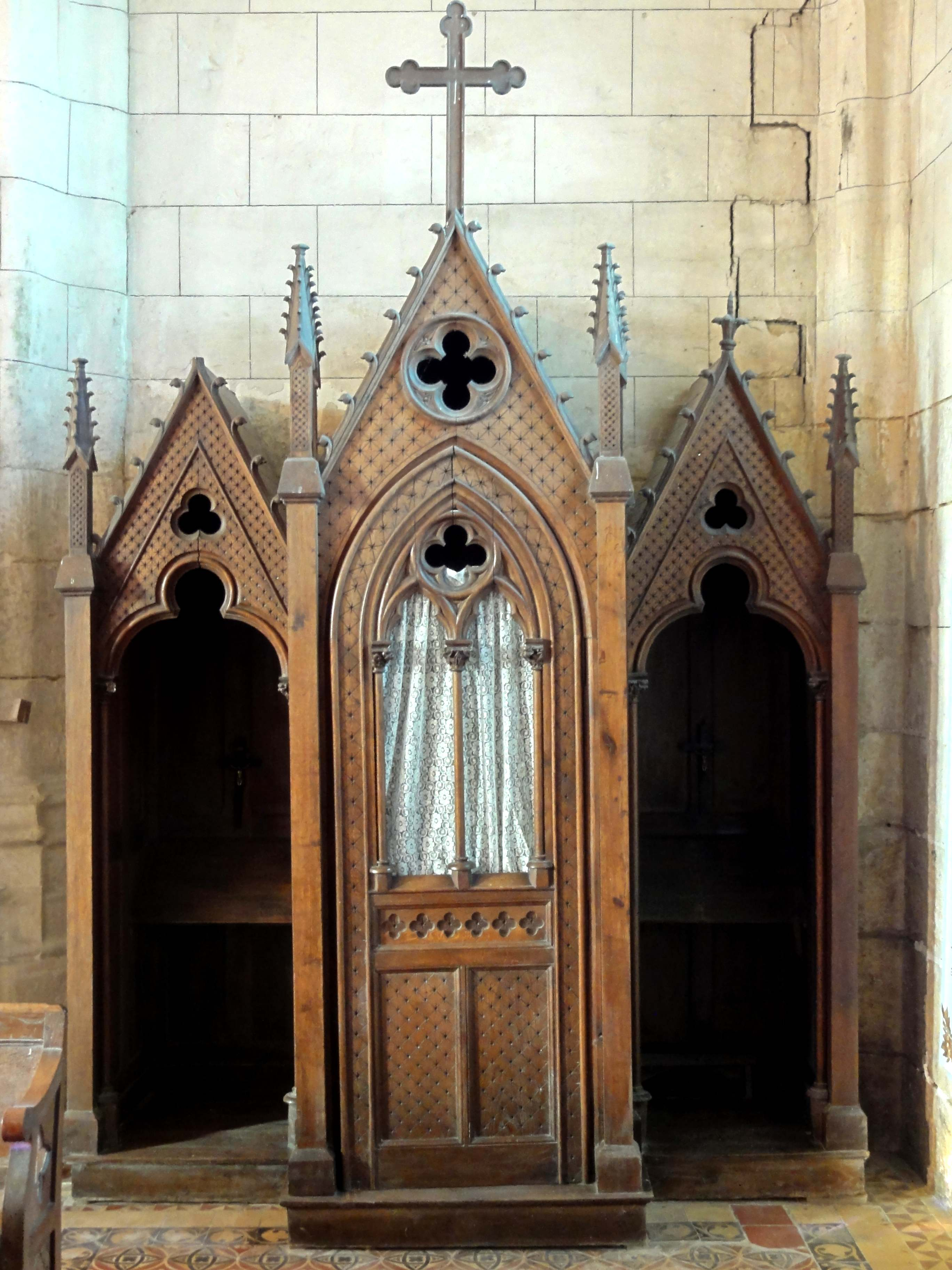
Confessionnal.
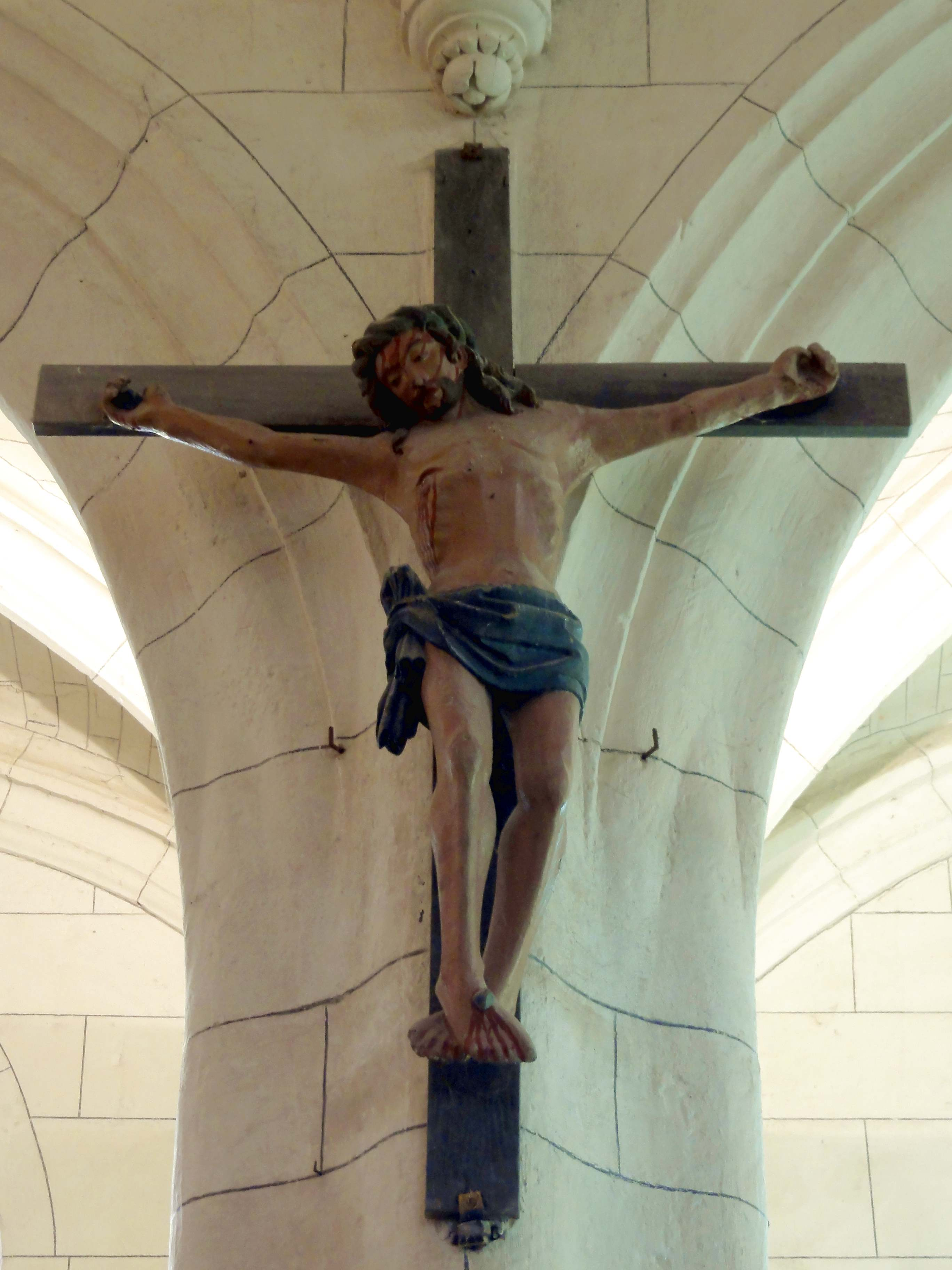
Christ en croix.
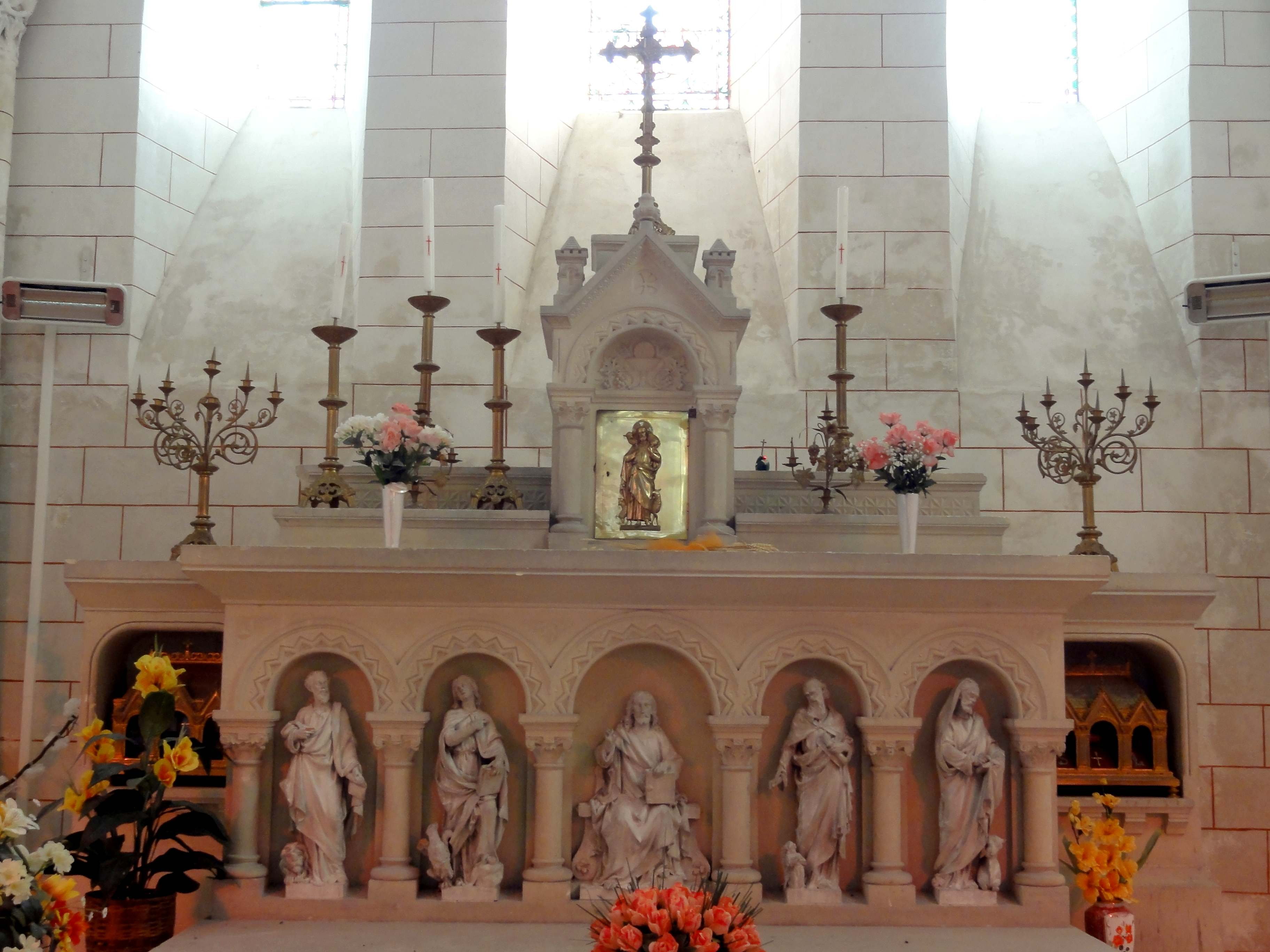
Maître-autel.